# Big Horn County (Wyoming)
Das Big Horn County ist ein County im US-Bundesstaat Wyoming. Es hat eine Fläche von 8162 Quadratkilometern und liegt im Norden von Wyoming an der Staatsgrenze zu Montana. Das U.S. Census Bureau hat bei der Volkszählung 2020 eine Einwohnerzahl von 11.521 ermittelt. Der Verwaltungssitz des Big Horn County (County Seat) befindet sich in Basin, bevölkerungsreichster Ort mit 2243 Einwohnern ist Lovell. Benannt wurde das County nach den Bighorn Mountains, deren Namensgebung wiederum auf das Dickhornschaf (Ovis canadensis) zurückzuführen ist.
Das Big Horn County steigt von der Hochebene des Bighorn Basin im Westen bis zum Hauptkamm der Bighorn Mountains nach Osten hin an. Diese zwei großen Naturräume prägen das County und sorgen für starke klimatische Unterschiede. Flora und Fauna sind vielfältig und reichen von vegetationsarmer Strauchsteppe im Bighorn Basin und den dort lebenden Gabelböcken und Präriehunden bis hin zu den von Schwarzbären, Maultierhirschen und Elchen bewohnten Nadelwäldern in den Hochlagen der Bighorn Mountains. Der Bighorn River durchfließt das County von Süden nach Norden und bildet seit jeher die Lebensgrundlage für die Menschen in der Region. 
Die menschliche Besiedlung der Region setzte vor rund 11.000 Jahren ein. Bis ins späte 19. Jahrhundert wurde das Gebiet vom Volksstamm der Crow bewohnt, die im Rahmen der Westexpansion der Vereinigten Staaten nach Norden verdrängt wurden. Ab den 1870er-Jahren siedelten Viehhirten und mormonische Siedler im Bighorn Basin. Zuvor wurde die Region bereits im frühen 19. Jahrhundert durch mehrere Expeditionen erkundet. Im Jahr 1897 wurde das Big Horn County aus Teilen der Countys Fremont, Johnson und Sheridan gegründet und verzeichnete bis in die 1920er-Jahre durch den Bau von Bewässerungskanälen und die Ankunft der Burlington Railroad einen starken Bevölkerungszuwachs. Der wirtschaftliche Aufschwung setzte in der zweiten Hälfte des 20. Jahrhunderts durch die Öl- und Gasgewinnung ein, die auch heute – neben Bentonitabbau, Viehzucht und Tourismus – den wichtigsten Wirtschaftszweig darstellt.
Der Bighorn Lake im Norden des Countys spielt sowohl für die Wasserversorgung der Region als auch für den Tourismus – im Rahmen der Bighorn Canyon National Recreation Area – eine wichtige Rolle. Touristisch relevant sind zudem der Bighorn National Forest und das prähistorische Medicine Wheel. Funde von Fossilien und Dinosaurierskeletten haben dem Big Horn County überregionale Bedeutung zukommen lassen.

## Geographie

### Geographische Lage
Das Big Horn County liegt im Norden Wyomings, an der Grenze zum Bundesstaat Montana. Es grenzt im Uhrzeigersinn an folgende Countys: Big Horn County (Montana), Carbon County (Montana), Sheridan County, Johnson County, Washakie County und Park County. Die Nordgrenze zu den Countys Big Horn und Carbon in Montana wird durch den 45. Breitengrad gebildet, die Ostgrenze zu Sheridan County und Johnson County verläuft entlang des Hauptkamms der Bighorn Mountains und ist damit eine der wenigen Grenzen in Wyoming, die dem Verlauf einer Wasserscheide folgt. Die Nord-Süd-Ausdehnung des Countys beträgt maximal 92,5 km, die West-Ost-Ausdehnung schwankt zwischen 56 km im Norden und 114 km im Süden. Das Big Horn County umfasst eine Fläche von 8182 Quadratkilometern; davon sind 57 Quadratkilometer Wasserflächen. Damit liegt es der Fläche – gut dreimal größer als das Saarland – nach im unteren Mittelfeld der Countys in Wyoming. Der County Seat Basin ist rund 220 km von Casper und etwa 450 km von der Staatshauptstadt Cheyenne entfernt.
| Carbon County      | Carbon County Big Horn County               | Big Horn County Sheridan County |
| Park County        | Kompassrose, die auf Nachbargemeinden zeigt | Sheridan County Johnson County  |
| Hot Springs County | Washakie County                             | Johnson County                  |

### Geologie und Paläontologie

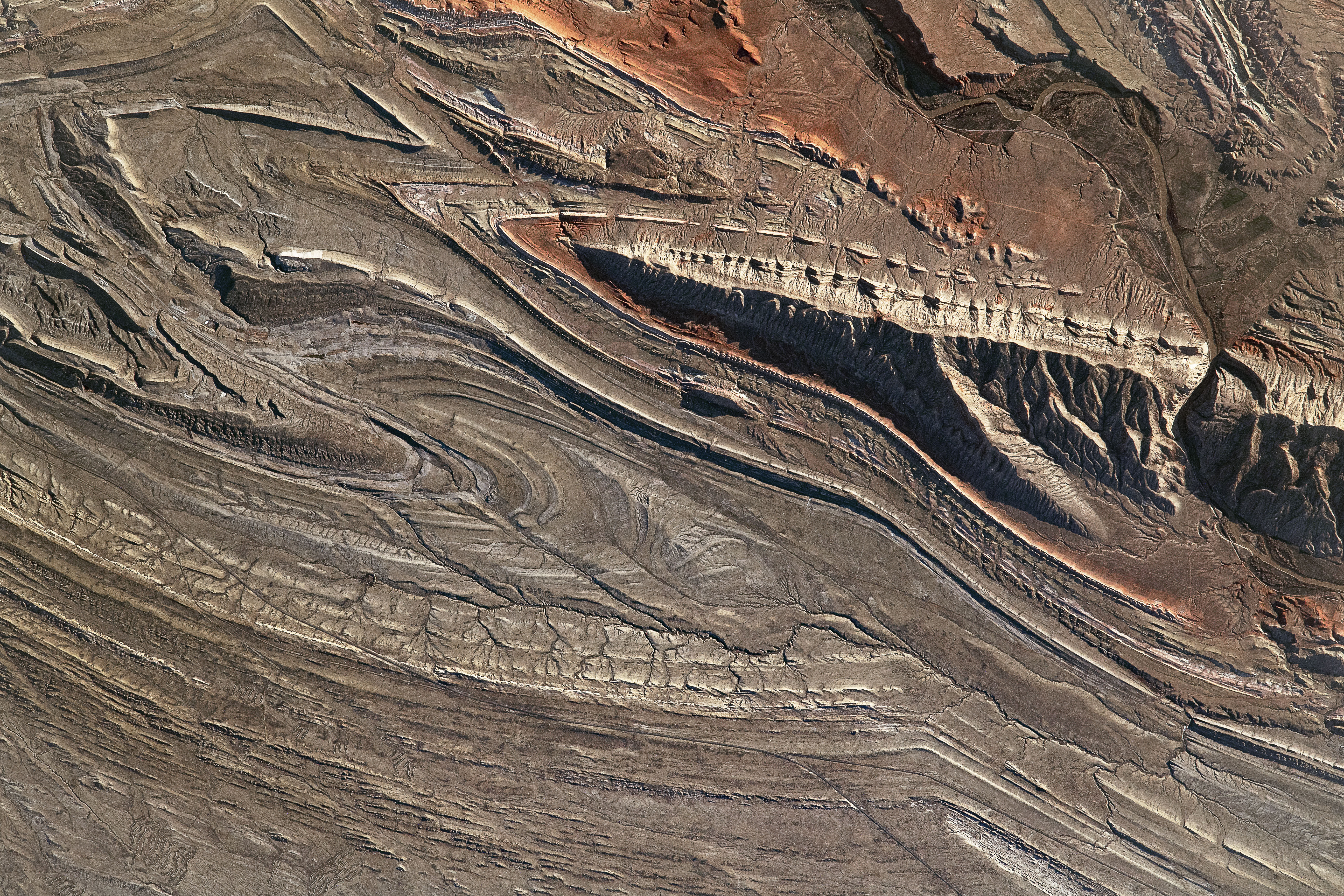
Geologische Strukturen im nördlichen Bighorn Basin nordwestlich von Greybull, aufgenommen von der ISS, Mai 2021. Deutlich sichtbar ist die in West-Ost-Richtung verlaufende Sheep Mountain-Antiklinale, die durch die Aufwölbung geschichteter Gesteine entstanden ist und am rechten Bildrand vom Bighorn River durchschnitten wird.

Die heutige Oberflächenstruktur des Big Horn County entstand durch die Laramische Gebirgsbildung, die von der späten Kreide bis zum frühen Eozän stattfand. Die erdölführenden Antiklinalen im Bighorn Basin wurden durch Faltungen und Verwerfungen gebildet, die primär in Nordost-Südwest-Richtung erfolgten. Die Bighorn Mountains entstanden ebenfalls während der Laramischen Gebirgsbildungsphase. Die aufgeschlossenen Gesteine sind allesamt Sedimentgesteine – vorrangig Sandstein, Kalkstein und Schiefer – und reichen vom späten Kambrium bis zur Unterkreide mit einer Diskordanz im Silur. Damaliges Gestein wurde in der Zwischenzeit wieder erodiert, bevor die dadurch freigelegten früheren Schichten von jüngerem Gestein bedeckt wurden. Das anstehende Granitgestein unterhalb dieser Sedimentschichten ist nun entlang des Kamms der Gebirgskette freigelegt. Die bis zu 3,25 Milliarden Jahre alten präkambrischen Formationen enthalten einige der ältesten Gesteine der Erde. Nach der Hebung wurden große Mengen an fossilienreichen Sedimenten aus dem frühen Tertiär in den angrenzenden Becken abgelagert. Die Eiszeiten während des Pleistozäns führten zu einer großflächigen Vergletscherung. Dadurch entstand eine Reihe von Karen, Trogtälern und Gletscherseen in der Gipfelregion der Bighorn Mountains. Der einzige verbliebene Gletscher, der Cloud Peak Glacier, befindet sich im angrenzenden Johnson County. 

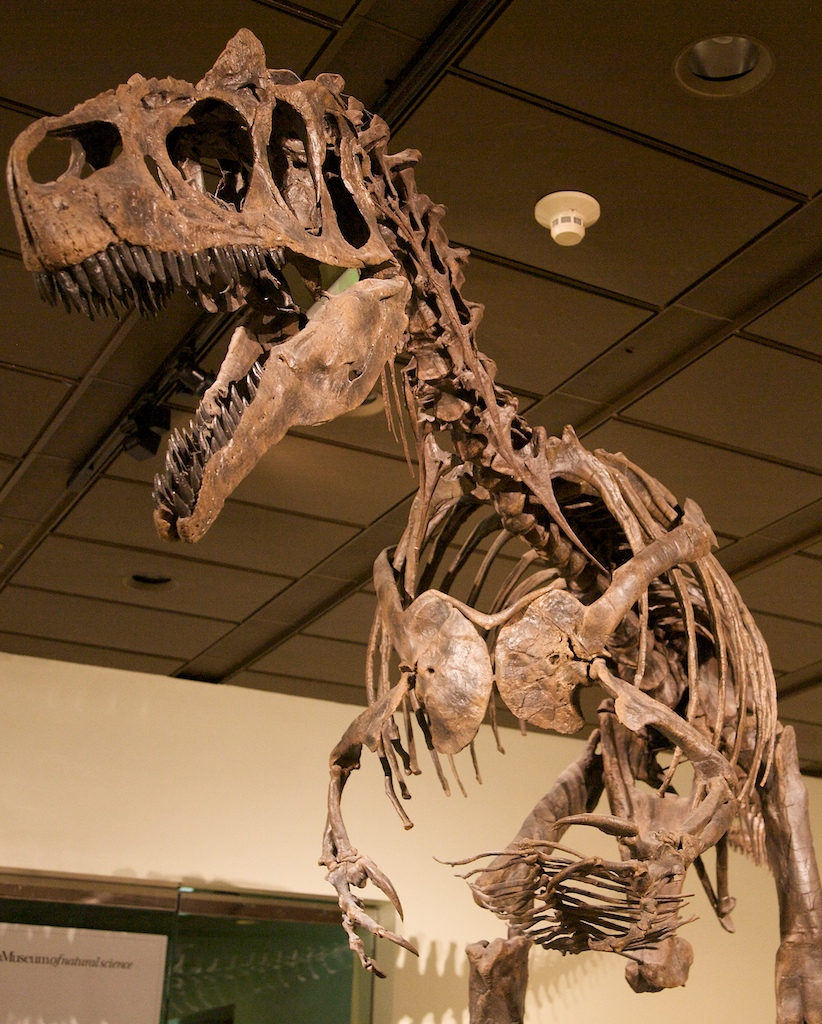
Skelett des Allosaurus Big Al 2 im Houston Museum of Natural Science. Die Knochen entstammen der Morrison-Formation bei Shell.

Überregional bekannt ist das Big Horn County durch Funde von Dinosaurierskeletten. Ein Team unter der Leitung des Schweizer Paläontologen Hans-Jakob Siber entdeckte im Jahr 1991 das Allosaurus-Skelett Big Al (MOR 693) in der Morrison-Formation, ein zu 95 % vollständiges Exemplar mit einer Länge von etwa 8 Metern. Das Skelett wurde in der Howe Quarry nördlich von Shell von einem gemeinsamen Team des Museum of the Rockies sowie des Geologiemuseums der University of Wyoming ausgegraben. Die Paläontologen Daniel Chure und Mark Loewen identifizierten das Individuum im Jahr 2020 als Vertreter der Art Allosaurus jimmadseni. In der BBC-Dokumentation Die Geschichte von Big Al wurde das Leben des Dinosauriers thematisiert. 1996 entdeckte das gleiche Team einen zweiten Allosaurus, Big Al 2. Dieses Exemplar gilt als das am besten erhaltene Skelett seiner Art.
Im Jahr 1997 wurde in der Sundance-Formation südwestlich von Shell die Red Gulch Dinosaur Tracksite entdeckt. Sie umfasst die größte Ansammlung von Dinosaurierspuren in Wyoming, die auf den Mitteljura datiert wird und rund 160–180 Millionen Jahre alt ist. Durch die Entdeckung der Spuren konnte die Annahme widerlegt werden, dass das gesamte Bighorn Basin von einem Ozean, der Sundance Sea, bedeckt war. Die gefundenen Dinosaurierspuren wurden eindeutig an der Küste hinterlassen, was auf die Existenz großer Landflächen hinweist, die neben Dinosauriern auch andere Tiere und Pflanzen beherbergten.

### Naturräumliche Gliederung

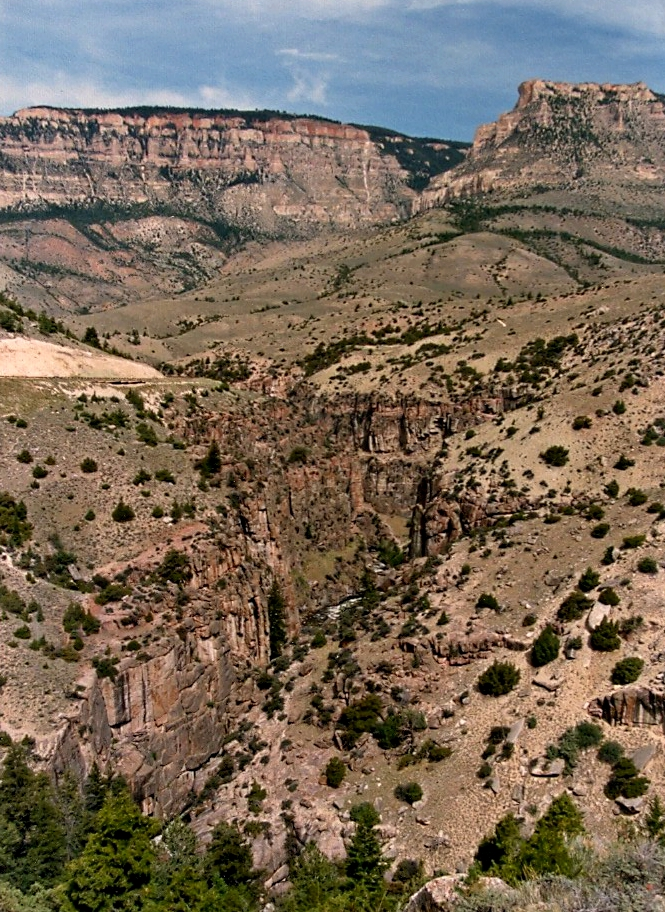
Der Shell Creek hat sich im Laufe der Zeit in das Gestein gegraben und den Shell Canyon geschaffen.

Das Big Horn County besteht im Wesentlichen aus zwei großen Naturräumen: Im Osten erstreckt sich die in Nordwest-Südost-Richtung verlaufende Bergkette der Bighorn Mountains, die sich bis zu 3000 Meter über das Tal des Bighorn River erhebt. Während die Gipfelregion aus schroffen Tälern, Bergkämmen und unzähligen Karseen besteht, sendet das Gebirge nach Norden und Osten langgestreckte Bergrücken aus, die Höhen von 3000–3500 Metern erreichen. Die abwechslungsreiche Berglandschaft prägt vor allem den Osten und Südosten des Countys. Westlich davon fällt das Gebirge im Süden sanfter, im Norden steiler in das Bighorn Basin ab, das den zweiten großen Naturraum darstellt. Dabei handelt es sich um ein semi-arides, intermontanes Hochtal, das geringe Niederschlagsmengen erhält und in Teilen landwirtschaftlich genutzt wird. Das Bighorn Basin wird durch den Bighorn River und seine Nebenflüsse nach Norden hin entwässert. Zudem reichen die Nordostausläufer der Absaroka Mountains (im Südwesten des Big Horn County) sowie die südlichen Ausläufer der Pryor Mountains (im Norden) in das Big Horn County herein.

Ein sehr geringer Anteil des Big Horn County ist von Waldflächen bedeckt. Lediglich ein rund 5–10 km breiter Streifen in den westlichen Bighorn Mountains weist einzelne, geschlossene Wälder auf. In der oberhalb gelegenen Offenlandschaft wachsen lediglich Sträucher und Gräser, nach Westen hin verhindern zu geringe Niederschlagsmengen einen dauerhaften Baumbestand. Eine Ausnahme bilden die Flusstäler von unter anderem Paint Rock Creek und Shell Creek. Ein Großteil der Waldflächen liegt innerhalb des Bighorn National Forest, der große Teile der Bighorn Mountains umfasst und in der Gipfelregion als Cloud Peak Wilderness ausgewiesen ist.

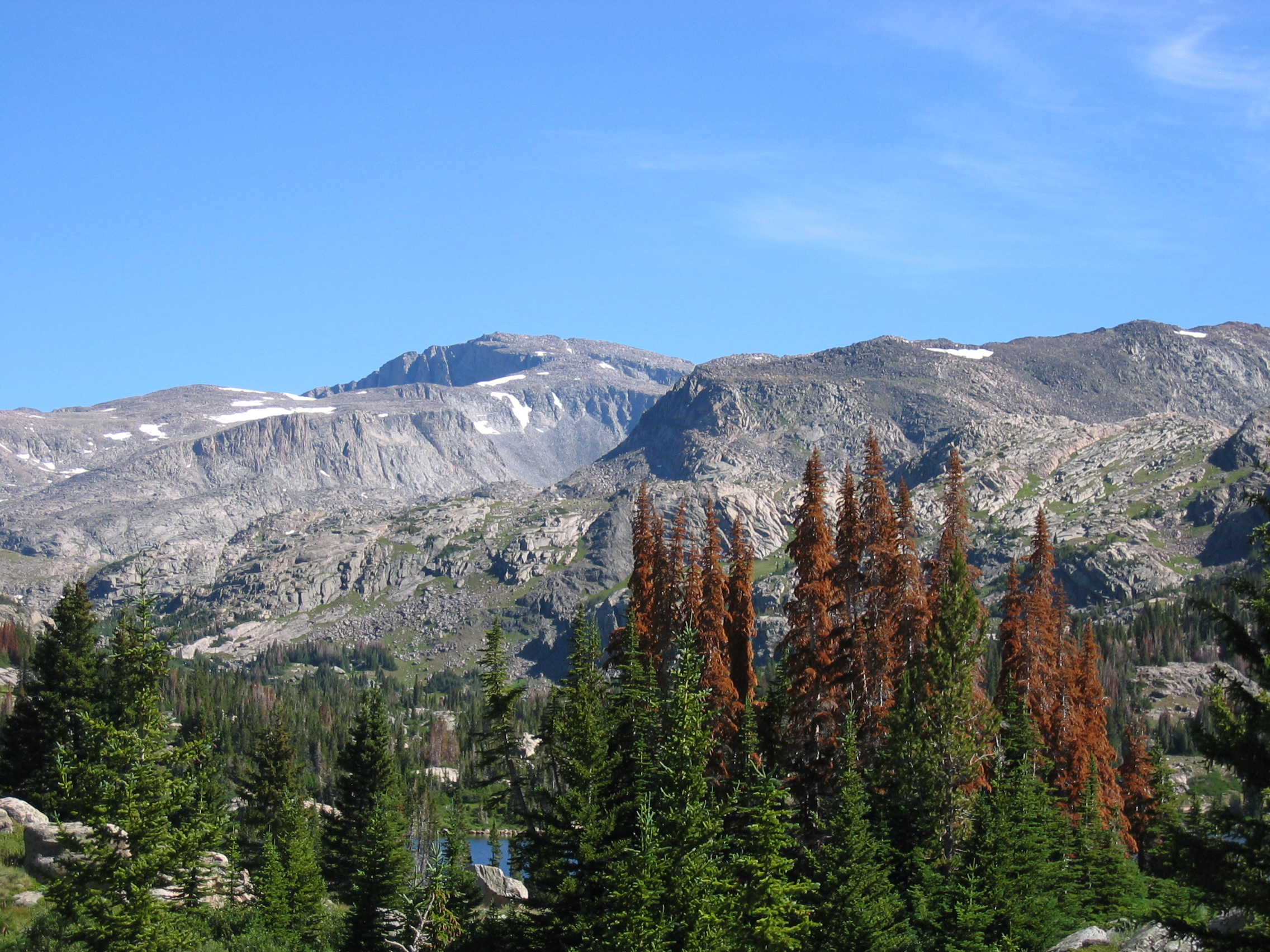
Bighorn Mountains in der Cloud Peak Wilderness. In der Bildmitte der Cloud Peak
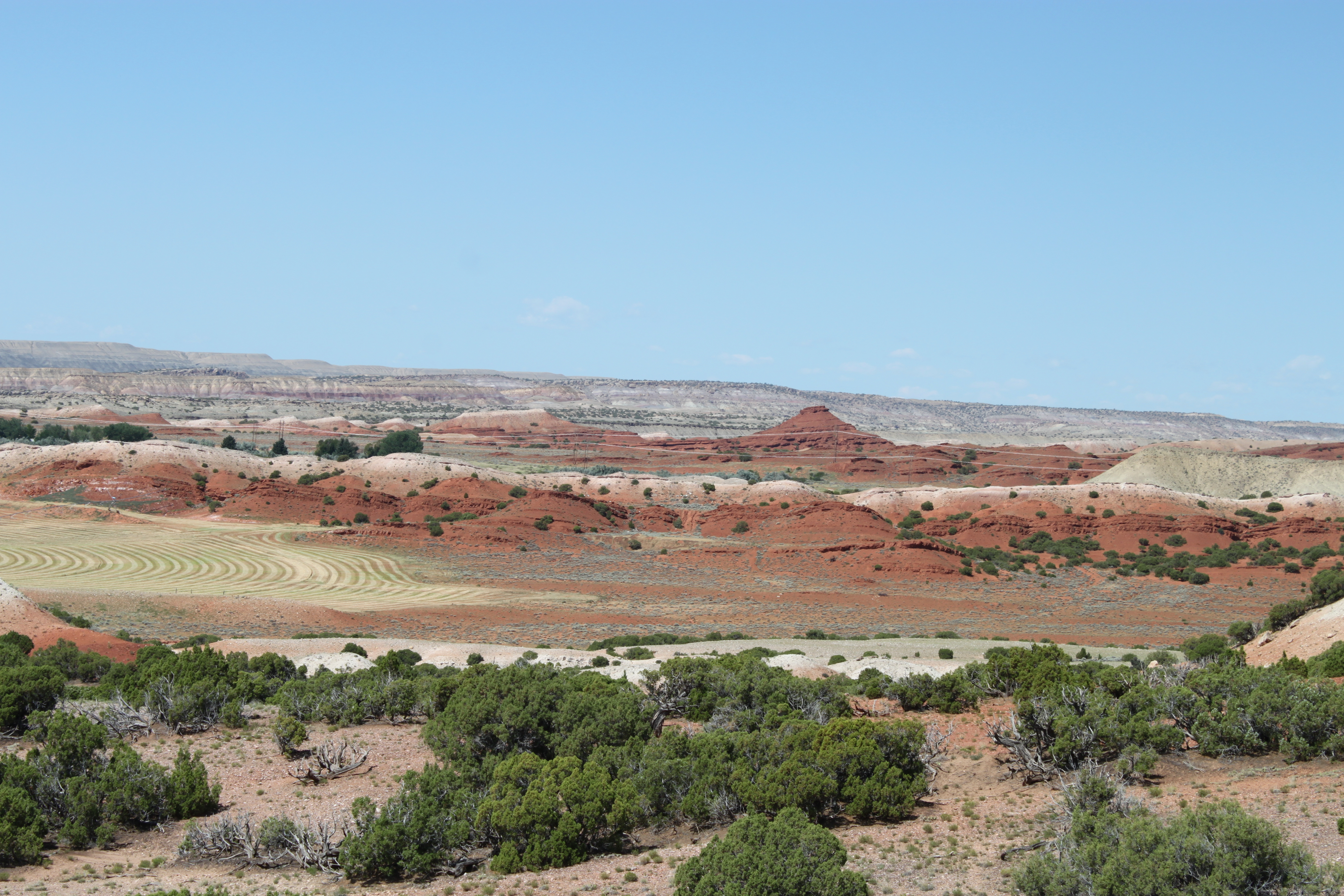
Landschaft im nördlichen Bighorn Basin. Blick vom Wyoming Highway 37 in westliche Richtung.
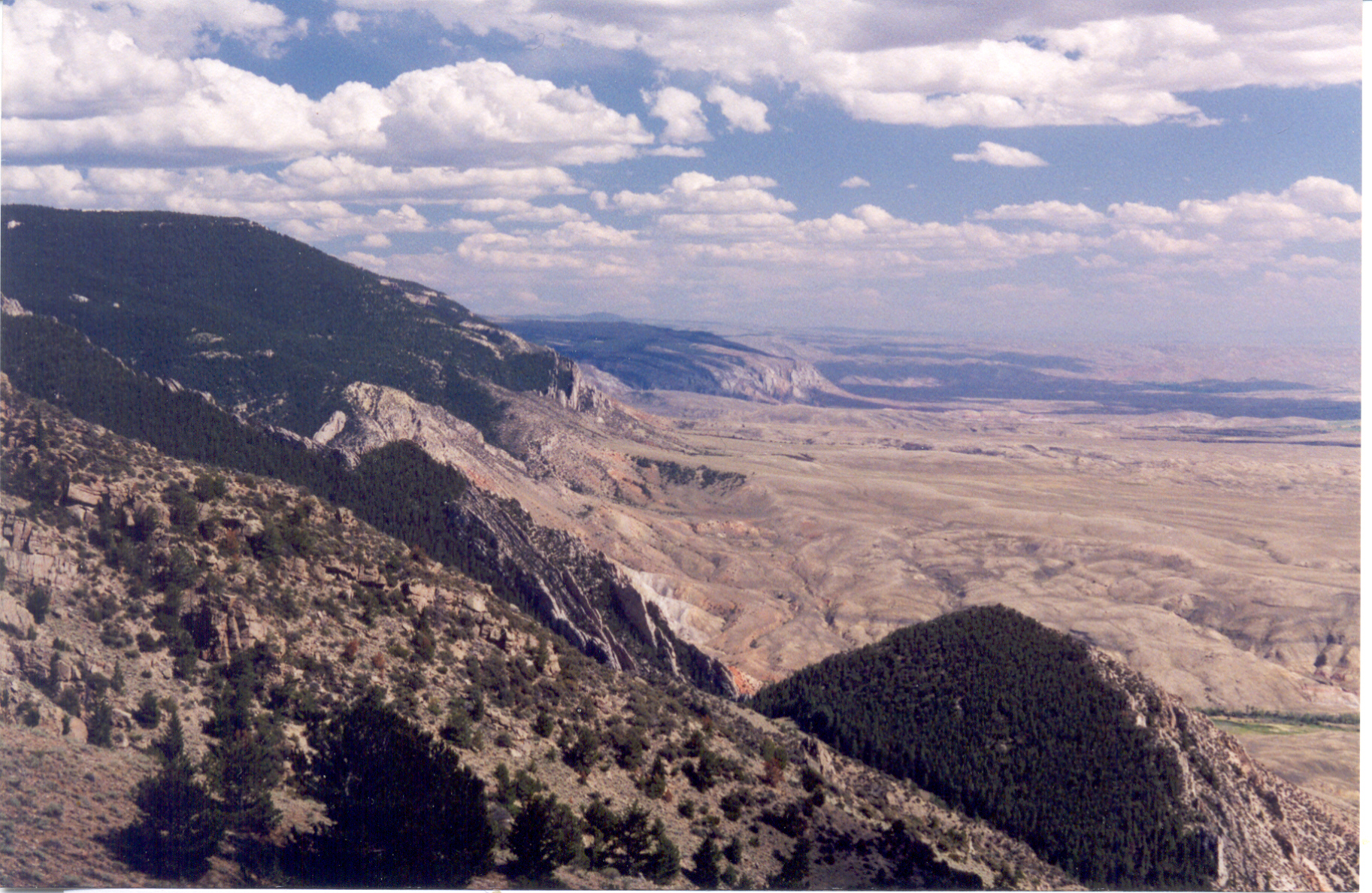
Die Bighorn Mountains fallen nach Westen steil in das Bighorn Basin ab. Blick vom U.S. Highway 14-Alt in südliche Richtung …
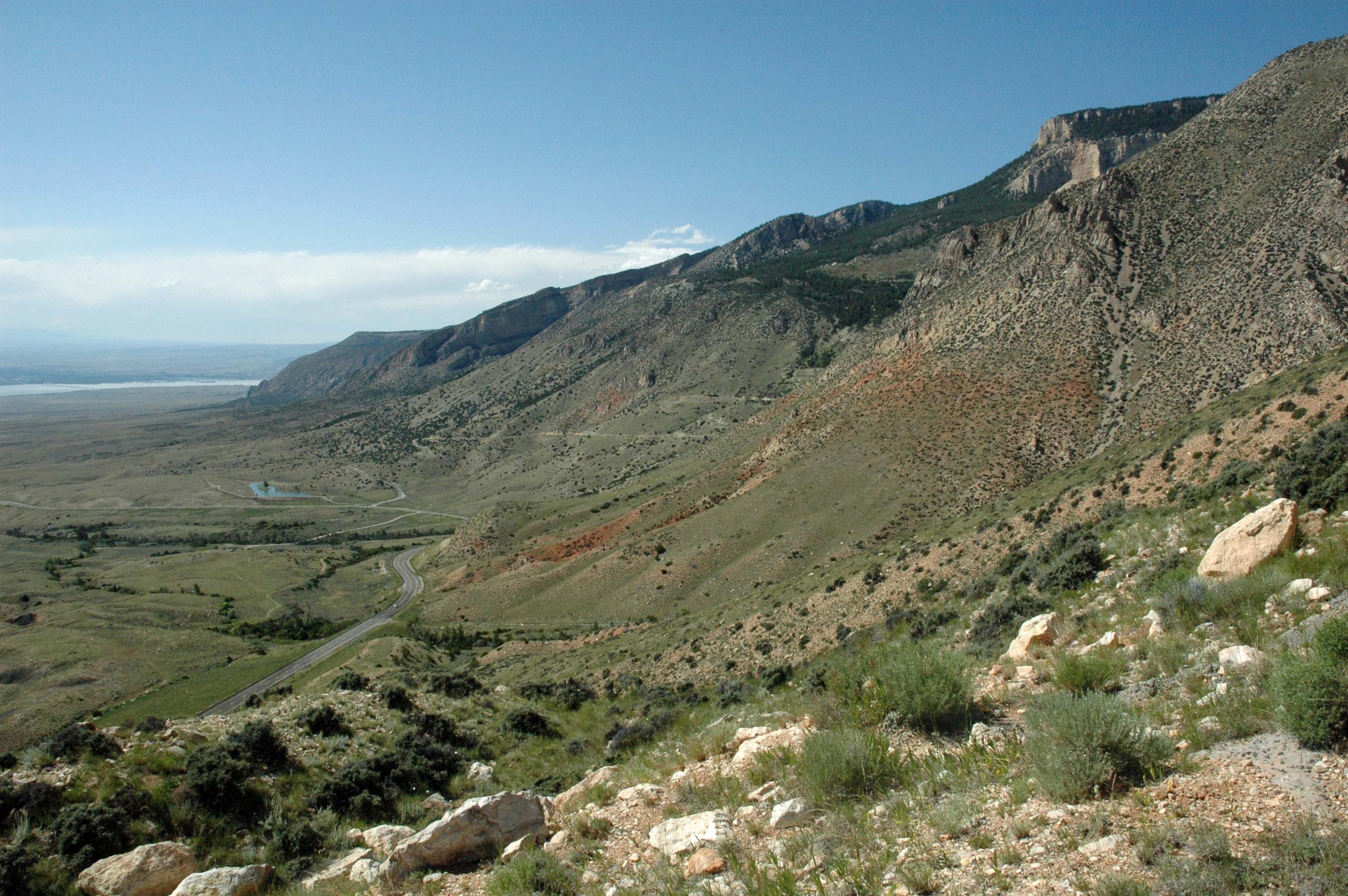
… sowie in nördliche Richtung.

### Berge und Erhebungen
Das Big Horn County steigt vom auf rund 1200 m Höhe gelegenen Bighorn Basin nach Osten hin bis zu den höchsten Gipfeln der Bighorn Mountains an, die eine zu den Rocky Mountains gehörende, dem Gebirge allerdings östlich vorgelagerte Bergkette darstellen. Der höchste Punkt des Countys sowie der gesamten Gebirgskette ist der 4014 m hohe Cloud Peak, der die Grenze zum Johnson County markiert. Weitere Gipfel wie Black Tooth Mountain (3962 m), Mount Woolsey (3954 m) oder The Innominate (3890 m) verfehlen die 4000-Meter Marke nur knapp. Nach Norden hin erreichen einige Gipfel eine Höhe von mehr als 3000 Metern, der Medicine Mountain überschreitet diese Höhe letztmals. An der Grenze zu Montana ist der Hauptkamm der Bighorn Mountains noch rund 2800 Meter hoch. Im überwiegend ebenen und nur durch kleine Hügelketten durchzogenen Bighorn Basin erheben sich lediglich der vom Bighorn River durchschnittene Sheep Mountain nördlich von Greybull sowie der Little Sheep Mountain südöstlich von Lovell deutlich über ihr Umland. Nach Südwesten hin steigt die Absaroka Range bis auf knapp 1900 m an und erreicht an der Grenze zum Park County mit dem Tatman Mountain (1919 m) ihren höchsten Punkt innerhalb des Countys.

### Gewässer

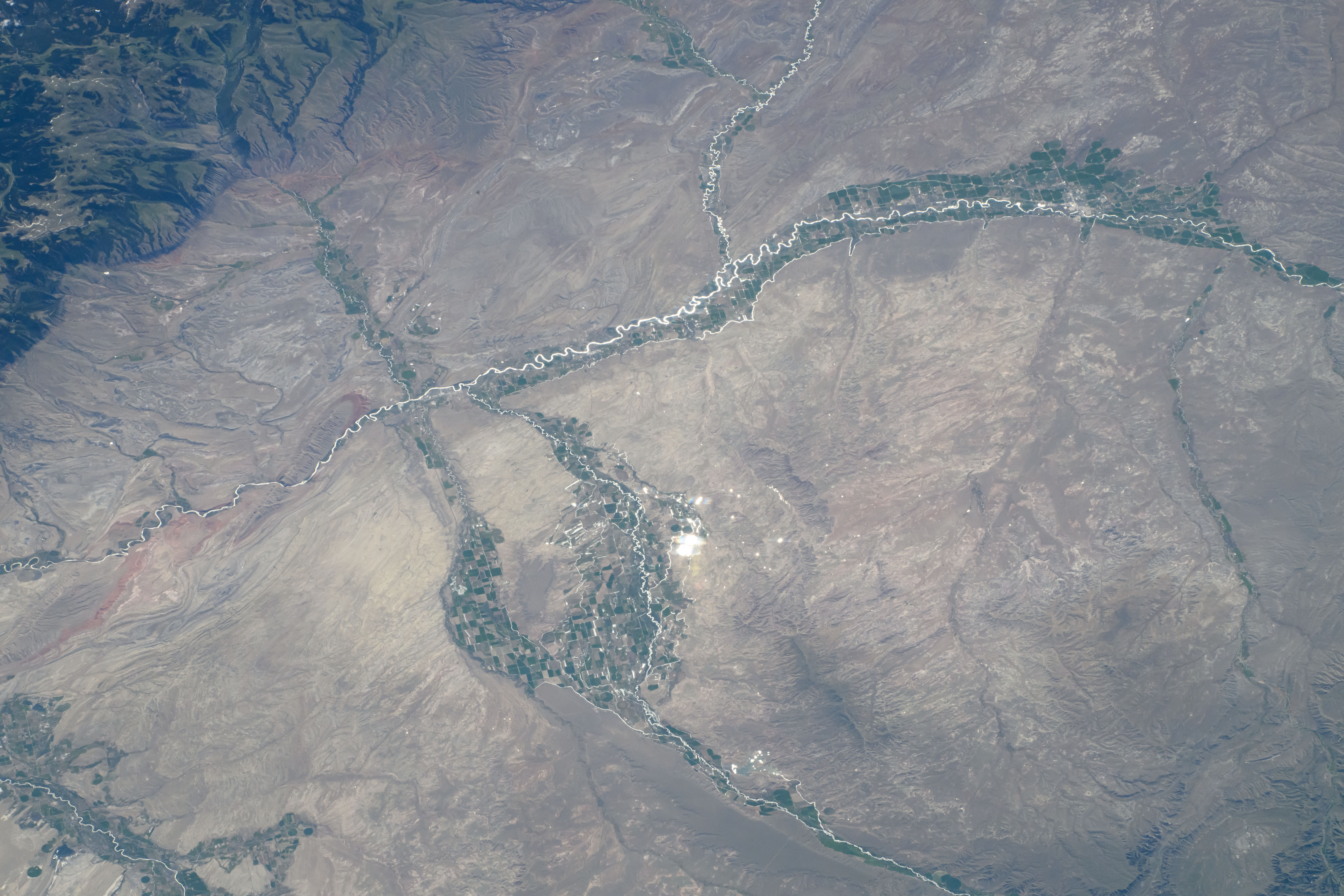
Aufnahme des Bighorn Basin während der ISS-Expedition 71. Im Vordergrund münden Greybull River und Dry Creek von Westen kommend in den Bighorn River. Im Hintergrund fließen Nowood River und Shell Creek dem Bighorn zu.

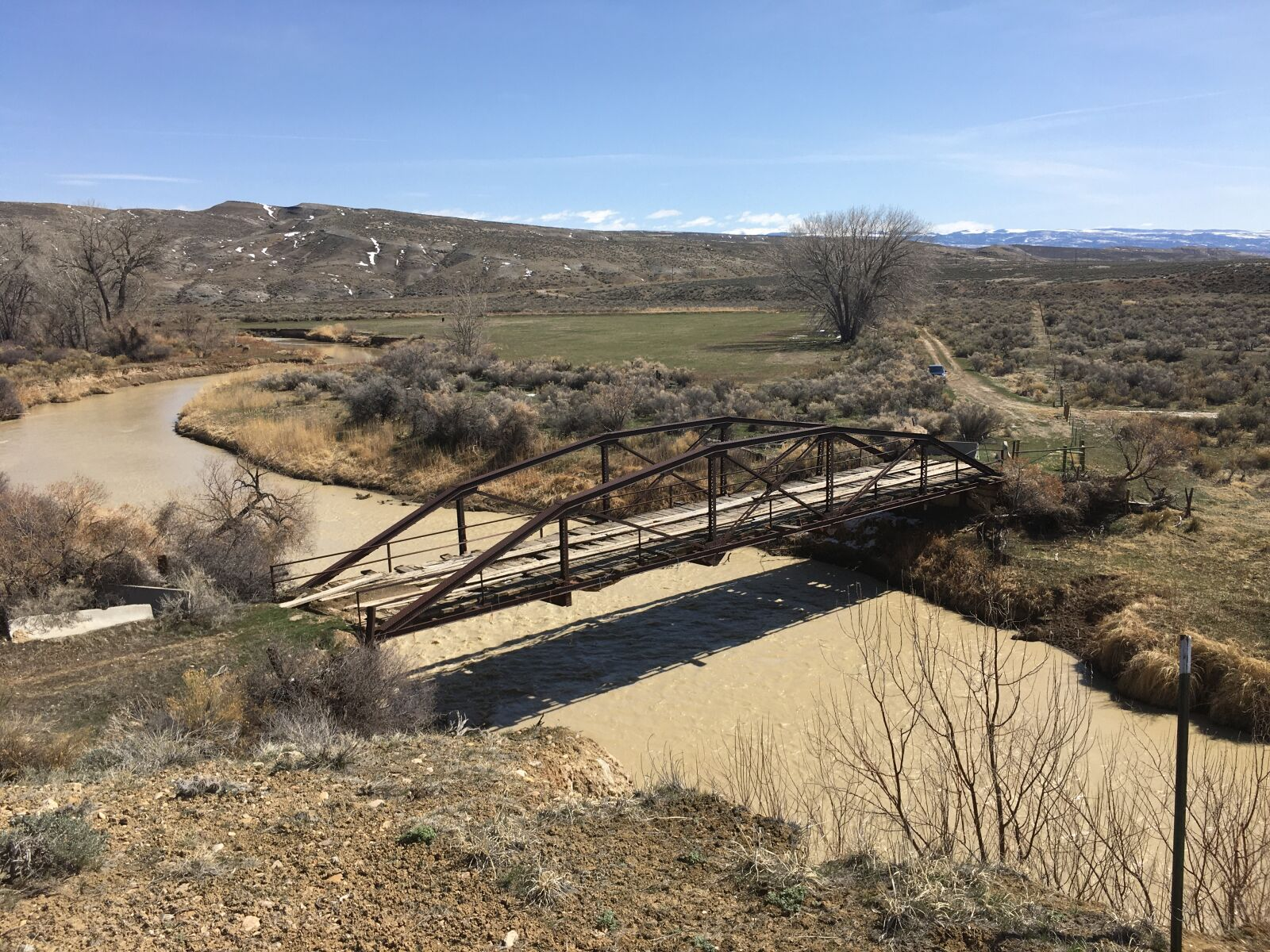
Die EJP County Line Bridge über den Nowood River bei Hyattville.

Das gesamte County wird durch den Bighorn River entwässert, dem größten Nebenfluss des Yellowstone Rivers. Er fließt auf 150 km Länge mit Fließrichtung Norden durch das County und prägt einen Großteil der Landschaft. Der Bighorn River fließt auf einer Höhe von 1205 m in das County und verlässt es auf knapp 1110 m nach Norden, was einem Höhenunterschied von weniger als 100 Metern entspricht. An seinem Ufer liegen unter anderem die Orte Manderson, Basin und Greybull. Die Flüsse und Bäche aus den Bighorn Mountains – unter anderem Paint Rock Creek (64 km), Shell Creek (80 km), Bear Creek (50 km), Crystal Creek (33 km) oder Porcupine Creek (47 km) – entwässern durch teils tiefe Schluchten und Canyons meist direkt oder – im Süden des Countys – über den Nowood River in den Bighorn River. Der Nowood River (236 km, davon 50 km innerhalb des Countys) entwässert große Teile der zentralen und südlichen Bighorn Mountains und mündet bei Manderson nach stark mäandrierendem Verlauf von rechts in den Bighorn River. Von Westen erhält der Bighorn River große Zuflüsse aus den Absaroka Mountains, die größten und wasserreichsten sind Greybull River (insgesamt 180 km), Dry Creek (147 km) und Shoshone River (120 km). All diese Flüsse bilden grüne Oasen inmitten des halbwüstenartigen Gebirgsbeckens. Sie fließen in tiefen, meist breiten und von Terrassen umgebenen Flusstälern, die beidseitig in die umliegenden Hügelketten ansteigen. An Greybull River, Dry Creek und Shoshone River wurde im späten 19. Jahrhundert eine Reihe von Kanälen zur Bewässerung errichtet.

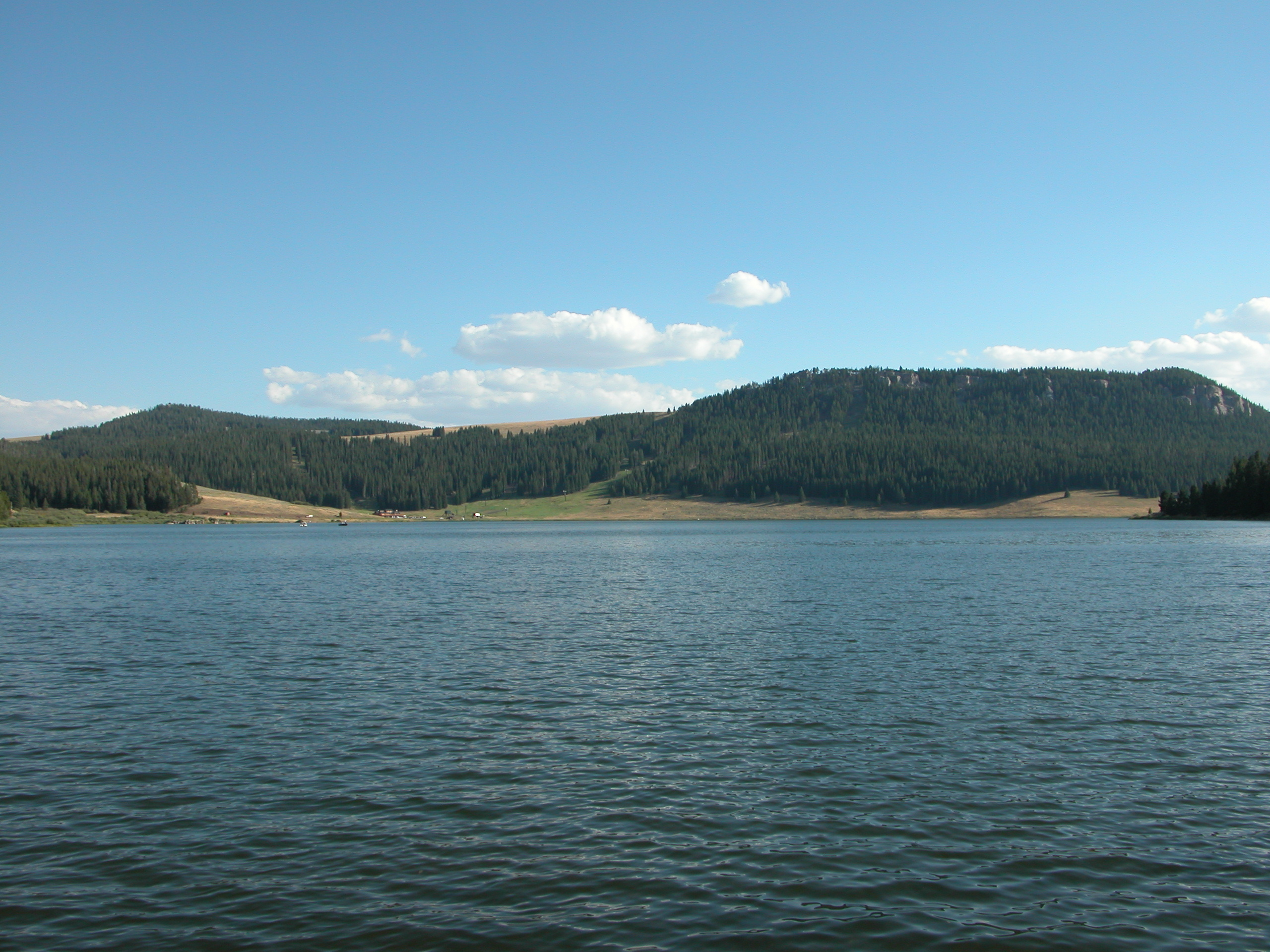
Blick über den Meadowlark Lake.

Im County gibt es keine größeren natürlichen Seen. Zur Wasserversorgung im grundsätzlich wasserarmen Bighorn Basin wurden mehrere Stauseen geschaffen, die heute auch zur Naherholung genutzt werden. Der Norden des Countys wird durch den durch die Aufstauung des Bighorn River entstandenen Bighorn Lake bestimmt, der sich bis nach Montana erstreckt. Der Bighorn River hat sich im Laufe der Zeit in das Gestein gegraben und den Bighorn Canyon geschaffen, der durch den Yellowtail-Damm geflutet wurde und im Rahmen der Bighorn Canyon National Recreation Area unter Schutz steht. Im Einzugsgebiet des Shoshone River wurden weitere Stauseen errichtet, unter anderem befindet sich nordwestlich von Byron der flächenmäßig zweitgrößte See des Countys, der im Rahmen des Sidon Canal-Projekts entstanden ist. Südöstlich von Lovell liegen zudem die Lovell Lakes. An der südlichen County-Grenze wurde der East Tensleep Creek zum Tensleep Reservoir, auch als Meadowlark Lake bekannt, aufgestaut. Der Stausee liegt auf 2580 m in den südlichen Ausläufern der Bighorn Mountains und wird primär zur Erholung genutzt. Er entwässert sich über den Tensleep Creek ins benachbarte Washakie County. Am Oberlauf des Shell Creek liegen außerdem die Stauseen Shell Reservoir und Adelaide Lake. Der nur 0,39 km² große Lake Solitude am Oberlauf des Paint Rock Creek in den westlichen Bighorn Mountains ist der größte natürliche See im Big Horn County. Der Bau eines Staudamms konnte dort durch Anstrengungen des Umweltaktivisten Howard Zahniser verhindert werden. Dutzende weitere Bergseen verteilen sich in der Hochgebirgsregion der Bighorn Mountains.

### Klima

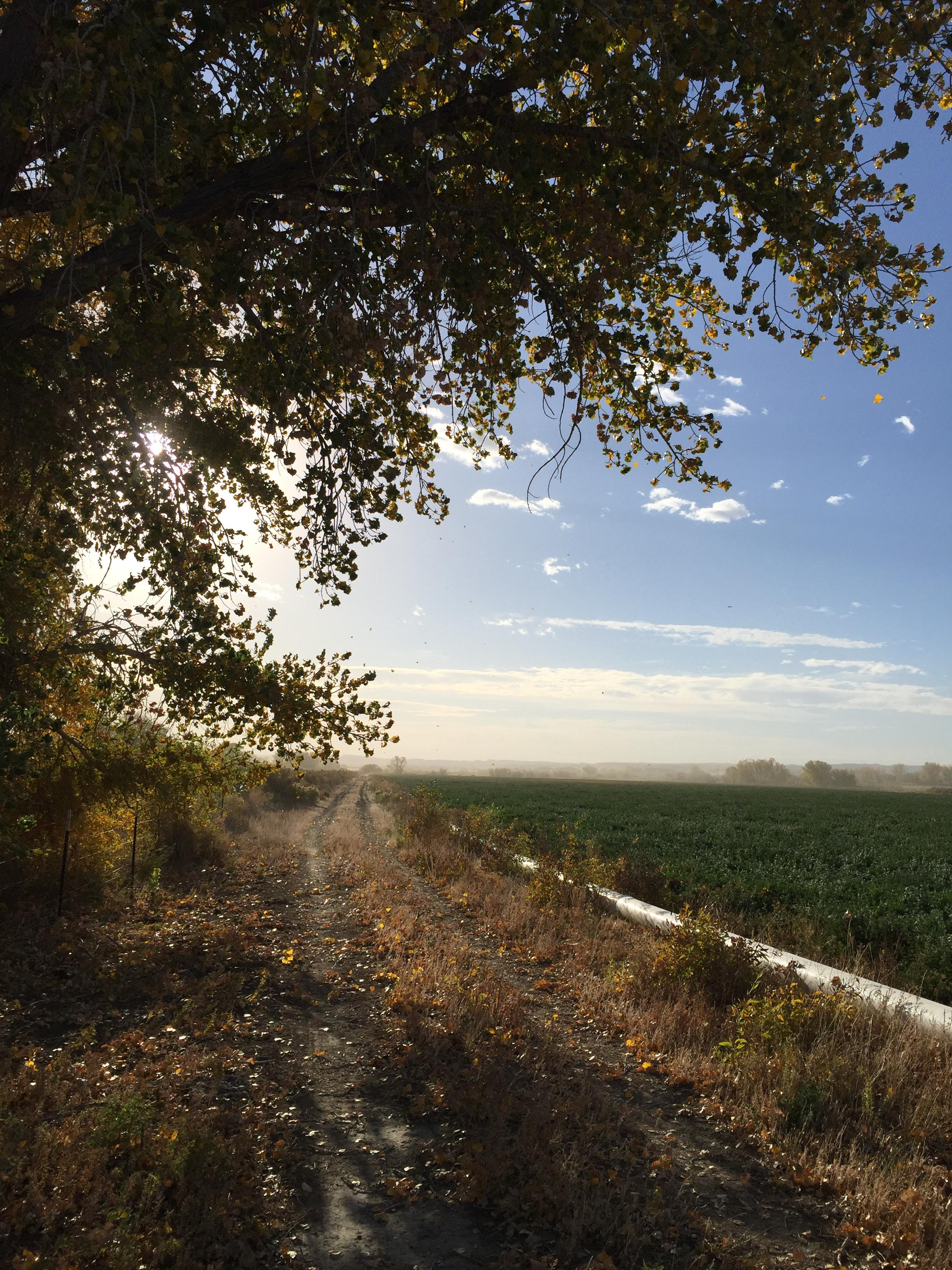
Luzernenfelder bei Cowley.

Aufgrund der großen Höhenunterschiede finden sich deutliche klimatische Unterschiede innerhalb des Big Horn County. Niederschläge in den Bighorn Mountains resultieren hauptsächlich aus Schneefällen im Winter oder konvektiven Stürmen in den Sommermonaten. Der Großteil der Niederschläge fällt dort in den Monaten April und Mai. In den Bighorn Mountains herrscht ein subarktisches Klima; es liegt normalerweise von September bis April Schnee. Im Bighorn Basin sind Schneefälle hingegen selten. Die Gebiete westlich der Bighorn Mountains, in denen sich ein Großteil der Bevölkerung des Countys verteilt, haben ein kaltes Wüstenklima und erhalten jährlich im Schnitt weniger als 250 mm Niederschlag. Die jährliche Temperaturamplitude ist im Bighorn Basin größer als in den Bergländern im Osten. Die mittlere Monatstemperatur im Juli liegt im Bighorn Basin mehr als 10 °C über der in den Hochlagen der Bighorn Mountains. In Lovell schwankt die Temperatur zwischen durchschnittlich −7,1 °C im Januar und 21,7 °C im Juli, an der Messstation am Bald Mountain auf 2859 m Höhe zwischen −8,7 °C im Januar und 13,0 °C im Juli. In Gebirgsbecken wie dem Bighorn Basin sammelt sich der Kaltluftabfluss aus der Nacht. Die Bighorn Mountains verhindern ein durch den Wind verursachtes Aufwirbeln der Luft, woraufhin sich die kältere, schwerere Luft absetzt und für teils niedrige Temperaturen sorgt. Durch diese Inversionswetterlage liegen die Wintertemperaturen in den Bighorn Mountains häufig über denen im Bighorn Basin, was zu geringeren Höhendifferenzen der Durchschnittstemperaturen in den Wintermonaten als in den Sommermonaten führt. Am 8. August 1983 wurde in Basin mit 46,7 °C die höchste Temperatur in der Geschichte des Staates Wyoming gemessen.
|                        | Jan   | Feb   | Mär  | Apr  | Mai  | Jun  | Jul  | Aug  | Sep  | Okt  | Nov  | Dez   |   |       |
| Mittl. Temperatur (°C) | −7,1  | −4,4  | 2,3  | 7,1  | 12,4 | 17,7 | 21,7 | 20,3 | 14,8 | 7,3  | 0,1  | −6,0  | ⌀ | 7,2   |
| Mittl. Tagesmax. (°C)  | −0,6  | 2,3   | 9,7  | 14,4 | 19,4 | 25,3 | 30,3 | 29,3 | 23,4 | 14,9 | 6,0  | 0,3   | ⌀ | 14,6  |
| Mittl. Tagesmin. (°C)  | −13,7 | −11,1 | −5,1 | −0,4 | 5,4  | 10,1 | 13,1 | 11,3 | 6,2  | −0,2 | −6,7 | −12-3 | ⌀ | −0,2  |
|                        |       |       |      |      |      |      |      |      |      |      |      |       |   |       |
| Niederschlag (mm)      | 4,8   | 6,9   | 5,8  | 17   | 28   | 30   | 14   | 7,4  | 20   | 19   | 5,1  | 5,1   | Σ | 163,1 |

| −13,7 |

| −11,1 |

| −5,1 |

| −0,4 |

| 5,4 |

| 10,1 |

| 13,1 |

| 11,3 |

| 6,2 |

| −0,2 |

| −6,7 |

| −12-3 |

| −13,7 |

| −11,1 |

| −5,1 |

| −0,4 |

| 5,4 |

| 10,1 |

| 13,1 |

| 11,3 |

| 6,2 |

| −0,2 |

| −6,7 |

| −12-3 |

|                        | Jan   | Feb   | Mär  | Apr  | Mai  | Jun  | Jul  | Aug  | Sep  | Okt  | Nov  | Dez   |   |      |
| Mittl. Temperatur (°C) | −8,7  | −8,5  | −4,4 | −1,1 | 3,9  | 8,3  | 13   | 12,3 | 7,3  | 0,2  | −5,4 | −9,2  | ⌀ | 0,7  |
| Mittl. Tagesmax. (°C)  | −5,1  | −4,3  | 0,8  | 4,6  | 9,4  | 13,8 | 18,9 | 18,1 | 12,4 | 4,3  | −1,8 | −5,8  | ⌀ | 5,5  |
| Mittl. Tagesmin. (°C)  | −12,3 | −12,7 | −9,6 | −6,8 | −1,6 | 2,8  | 7,1  | 6,6  | 2,3  | −3,9 | −9,1 | −12,6 | ⌀ | −4,1 |
|                        |       |       |      |      |      |      |      |      |      |      |      |       |   |      |
| Niederschlag (mm)      | 67    | 64    | 71   | 89   | 97   | 87   | 34   | 29   | 56   | 72   | 60   | 59    | Σ | 785  |

| −12,3 |

| −12,7 |

| −9,6 |

| −6,8 |

| −1,6 |

| 2,8 |

| 7,1 |

| 6,6 |

| 2,3 |

| −3,9 |

| −9,1 |

| −12,6 |

| −12,3 |

| −12,7 |

| −9,6 |

| −6,8 |

| −1,6 |

| 2,8 |

| 7,1 |

| 6,6 |

| 2,3 |

| −3,9 |

| −9,1 |

| −12,6 |

### Flora & Fauna

#### Pflanzen

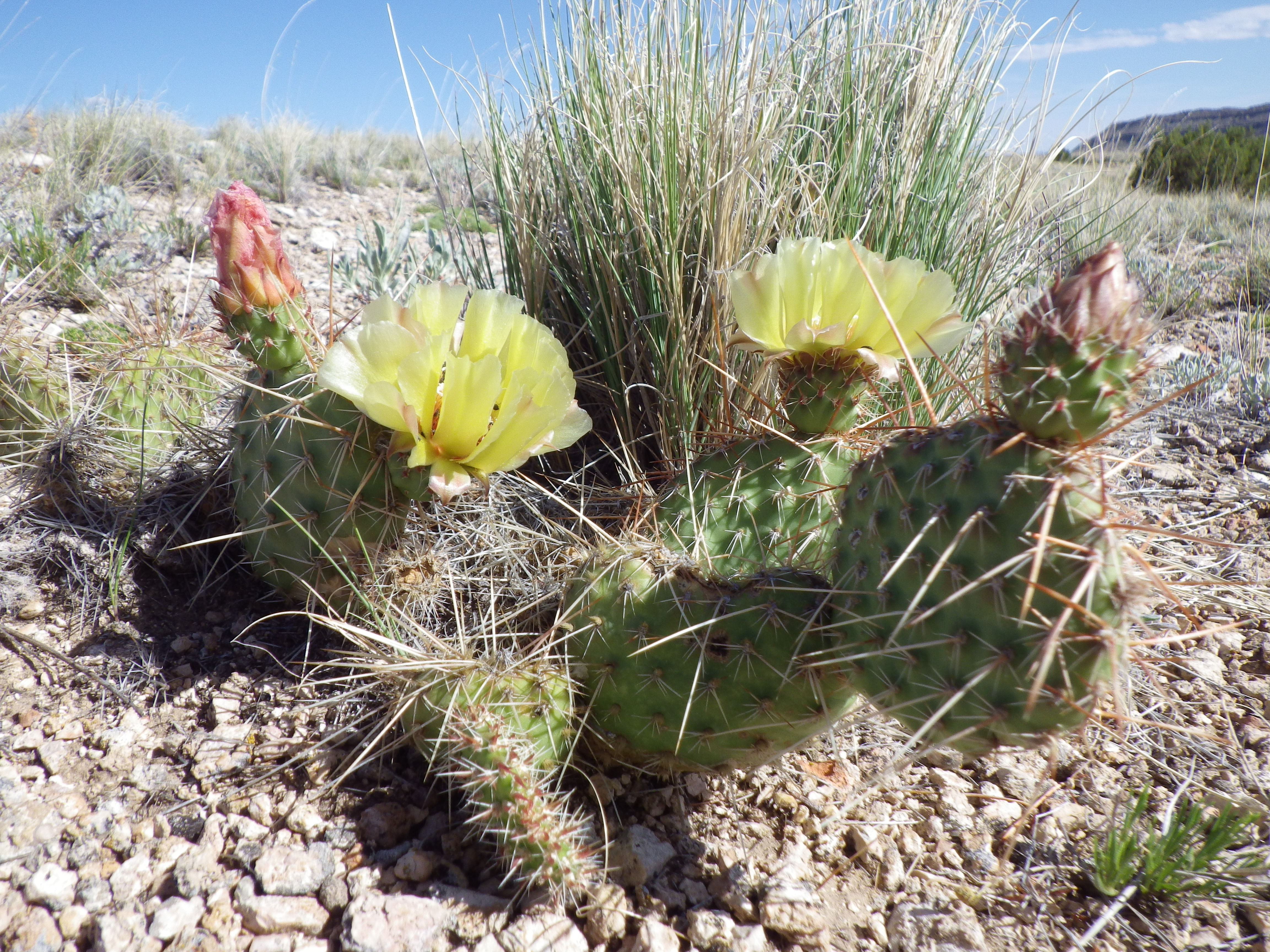
Opuntia polyacantha im nördlichen Bighorn Basin

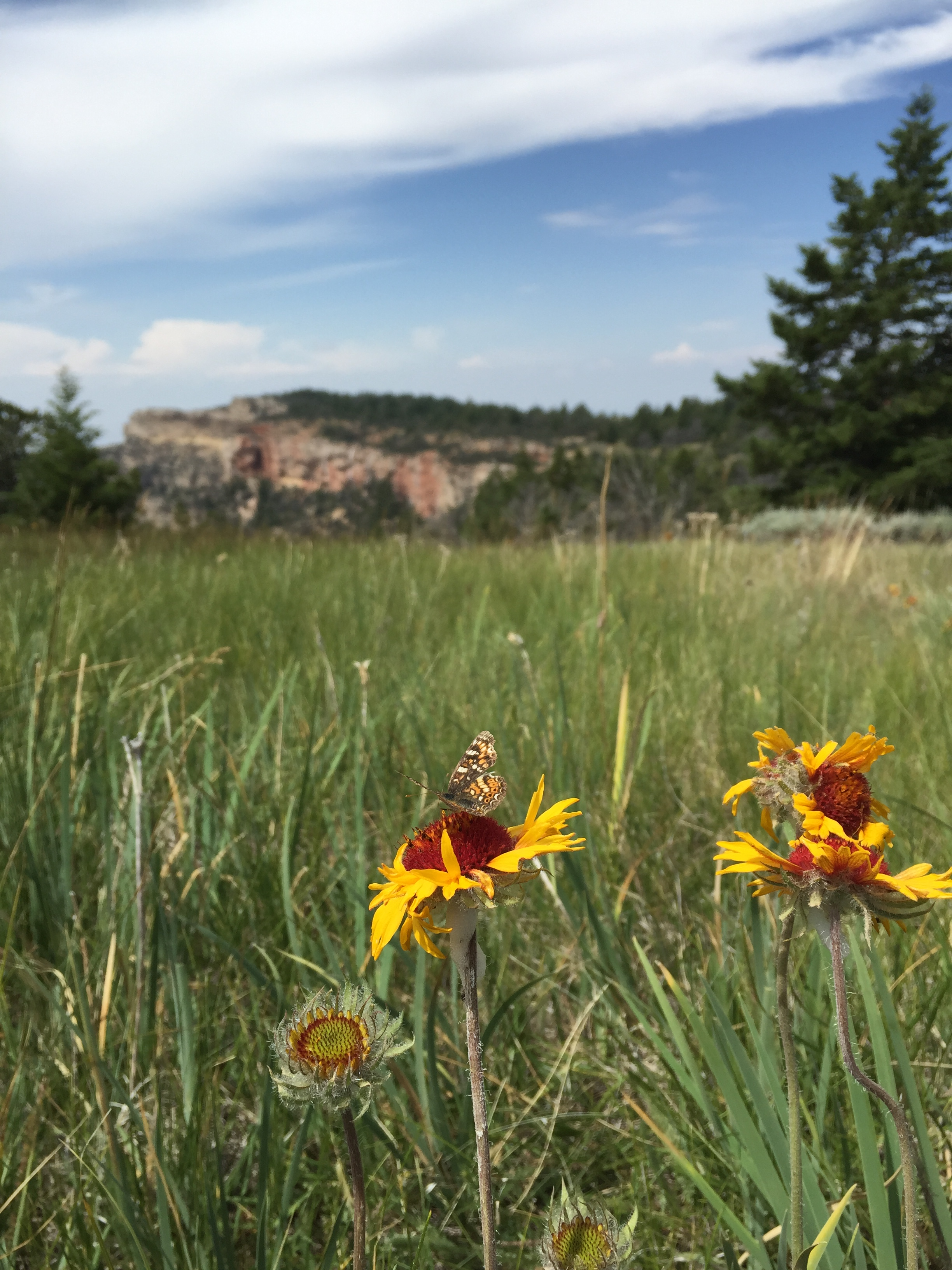
Ein Edelfalter der Gattung Argynnis an einer Gewöhnlichen Sonnenblume (Helianthus annuus).

Auf den westlichen Bergrücken und Hochebenen der Bighorn Mountains wächst vorrangig der Wüsten-Beifuß (Artemisia tridentata). An stärker geneigten Hängen, Bergkämmen und in Schluchten herrscht ein gemischter Nadelwald vor, der von Ponderosa-Kiefern (Pinus ponderosa) dominiert wird. Zudem finden sich hier die Biegsame Kiefer (Pinus flexilis), die Engelmann-Fichte (Picea engelmannii), die Weiß-Fichte (Picea glauca), die Gewöhnliche Douglasie (Pseudotsuga menziesii), der Utah-Wacholder (Juniperus osteosperma), der Rocky-Mountain-Wacholder (Juniperus scopulorum) sowie der Gemeine Wacholder (Juniperus communis). Ein dichter Bestand von Küsten-Kiefern (Pinus contorta) findet sich vor allem in höheren Höhenlagen. An den Flussufern herrschen Pappeln (Populus), Weiden (Salix) sowie der Eschen-Ahorn (Acer negundo) vor, meist in gemeinsamen Beständen mit Virginischen Traubenkirschen (Prunus virginiana) und Johannisbeeren (Ribes). Zu den Blütenpflanzen in den Bergländern des Big Horn County gehören die Prärie-Kokardenblume (Gaillardia aristata), das Taubenkropf-Leimkraut (Silene vulgaris), die Weiße Lichtnelke (Silene latifolia), der vom Menschen eingeführte Große Bocksbart (Tragopogon dubius), das Schmalblättrige Weidenröschen (Epilobium angustifolium), die Klebrige Gauklerblume (Mimulus lewisii), die Späte Faltenlilie (Gagea serotina), die Rundblättrige Glockenblume (Campanula rotundifolia), der Niedere Rittersporn (Delphinium bicolor), die Wiesenküchenschelle (Pulsatilla nuttalliana) oder die Kleinblütrige Königskerze (Verbascum thapsus). Zudem finden sich der Vielblütige Phlox (Phlox multiflora), die Blaugrüne Palmlilie (Yucca glauca), die Rocky-Mountain-Schwertlilie (Iris missouriensis), der Alpen-Tragant (Astragalus alpinus) sowie das Stängellose Leimkraut (Silene acaulis). Weiterhin sind im County mehrere Arten von Läusekräutern (Pedicularis), Mormonentulpen (Calochortus), Nelkenwurzen (Geum), Heidelbeeren (Vaccinium), Geranien (Geranium), Primeln (Primula) und Jakobsleitern (Polemonium) heimisch. Im westlich gelegenen Bighorn Basin sind unter anderem Opuntia polyacantha, die Schöne Seidenpflanze (Asclepias speciosa) und die Wilde Bergamotte (Monarda fistulosa) zu finden. Zu den vorkommenden Neophyten gehören das Steppen-Steinkraut (Alyssum desertorum), die Acker-Glockenblume (Campanula rapunculoides), die Luzerne (Medicago sativa), die Gemeine Wegwarte (Cichorium intybus), die Ackerwinde (Convolvulus arvensis) oder der Gelbe Steinklee (Melilotus officinalis).

#### Wirbellose
Im Bighorn Basin finden sich verschiedene Arten von Schmetterlingen, darunter Aglais milberti, Smerinthus cerisyi, der Monarchfalter (Danaus plexippus), der Mehlzünsler (Pyralis farinalis), der Distelfalter (Vanessa cardui), der Kleine Kohlweißling (Pieris rapae), der Wegerichbär (Arctia plantaginis) oder der Trauermantel (Nymphalis antiopa). In den Bighorn Mountains sind zudem Euptoieta claudia, Limenitis weidemeyerii, der Admiral (Vanessa atalanta), das Große Wiesenvögelchen (Coenonympha california), der Zweischwänzige Tigerschwalbenschwanz (Papilio multicaudatus), der Anis-Schwalbenschwanz (Papilio zelicaon) sowie der Braune Bär (Arctia caja) heimisch. Vorkommende Spinnentiere sind beispielsweise Argiope trifasciata oder die Veränderliche Krabbenspinne (Misumena vatia). Zu den Käfern, die im Big Horn County dokumentiert wurden, gehört unter anderem der in den westlichen Bighorn Mountains vorkommende Siebenpunkt-Marienkäfer (Coccinella septempunctata). Weiterhin finden sich im County die Wanzenarten Boisea trivittata und Banasa dimiata, die Libellenart Libellula forensis sowie die Landasselart Porcellionides pruinosus.

#### Säugetiere

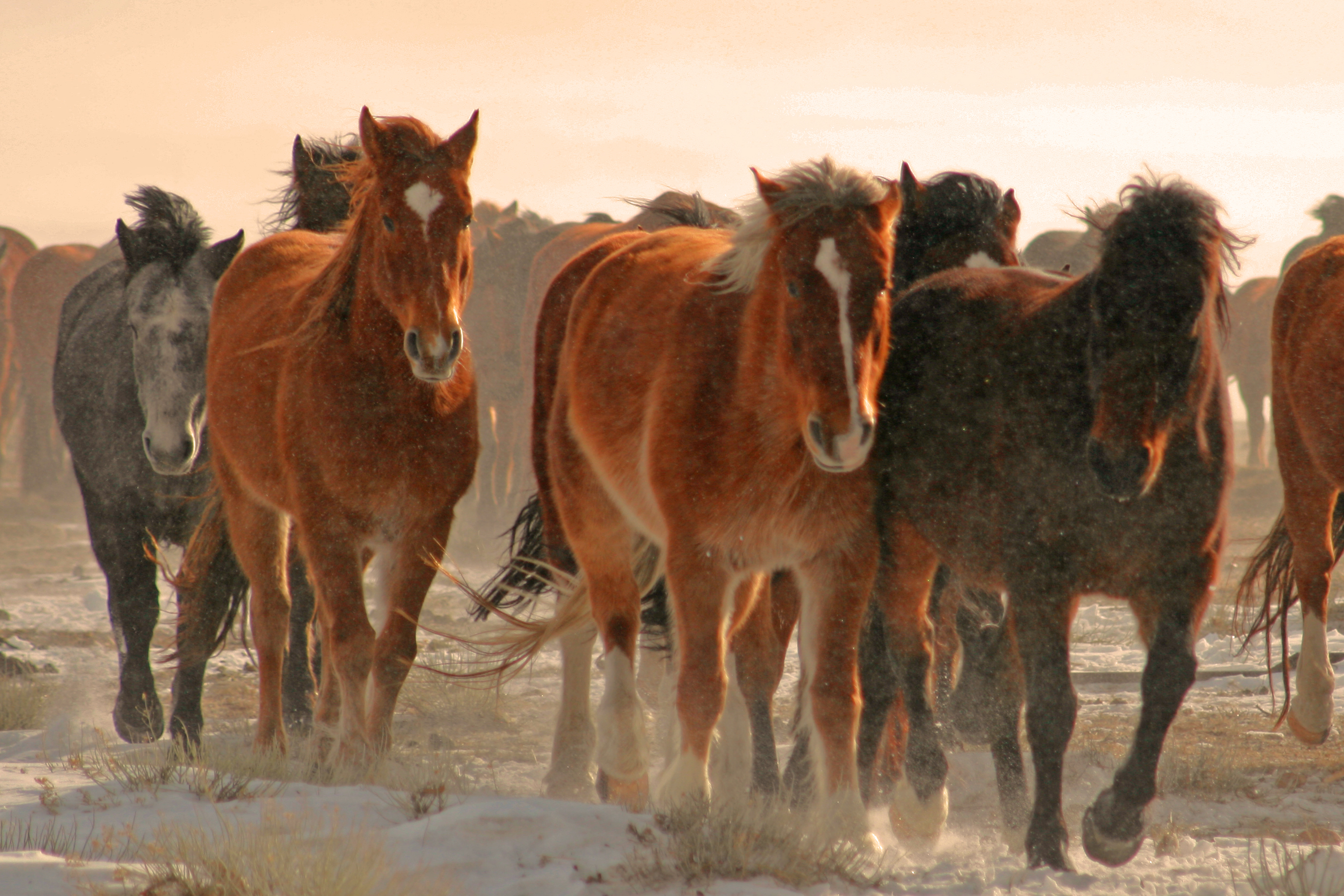
Mustangs in der Pryor Mountain Wild Horse Range in den südlichen Pryor Mountains.

In den Bergländern im Osten des Big Horn County ist der Maultierhirsch (Odocoileus hemionus) in großen Beständen heimisch, außerdem finden sich der Wapiti (Cervus canadensis) sowie der vor allem im Bighorn Basin vorkommende Gabelbock (Antilocapra americana). Der Puma (Puma concolor) lebt vorrangig in den schluchtartigen Westausläufern der Bighorn Mountains. Kleinere Säugetiere sind das Berg-Baumwollschwanzkaninchen (Sylvilagus nuttallii) und das Audubon-Baumwollschwanzkaninchen (Sylvilagus audubonii), der Präriehase (Lepus townsendii), das Gelbbauchmurmeltier (Marmota flaviventris), das Kleine Streifenhörnchen (Tamias minimus) sowie das Gemeine Rothörnchen (Tamiasciurus hudsonicus). In den Gipfelregionen werden gelegentlich Schneeschuhhasen (Lepus americanus) gesichtet. In den Prärien im westlichen Teil des Countys sind weiterhin die Wyoming-Taschenmaus (Perognathus fasciatus), das Uinta-Streifenhörnchen (Neotamias umbrinus), der Amerikanische Pfeifhase (Ochotona princeps), der Weißschwanz-Präriehund (Cynomys leucurus) und der Waschbär (Procyon lotor) heimisch. Großsäuger wie die vom Menschen eingeführte Schneeziege (Oreamnos americanus), das Dickhornschaf (Ovis canadensis), der Elch (Alces alces), der Weißwedelhirsch (Odocoileus virginianus), der Rotfuchs (Vulpes vulpes) und der Rotluchs (Lynx rufus) finden sich nahezu im gesamten County, primär jedoch in den Übergangsregionen von den Prärien in die Bergländer im Osten. Die Flussufer im Norden des Countys werden vom Kanadischen Biber (Castor canadensis) sowie der Bisamratte (Ondatra zibethicus) bewohnt. Auch Amerikanische Schwarzbären (Ursus americanus), Kojoten (Canis latrans) Streifenskunks (Mephitis mephitis) oder Baumstachelschweine (Erethizon dorsatum) werden gelegentlich in der Region gesichtet. Der Amerikanische Bison (Bos bison) wurde bereits mit Ankunft der ersten Siedler in den 1880er-Jahren im Bighorn Basin ausgerottet.

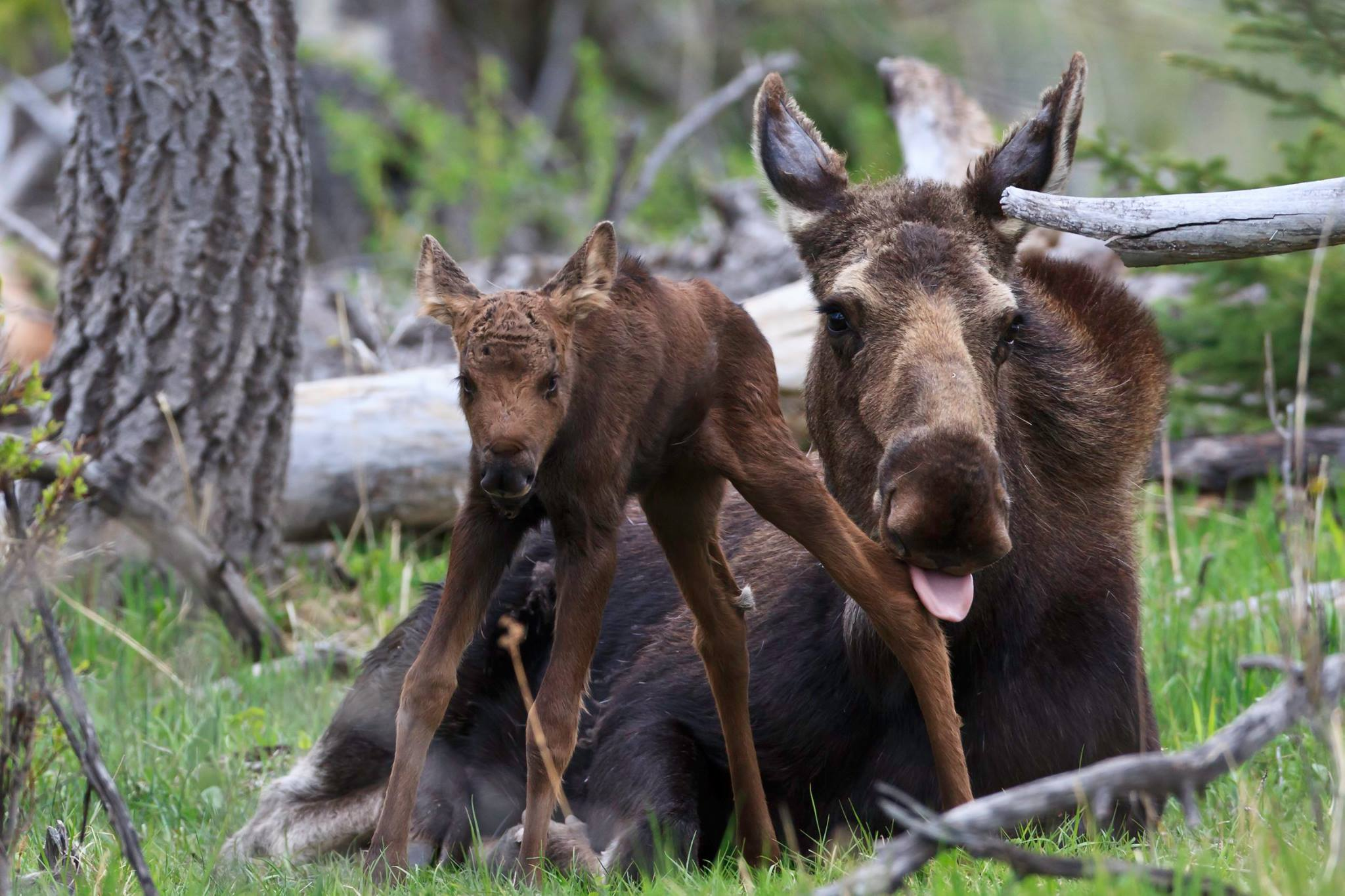
Elchkuh mit Kalb in den Bighorn Mountains.

In den Pryor Mountains im nördlichen Big Horn County sowie im angrenzenden Süden Montanas wurde im Jahr 1968 mit der etwa 150 km² großen Pryor Mountains Wild Horse Range ein bedeutendes Schutzgebiet zur Erhaltung des dort lebenden Pryor Mountain-Mustangs geschaffen. Das Reservat umfasst Teile der Bighorn Canyon National Recreation Area sowie angrenzende Flächen des Bureau of Land Management und wird von diesem verwaltet. Der nur hier vorkommende Unterstamm des Mustangs gilt als genetisch einzigartig und wurde als einer der wenigen Pferdestämme durch DNA-Analysen verifiziert. Der Pryor Mountain-Mustang stammt von spanischen Kolonialpferden ab, die von spanischen Einwanderern in die Region gebracht wurden. Die Mustangs in den Pryor Mountains gelten als bedeutendste Herde von Wildpferden in den Vereinigten Staaten.

#### Vögel

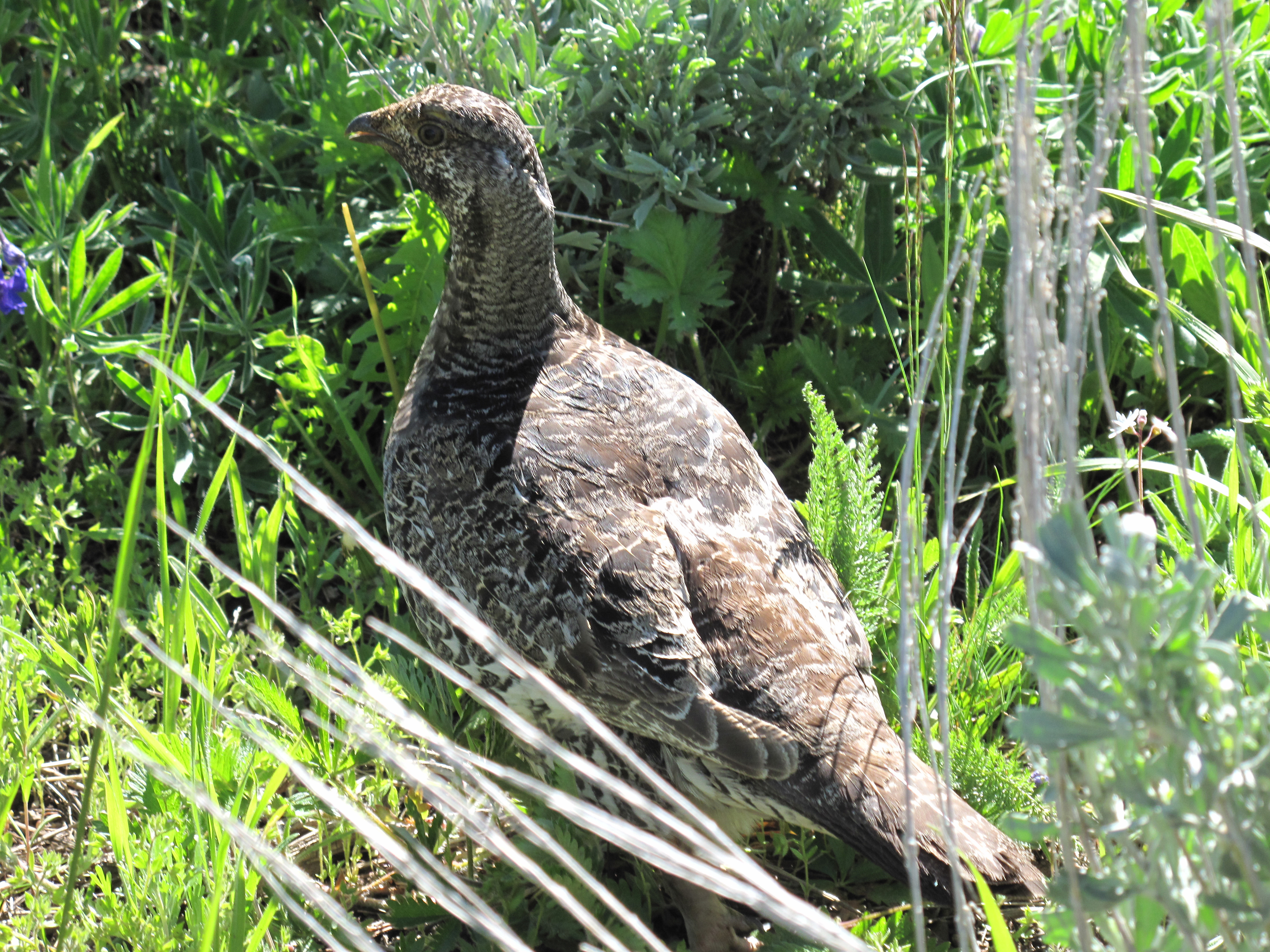
Ein Beifußhuhn im Bighorn National Forest.

Im Big Horn County sind hunderte Vogelarten heimisch. Das Bighorn Basin bietet einen Lebensraum für Vögel wie die Salbeiammer (Artemisiospiza nevadensis), den Virginiauhu (Bubo virginianus), die Bergspottdrossel (Oreoscoptes montanus), den Wiesenstärling (Sturnella neglecta), die Wanderdrossel (Turdus migratorius), den Buntfalken (Falco sparverius), den Nachtfalken (Chordeiles minor), den Zimtbauch-Phoebetyrann (Sayornis saya) oder den Schieferrücken-Königstyrann (Tyrannus tyrannus). An den Flussufern im Bighorn Basin finden sich der Kanadareiher (Ardea herodias), der Nashornpelikan (Pelecanus erythrorhynchos) oder der Kanadakranich (Antigone canadensis). Weiterhin gibt es einige Arten von Hühnervögeln, darunter Beifußhühner (Centrocercus urophasianus) und Felsengebirgshühner (Dendragapus obscurus), außerdem das Truthuhn (Meleagris gallopavo). Im gesamten County heimisch sind unter anderem der Kolkrabe (Corvus corax), der Schmalschnabel-Königstyrann (Tyrannus verticalis), die Ohrenlerche (Eremophila alpestris) oder die Dachsammer (Zonotrichia leucophrys). Weitere, primär in den Bergländern vorkommende Singvögel sind der Berghüttensänger (Sialia currucoides), die Winterammer (Junco hyemalis), die Schwirrammer (Spizella passerina), der Felsenzaunkönig (Salpinctes obsoletus), der Lazulifink (Passerina amoena), der Meisenhäher (Perisoreus canadensis), der Kronenwaldsänger (Setophaga coronata), der Goldzeisig (Spinus tristis) und der Pazifikpieper (Anthus rubescens). Zu den Greifvögeln gehören der Rotschwanzbussard (Buteo jamaicensis), der Steinadler (Aquila chrysaetos), der Fischadler (Pandion haliaetus), der Truthahngeier (Cathartes aura) und der Weißkopfseeadler (Haliaeetus leucocephalus). In Wyoming gefährdete und im County vorkommende Arten sind beispielsweise der Keilschwanz-Regenpfeifer (Charadrius vociferus), der Louisianawürger (Lanius ludovicianus), die Ringschnabelmöwe (Larus delawarensis) und der Purpurgrackel (Quiscalus quiscula). Durch den Menschen eingeführt wurden unter anderem der Haussperling (Passer domesticus), die Türkentaube (Streptopelia decaocto), das Chukarhuhn (Alectoris chukar) und der Fasan (Phasianus colchicus).

#### Reptilien und Amphibien
Im gesamten County vorkommende Reptilienarten sind der Beifuß-Stachelleguan (Sceloporus graciosus) die Große Kurzhornkrötenechse (Phrynosoma hernandesi), die Berg-Kurzhornkrötenechse (Phrynosoma hernandesi), die Gophernatter (Pituophis catenifer), die Prärieklapperschlange (Crotalus viridis) sowie die Berg-Strumpfbandnatter (Thamnophis elegans). In den Bighorn Mountains finden sich zudem die Schwarznatter (Coluber constrictor) und die Gummiboa (Charina bottae). Zu den dokumentierten Amphibienarten im County gehören die Woodhouse-Kröte (Anaxyrus woodhousii), der Leopardfrosch (Lithobates pipiens), der Flachlandschaufelfuß (Spea bombifrons), der Westliche Tigerquerzahnmolch (Ambystoma mavortium), die Präriekröte (Anaxyrus cognatus) und der als Neozoon vorkommende Nordamerikanische Ochsenfrosch (Lithobates catesbeianus). Außerdem kommen im Big Horn County der Waldfrosch (Lithobates sylvaticus) sowie die Columbiakröte (Anaxyrus boreas) vor, die in Wyoming als stark gefährdet gelten.

#### Fische
Die Gebirgsseen und Bäche im Big Horn County werden vom Bachsaibling (Salvelinus fontinalis) besiedelt. Im Einzugsgebiet des Paint Rock Creek findet sich die Goldforelle (Oncorhynchus aguabonita), die, wie auch die Forelle (Salmo trutta), durch anthropogenen Einfluss in die Region gelangt ist. Weitere Arten sind der Grüne Sonnenbarsch (Lepomis cyanellus), die Amerikanische Seeforelle (Salvelinus namaycush) sowie der im Einzugsgebiet des Mississippi River endemische Schaufelstör (Scaphirhynchus platorynchus).

## Naturschutz

### Bighorn National Forest

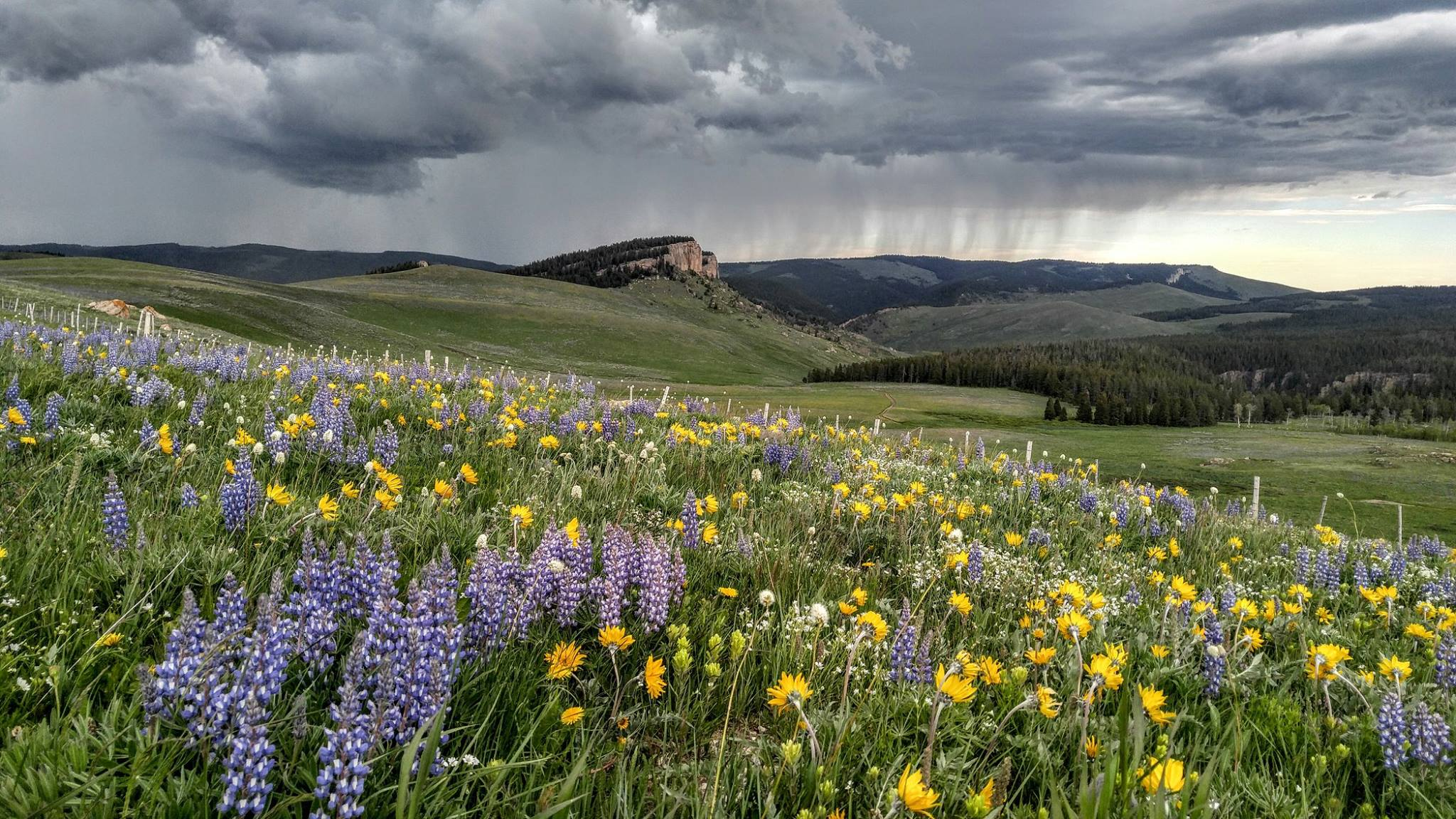
Blühende Wildblumen im Bighorn National Forest, hier an den Twin Buttes im Sheridan County.

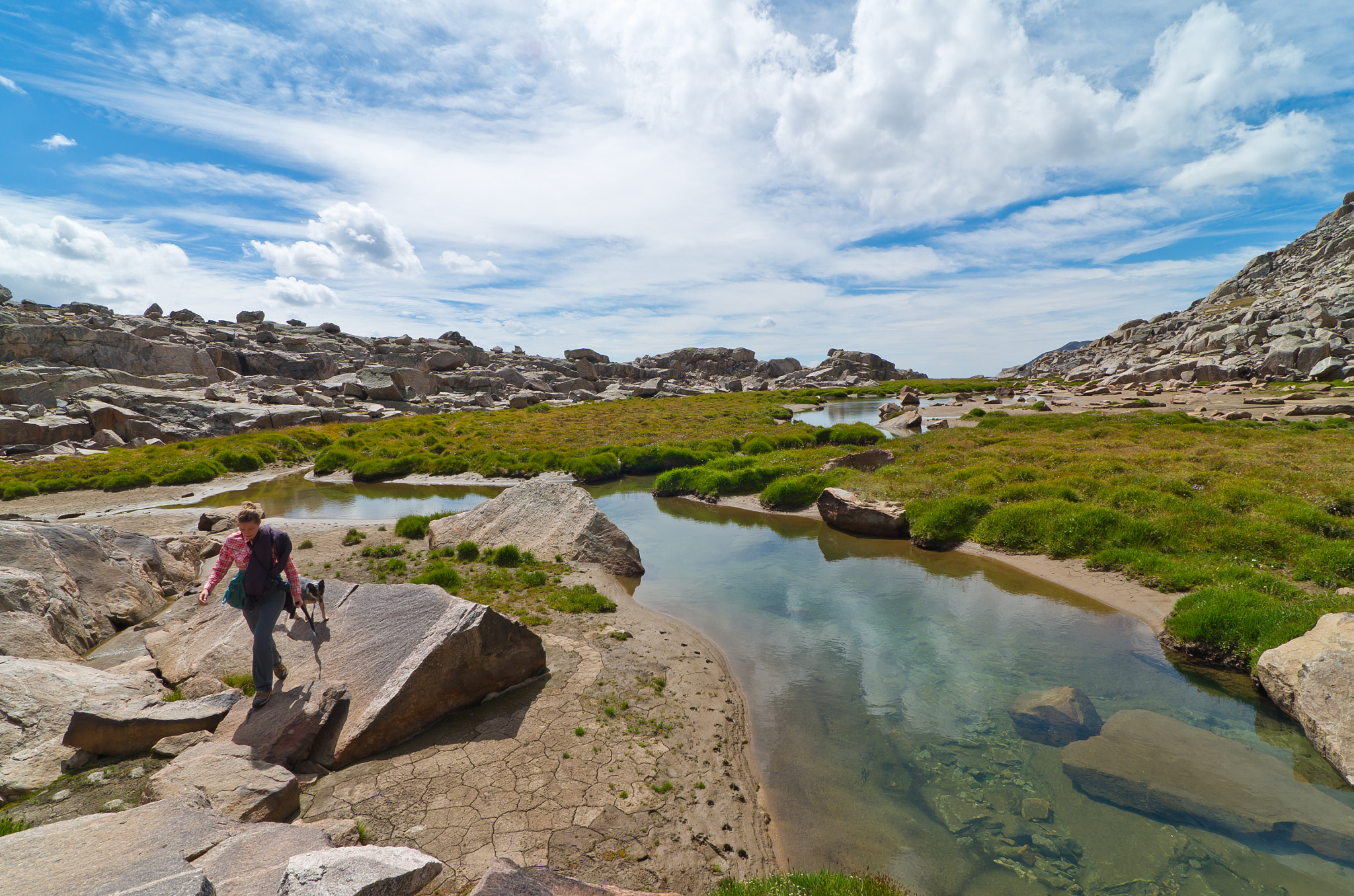
In der Cloud Peak Wilderness im Bighorn National Forest.

Bereits im Jahr 1897 wurde mit dem Bighorn National Forest eines der ersten Naturreservate unter Bundesverwaltung gegründet. Rund 1.420 km² des 4.500 km² großen Schutzgebietes liegen heute im Big Horn County, die übrige Fläche verteilt sich auf die Countys Sheridan, Johnson und Washakie. Der Nationalforst erstreckt sich von der nördlichen bis zur südlichen County-Grenze und nimmt dabei etwa 17 % der Fläche des Big Horn County ein. Etwa 99 % der geschützten Fläche liegen über 1600 m Höhe. In Burgess Junction sowie an den Shell Falls gibt es Besucherzentren. Zusätzlich steht der zentrale Teil des Nationalforsts um die Gipfelregion der Bighorn Mountains als Cloud Peak Wilderness unter strengerem Schutz. Das Wildnisgebiet wurde durch Verabschiedung des Wyoming Wilderness Act im Jahr 1984 gegründet, der, in Anlehnung an den Wilderness Act von 1964, motorisierten oder mechanisierten Transport, den Bau von Straßen sowie Bergbau und Forstwirtschaft im Schutzgebiet untersagt. Die Wilderness Area umfasst Kiefern- und Fichtenwälder, Wiesenflächen und Feuchtgebiete sowie die glazial geprägte Berglandschaft am Hauptkamm der Bighorn Mountains.

### Wilderness Study Areas

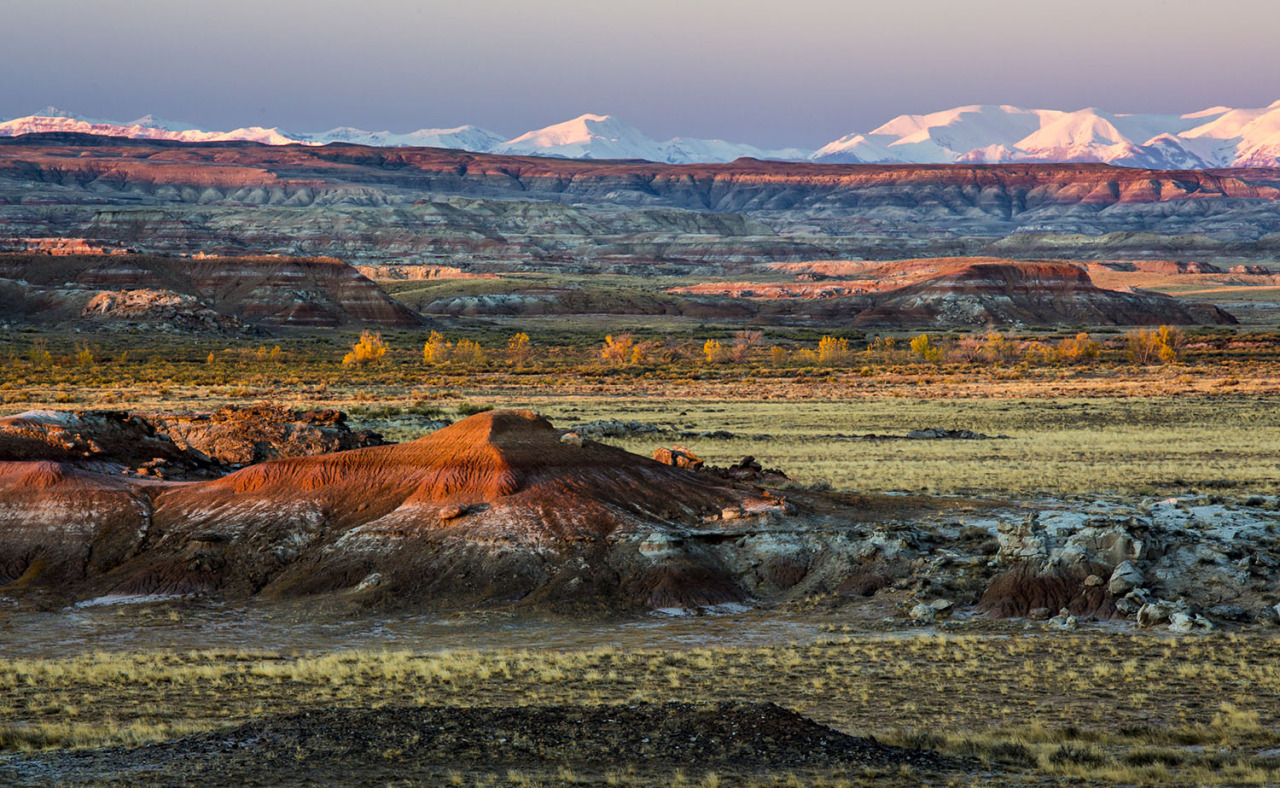
Badlands in der Bobcat Draw Wilderness Study Area an der Grenze zum Washakie County.

Insgesamt acht sogenannte Wilderness Study Areas (WSA) liegen vollständig oder teilweise im Big Horn County. Wilderness Study Areas sind unbebaute Bundesflächen, die ihren ursprünglichen natürlichen Charakter beibehalten haben und ohne dauerhafte Aufwertung oder menschliche Besiedlung als Wildnis erhalten bleiben können.
In den westlichen Ausläufern der Bighorn Mountains umfasst die Trapper Creek Wilderness Study Area einen der spektakulärsten Canyons in der Region. Die Schlucht des Trapper Creek liegt wenige Kilometer südöstlich von Shell und bildet einen Lebensraum für gefährdete Arten wie den Weißkopfseeadler (Haliaeetus leucocephalus) oder den Wanderfalken (Falco peregrinus) und dient als Überwinterungsort für Wapitis (Cervus canadensis) und andere Hirscharten. Zudem findet sich hier mit der Great Expectations Cave eine der tiefsten Karsthöhlen in den Vereinigten Staaten. Etwas weiter südlich liegt mit der rund 41 km² großen Alkali Creek Wilderness Study Area ein weiteres Schutzgebiet. Die WSA umfasst ebenfalls ein Überwinterungsgebiet für Wapitis sowie für Maultierhirsche (Odocoileus hemionus) und dient als Lebensraum für das Beifußhuhn (Centrocercus urophasianus). Unmittelbar an den Bighorn National Forest angrenzend stehen südöstlich der Alkali Creek WSA rund 31 km² als Medicine Lodge Wilderness Study Area unter Schutz. Die WSA besteht aus steilen Canyonwänden, die rund 300 m über dem Medicine Lodge Creek aufragen. Das Schutzgebiet liegt auf einer Höhenlage von 1550 m bis 2600 m. Auch hier sind im Winter Wapitis und Hirsche heimisch, im Sommer findet sich vorrangig das Dickhornschaf (Ovis canadensis). Die freigelegten geologischen Schichten in den steilen Wänden der Schlucht sind für die Paläontologie von Bedeutung. Die Madison-Formation dient als Lagerstätte für Fossilien wie Brachiopoden, Korallen, Moostierchen und Crinoiden.
Im Südwesten des Countys befinden sich mit Sheep Mountain, Red Butte und Bobcat Draw drei weitere Wilderness Study Areas, die vor allem stark zerklüftete Badlands und kleinere Hügelketten in den nordöstlichsten Ausläufern der Absaroka Mountains zwischen den Flüssen Greybull River und Fifteenmile Creek umfassen. Im Norden des Countys stehen zudem Teile der Pryor Mountains als Pyror Mountain Wilderness Study Area sowie angrenzend als Bighorn Tack-On Wilderness Study Area unter Schutz. Beide Study Areas liegen zu großen Teilen in Montana und kennzeichnen sich durch Vorkommen von Bergsträuchern. Hier wachsen unter anderem  Utah-Wacholder (Juniperus osteosperma) und Wüsten-Beifuß (Artemisia tridentata) in den mittleren Höhenlagen sowie Gewöhnliche Douglasie (Pseudotsuga menziesii) und Biegsame Kiefer (Pinus flexilis) in den höheren Lagen.

## Geschichte

### Bis ins 19. Jahrhundert

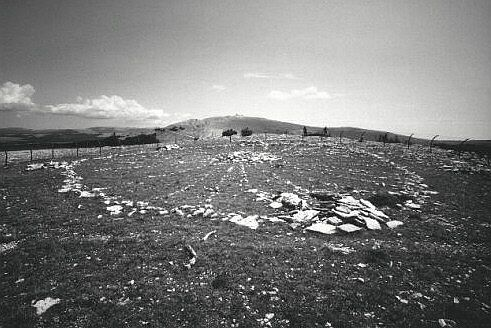
Das Bighorn Medicine Wheel in den Bighorn Mountains.

Das Gebiet des heutigen Big Horn County wurde seit Jahrtausenden durchgängig bewohnt. Petroglyphen und archäologische Ausgrabungen am Medicine Lodge Creek in den Ausläufern der Bighorn Mountains deuten auf eine menschliche Besiedlung seit mindestens 11.000 Jahren hin. Zunächst lebten Mammutjäger in der Region. Der Bad Pass Trail, der von der Wind River Range über die Mündung des Shoshone River durch das heutige Big Horn County nach Norden verlief und den Bighorn Canyon an dessen Westseite passierte, gehörte zu den wichtigsten Routen der ersten Paläoindianer. Die Crow (Absarokee) erreichten das Gebiet des heutigen Big Horn County ebenfalls über den Bad Pass Trail und ließ sich im Bighorn Basin nieder. Keramiken der Crow deuten auf die Präsenz des Stammes im nördlichen Wyoming seit etwa 500 Jahren hin. Im 18. Jahrhundert teilten sich zudem die Östlichen Shoshone die Jagdgründe im Bighorn Basin mit den Flathead und den Kootenai. All diese Stämme wurden durch die Blackfeet nach Westen verdrängt. Das Bighorn Medicine Wheel auf dem Medicine Mountain ist ein klarer Beweis für die Existenz früher Kulturen. Das Medicine Wheel gilt als heiliger Ort der Prärie-Indianer und wird auf Mitte des 18. Jahrhunderts datiert. Die Crow hatten sich inzwischen im Bighorn Basin etabliert und waren seit Anfang des 18. Jahrhunderts ständigen Angriffen von mehreren Seiten ausgesetzt. Im frühen 19. Jahrhundert führten die ersten Expeditionen in die Region. Der Jäger und Kartograph George Drouillard, der wenige Jahre zuvor an der Lewis-und-Clark-Expedition teilgenommen hatte, erreichte als wohl erster Trapper das heutige Big Horn County von Norden her. 1823–24 folgte eine Expedition von Teilnehmern der Missouri Fur Company sowie 1825 eine weitere unter der Leitung von General William Henry Ashley. Ashley wurde dabei auf der Rückreise von dem von ihm organisierten, ersten Rocky Mountain Rendezvous am Henrys Fork von einer Gruppe von Blackfeet angegriffen, als er entlang des Bighorn Rivers nach Norden reiste.
In den folgenden Jahrzehnten versuchten europäische Einwanderer oftmals vergeblich, das Bighorn Basin zu erkunden. Gewaltsame Auseinandersetzungen mit den Indigenen endeten häufig in Niederlagen, zudem gingen Vieh und Vorräte bei Flussquerungen verloren. In der zweiten Hälfte des 19. Jahrhunderts wurden mehrere Verträge, die das Land im Bighorn Basin sowie im flussaufwärts gelegenen Wind River Basin betrafen, zwischen der US-Regierung und den ansässigen Stämmen geschlossen. Der Vertrag von Fort Laramie 1851 sprach den Stämmen einen Großteil des heutigen Wyomings zu. Den Crow wurde ein Großteil des Einzugsgebietes des Yellowstone River oberhalb der Einmündung des Powder River zugewiesen, worunter auch das Gebiet des heutigen Big Horn County fiel. Das gesamte Bighorn Basin wurde infolge des Vertrags den Crow überlassen, was bei den befeindeten Shoshone auf Unmut traf. Da die Shoshone jedoch aus weiter westlich gelegenen Gebieten stammten, galten sie nicht als Prärievolk und waren am Vertrag von Fort Laramie nicht beteiligt. Die Feindschaft zwischen den Shoshone und den Crow führte zu einigen gewalttätigen Kämpfen. Mit dem Vertrag von Fort Bridger im Jahr 1863 wurde den Shoshone nach Anstrengungen durch Chief Washakie rund 178.000 km² Land südlich der Wind River Range und westlich des North Platte River zugewiesen, das jedoch bereits 1868 mit Ankunft der Union Pacific Railroad auf das Gebiet im Bereich der heutigen Wind River Reservation verlegt wurde. Bis ins 20. Jahrhundert wurde das Reservat der Shoshone mehrfach verschoben und verkleinert. Erst mit der Verabschiedung des Indian Reorganization Act im Jahr 1934 hatten die massiven Eingriffe in das Land der indigenen Völker ein Ende. 

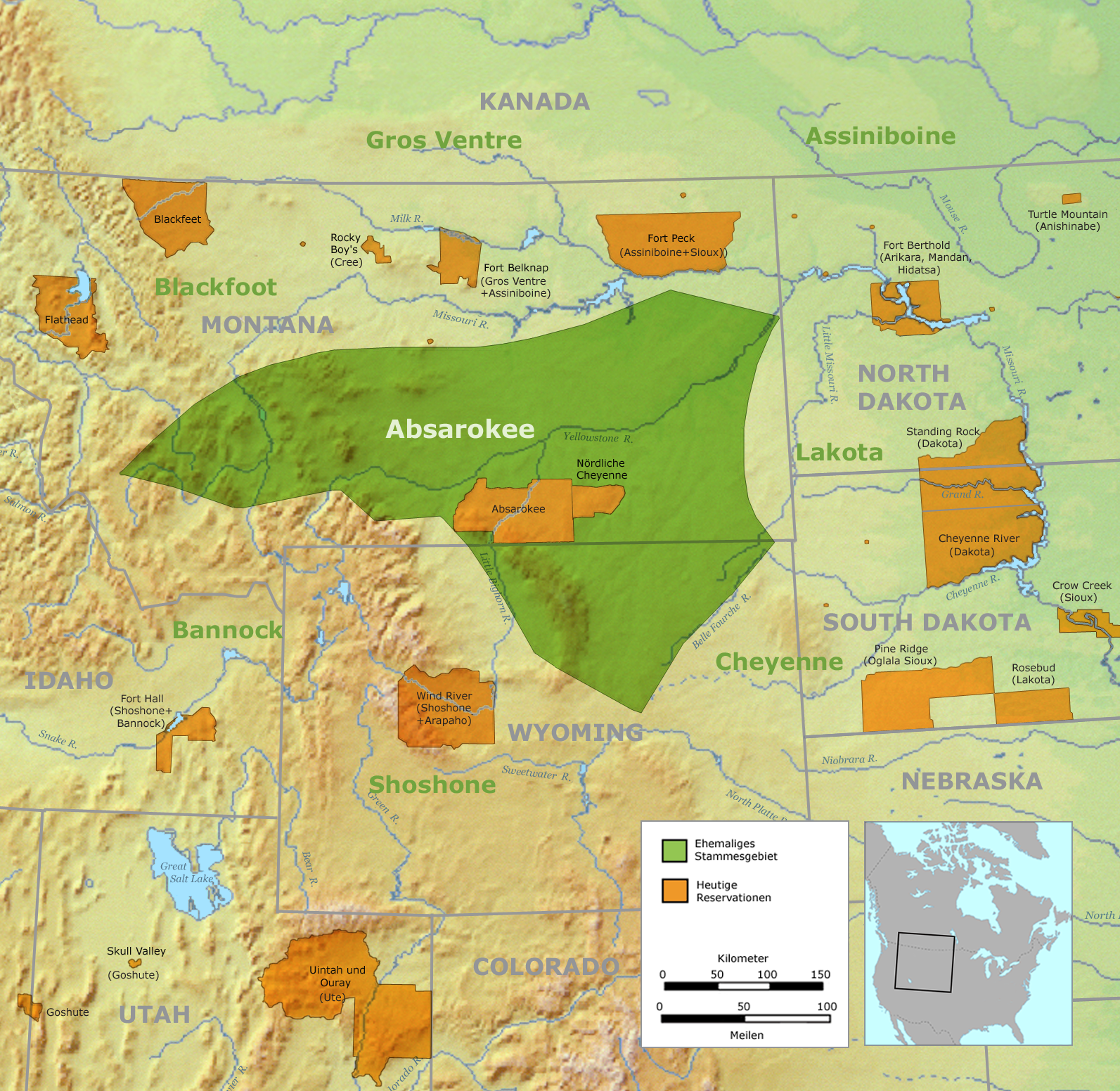
Ehemaliges Stammesgebiet der Crow (Absarokee) in Grün. Das Big Horn County liegt in der Bildmitte, unmittelbar südlich des heutigen Reservats der Crow (Orange).

Im Zuge des Goldrauschs in Montana etablierte sich in den 1860er-Jahren der Bozeman Trail, der das den Indigenen im ersten Vertrag von Fort Laramie zugesprochene Land durchschnitt. Die Sioux und die nördlichen Cheyenne erklärten den Planwagenzügen und schließlich dem US-Militär den Krieg, da der Bozeman Trail mitten durch ihre Jagdgründe führte. Die Crow hingegen zeigten sich freundlich und hilfsbereit gegenüber den Reisenden, obwohl auch ihr Stammesgebiet vom Bozeman Trail durchquert wurde. Zum Schutz der Goldsucher und Siedler auf dem Trail wurden im Laufe der 1860er-Jahre mehrere Forts entlang der Überlandroute errichtet. Das Fort C.F. Smith befand sich inmitten des Territoriums der Crow, wenige Kilometer von der Mündung des Bighorn Canyon entfernt. Die Crow halfen beim Bau des Forts und nutzten es später als eigenen Handelsposten. Mehrere Stammesangehörige arbeiteten als Postboten, Führer und Kundschafter und leisteten den US-Militärvermessern und Soldaten wertvolle Hilfe. Das Fort wurde bis in den Sommer 1868 genutzt, bevor es aufgrund anhaltender Überfälle anderer Stämme und einer Friedenspolitik der Bundesregierung geschlossen wurde. Die Kooperation und Unterstützung der Crow hinderte die Regierung nicht daran, das Reservat mit dem Vertrag von Fort Laramie 1868 auf ein rund 32.000 km² großes Gebiet in Montana südlich des Yellowstone River und östlich des 107. Längengrades zu reduzieren. Weitere Verträge im Jahr 1880 schränkten das Stammesgebiet der Crow weiter ein und verdrängten den Stamm vollständig aus dem Bighorn Basin. Die Crow fungierten auch in den darauffolgenden Indianerkriegen in den 1870er-Jahren weiterhin als Verbündete der Vereinigten Staaten. Sie spielten zudem eine entscheidende Rolle für den dauerhaften Friedensschluss, der nach dem Ende des Konflikts zustande kam und durch Häuptling Plenty Coups unterstützt wurde. Den Crow wurde infolgedessen ein dauerhaftes Reservat in der Region zugesichert. Dennoch wurde auch dieses Reservat noch zweimal verkleinert, da Siedler das Land der Crow für Viehzucht und Landwirtschaft nutzen wollten. Das heutige Crow-Indianerreservat umfasst noch rund 9.000 km² und liegt fast vollständig im nördlich an das Big Horn County angrenzenden, gleichnamigen Big Horn County in Montana.
Die ersten Viehhirten siedelten sich in den 1870er-Jahren im Bighorn Basin an. Henry Clay Lovell besaß eine Herde von mehr als 25.000 Tieren, deren Weidegebiet fast das gesamte Gebirgsbecken umfasste. Der deutsche Aristokrat Otto Franc von Lichtenstein gründete im gleichen Zeitraum die Pitchfork Ranch am Greybull River. Er besaß rund 1.200 Tiere, deren Weidegebiet vom heutigen Park County bis ins Big Horn County reichte. Der später gegründete Ort Otto wurde nach ihm benannt. In den darauffolgenden Jahren kamen weitere Siedler mit ihren Familien in die Region. Die meisten Siedler hielten sowohl Schafe als auch Rinder, was erste Eigentums- und Landnutzungskonflikte auslöste. Um 1895 kamen mormonische Siedler aus Utah im Bighorn Basin an und läuteten die Ära der Kleinbauern   ein. Sie errichteten Kanäle zur Bewässerung ihrer Felder und gründeten erste Siedlungen. Hyattville wurde als eines der ersten Dörfer des heutigen Big Horn County bereits einige Jahre vor Ankunft der ersten Mormonen an den Ufern des Paint Rock Creek gegründet. Der Ort wurde zunächst nach dem Fluss als Paintrock bezeichnet, dann aber nach Samuel W. Hyatt umbenannt, einem frühen Siedler, der dort 1886 ein Geschäft eröffnete. Südwestlich von Hyattville entstand zur gleichen Zeit die Siedlung Bonanza an der Mündung des Paint Rock Creek in den Nowood River, die am Fundort einer kleinen Ölquelle gegründet wurde. Hier entstand auch die erste Zeitung des Bighorn Basin, der Big Horn Rustler, der erstmals am 1. Juni 1889 von Joseph DeBarthe herausgegeben wurde. Wie viele andere Zeitungen berichtete auch der Big Horn Rustler sensationsheischend von einem unendlichen Kohlevorrat und angeblichen Heilkräften des Bonanza-Öls.

### Gründung und frühe Jahre
Im März 1890 genehmigte die Wyoming Legislature, das Parlament des damaligen Wyoming-Territoriums, die Gründung des Big Horn County aus Teilen der Countys Fremont, Johnson und Sheridan. Das neue County wurde am 4. Januar 1897 mit der Wahl von Kommissaren und der Gründung der County-Verwaltung offiziell organisiert. Das ursprüngliche Big Horn County umfasste mit einer Fläche von rund 32.375 km² etwa ein Achtel des Staatsgebiets des Wyoming-Territoriums. Es erstreckte sich von den Bighorn Mountains nach Westen bis zur kontinentalen Wasserscheide, nach Süden bis zum Owl Creek und nach Norden bis zur Staatsgrenze zu Montana. Es umfasste somit auch den nördlichen Teil des 1872 gegründeten Yellowstone-Nationalparks. Die Stadt Basin City setzte sich in der Wahl zum County Seat des Big Horn County knapp gegen den Ort Otto durch. Basin City galt zu Beginn des 20. Jahrhunderts als zentraler Handelsposten für Farmer und Landwirte aus den umliegenden Flusstälern. Aufgrund der stetig wachsenden Bevölkerung wurde vorgeschlagen, das County in weitere Countys aufzugliedern. 1911 wurde das Park County im Westen gegründet, 1913 verlor das Big Horn County Teile seiner Fläche im Süden an die neu gegründeten Countys Hot Springs und Washakie. Das Big Horn County wurde nun auf rund ein Viertel seiner ursprünglichen Fläche reduziert.
1906 wurde im Norden des Countys an der Mündung des Sage Creek in den Shoshone River der Ort Lovell offiziell gegründet, nach dem dort bereits 1888 ein Postamt eröffnet wurde. Lovell entwickelte sich im Laufe der Zeit zur größten Stadt des Countys. Südwestlich entstand im Jahr 1912 der Ort Byron am Shoshone River. Weiter nördlich im Tal des Sage Creek gründeten sich Cowley im Jahr 1907 und Deaver im Jahr 1919. Nördlich von Basin City, mittlerweile zu Basin verkürzt, entstand im Jahr 1919 Greybull am Zusammenfluss von Greybull River und Bighorn River. Etwa 30 km westlich von Greybull wurde in Germania 1899 das erste Postamt eröffnet. Der 1918 in Emblem umbenannte Ort wurde von deutschen Einwanderern gegründet. Der Ort Shell wurde im Jahr 1900 am Shell Creek in den westlichen Ausläufern der Bighorn Mountains errichtet. Die Gründung von Manderson, im Süden des Countys gelegen, erfolgte 1921.

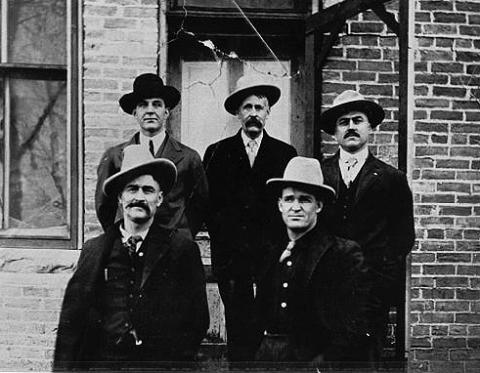
Die fünf Angeklagten des Spring Creek Raid nach ihrer Verhaftung in Basin im Jahr 1909.

Vor der Gründung des Big Horn County im Jahr 1897 gab es keine funktionierende Strafverfolgung in der Region. Auch zur Grundstücksanmeldung oder zur Erledigung rechtlicher Angelegenheiten mussten die Siedler östlich des Bighorn River über 160 Kilometer bis nach Buffalo, dem County Seat des Johnson County, zurücklegen. Die Bewohner im Fremont County westlich des Flusses mussten bis Lander eine noch größere Strecke bewältigen. Nach Gründung des Big Horn County konnten rechtliche Anliegen nun in Basin geklärt und Verbrechen verfolgt werden. Mit der Zunahme bewaffneter Konflikte zwischen Schafzüchtern und Viehhirten im Zuge der Sheep Wars im Westen der Vereinigten Staaten und den Geschehnissen des Spring Creek Raid war dies von großer Bedeutung. Der Spring Creek Raid ereignete sich am 2. April 1909 bei Ten Sleep im heutigen Washakie County, das zum Zeitpunkt des Angriffes noch zum Big Horn County gehörte. Dabei wurden drei Schafzüchter brutal ermordet, zwei weitere entführt und dutzende Schafe getötet. Der darauffolgende Gerichtsprozess markierte einen Wendepunkt in der Geschichte der gesamten Region. Zwei der sieben Täter des Spring Creek Raid sagten als Kronzeugen gegen die anderen Tatbeteiligten aus, die nach einem aufsehenerregenden Prozess im November gleichen Jahres zu Haftstrafen von drei Jahren bis zu lebenslänglicher Freiheitsstrafe verurteilt wurden. Dieses Ereignis markierte den Endpunkt des 30-jährigen Konflikts und sorgte für die Rückkehr von Recht und Ordnung in die nach wie vor abgelegene Region.
Zum Zeitpunkt des Spring Creek Raid lebten Mormonen bereits seit knapp 15 Jahren im Gebiet des späteren Big Horn County. Im Frühjahr 1895 zogen etwa 100 Familien aus Utah an den Greybull River und gründeten den Ort Burlington im Westen des Countys. Zwei Jahre später lebten bereits 250 Familien in Burlington. Im Ort wurden ein Versammlungshaus und eine Schule, eine wasserbetriebene Getreidemühle und drei Sägemühlen errichtet. Im Februar des Jahres 1900 reiste eine Gruppe Mormonen aus Salt Lake City in das Bighorn Basin, um die Möglichkeiten der Wassergewinnung und Landwirtschaft am Shoshone River zu untersuchen. Ein bestehendes Wasserprojekt in der Nähe von Lovell, das 1896 von der Cincinnati Canal Company begonnen worden war, wurde zwei Jahre später an den Staat Wyoming abgetreten. Charles W. Kingston, Leiter der Kirche Jesu Christi der Heiligen der letzten Tage in Wyoming, beantragte im Auftrag der Kirche eine Übertragung der Wasserrechte und Ländereien des Cincinnati-Kanals, der infolgedessen in Sidon Canal umbenannt wurde. Bis Mitte Juli 1900 waren über 400 Siedler angekommen, hatten Zelte aufgeschlagen und Gärten angelegt. Bald darauf begannen sie mit dem Bau des Kanals. Bereits 1899 wurde Abraham Owen Woodruff von den Kirchenbehörden in Salt Lake City zum Aufseher der Mormonenkolonien ernannt. Gegen Ende des Jahres 1900, in der die Siedler das Sidon Canal-Projekt vorangebracht hatten, handelte Woodruff in ihrem Namen einen Vertrag für den Bau von 27 Meilen der Strecke der Burlington Railroad von Toluca in Montana über Frannie nach Cody aus. Durch den Erfolg der Bewässerungsprojekte kamen bis 1905 weitere mormonische Großfamilien ins Bighorn Basin, um sich am Shoshone River anzusiedeln. Der rund 60 Kilometer lange Sidon-Kanal zwischen Byron und Cowley wurde schließlich im Jahr 1904 fertiggestellt und wird auch heute noch zur Bewässerung genutzt.

### DieBurlington Route

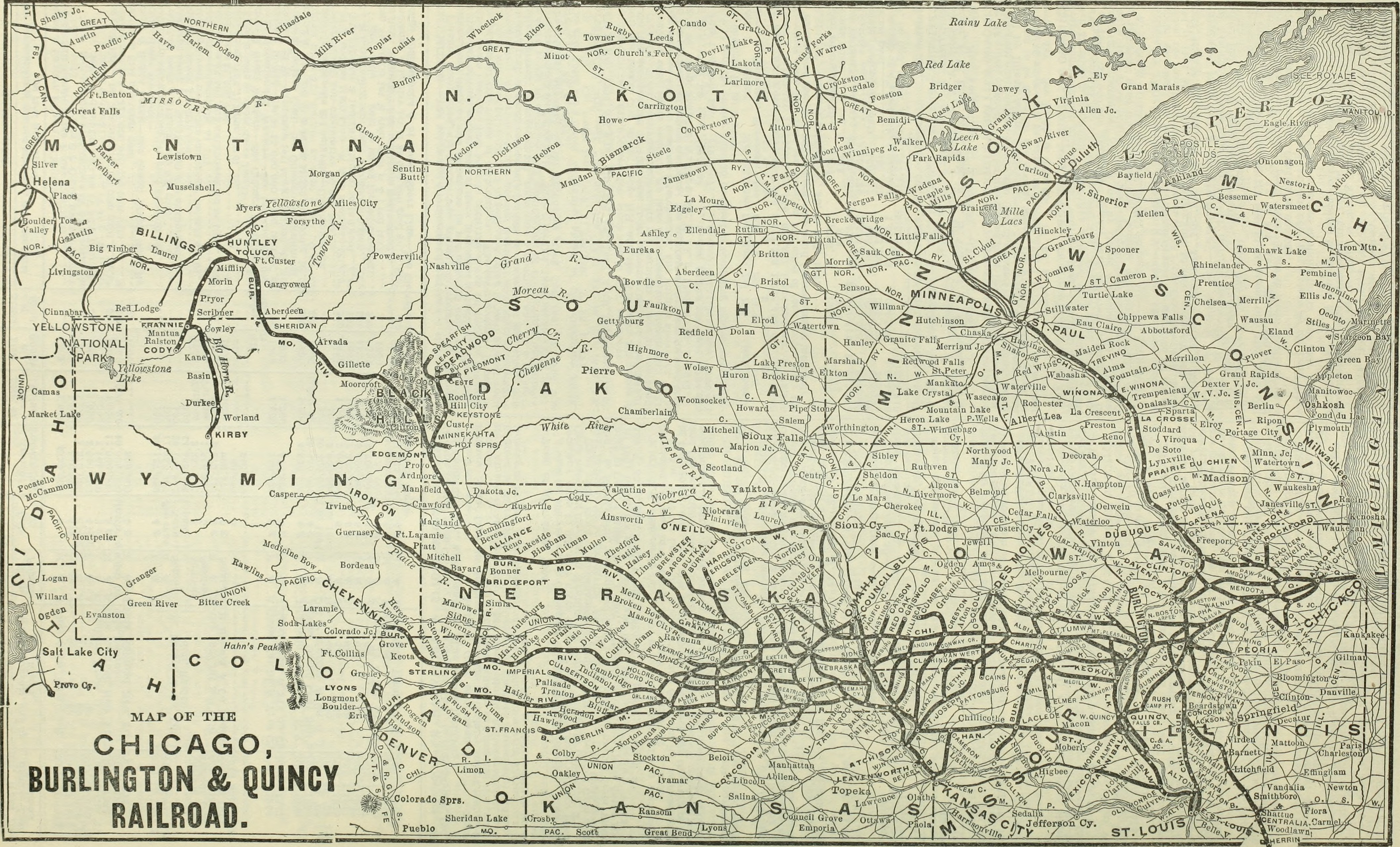
Streckennetz der Chicago, Burlington & Quincy Railroad im Jahr 1909. Am linken Bildrand sichtbar ist der neu errichtete Streckenabschnitt durch das Bighorn Basin bis Kirby. Veröffentlicht im Commercial & Financial Chronicle.

Nachdem Wyoming 1890 den Vereinigten Staaten beigetreten war, trieb die Chicago, Burlington & Quincy Railroad (CB&Q) den Ausbau ihres Streckennetzes im Norden des Staates voran. Das Unternehmen hatte zwei Gründe, in den Norden Wyomings zu investieren: Zum einen wollte die CB&Q Holz, Kohle und Eisen aus Wyoming auf den Märkten im Osten der Vereinigten Staaten verkaufen und eine schnelle Verbindung nach Denver und Chicago ermöglichen. Zum anderen sah die Eisenbahngesellschaft das nördliche Wyoming als Ausgangspunkt für den Bau transkontinentaler Eisenbahnstrecken in den pazifischen Nordwesten. Im Jahr 1894 wurde mit dem Bau der ersten Bahnstrecke nach Billings in Montana der erste Eisenbahnanschluss in der Region fertiggestellt. Die Einwohner im nördlichen Big Horn County konnten ihre Waren nun auf einer kürzeren und leichter zu befahrenden Route transportieren. Der Bau der Zweiglinie 1901 über Frannie im heutigen Big Horn County bis Cody machte die Reise nach Billings jedoch obsolet. Doch auch die Strecke Toluca–Cody war für einen Großteil der Bewohner des Bighorn Basin nur schlecht erreichbar und brachte wenige Vorteile für die Region. Erst im Oktober 1905 wurde mit dem Bau einer Strecke durch das eigentliche Bighorn Basin begonnen, die eine Verbindung zur Strecke entlang des North Platte River im Südosten Wyomings zum Ziel hatte. Die als Big Horn Railroad bekannte Eisenbahnlinie zweigte in Frannie vom bestehenden Streckennetz ab und führte entlang des Bighorn River durch das gesamte heutige Big Horn County. Der Bau der Linie endete im September 1907 in Kirby, nördlich von Thermopolis. Rund 13 km nördlich von Basin wurde ein Frachtterminal errichtet, an dem später die Stadt Greybull entstand. Nun war es den Landwirten und Viehzüchtern problemlos möglich, ihre Waren auf den Markt zu bringen. Primär der Anbau von Zuckerrüben profitierte durch den Ausbau der Bahnstrecke, da die Bauern ihre Ernte zuvor bis zur Great Western Sugar Company nach Billings transportieren mussten.
Um den Verkehr zu stärken und die Einnahmen zu erhöhen, betrieb die Chicago, Burlington & Quincy Railroad ein Einwanderungsbüro, das Siedler in die Region bringen sollte. Zwischen 1906 und 1913 kamen etwa 8000 Familien in das Bighorn Basin, um in den bewässerten Flusstälern im Becken Land zu beziehen. Die Eisenbahngesellschaft stellte der University of Wyoming zudem Gelder zur Verfügung, um Trockenfeldbaumethoden zu fördern, die an das semi-aride Klima des Staates angepasst waren. Die weitere Strecke der Big Horn Railroad von Kirby bis Casper wurde aufgrund von Verzögerungen durch den Bau von Tunneln im Wind River Canyon erst im Oktober 1913 fertiggestellt. Mit der Zunahme des Autoverkehrs und dem Ausbau des Straßennetzes verloren die Eisenbahnstrecken nach dem Zweiten Weltkrieg an Bedeutung. Der Personenverkehr wurde 1967 eingestellt, die Strecken jedoch weiterhin zum Transport von Kohle genutzt.

### Wirtschaftlicher Aufschwung

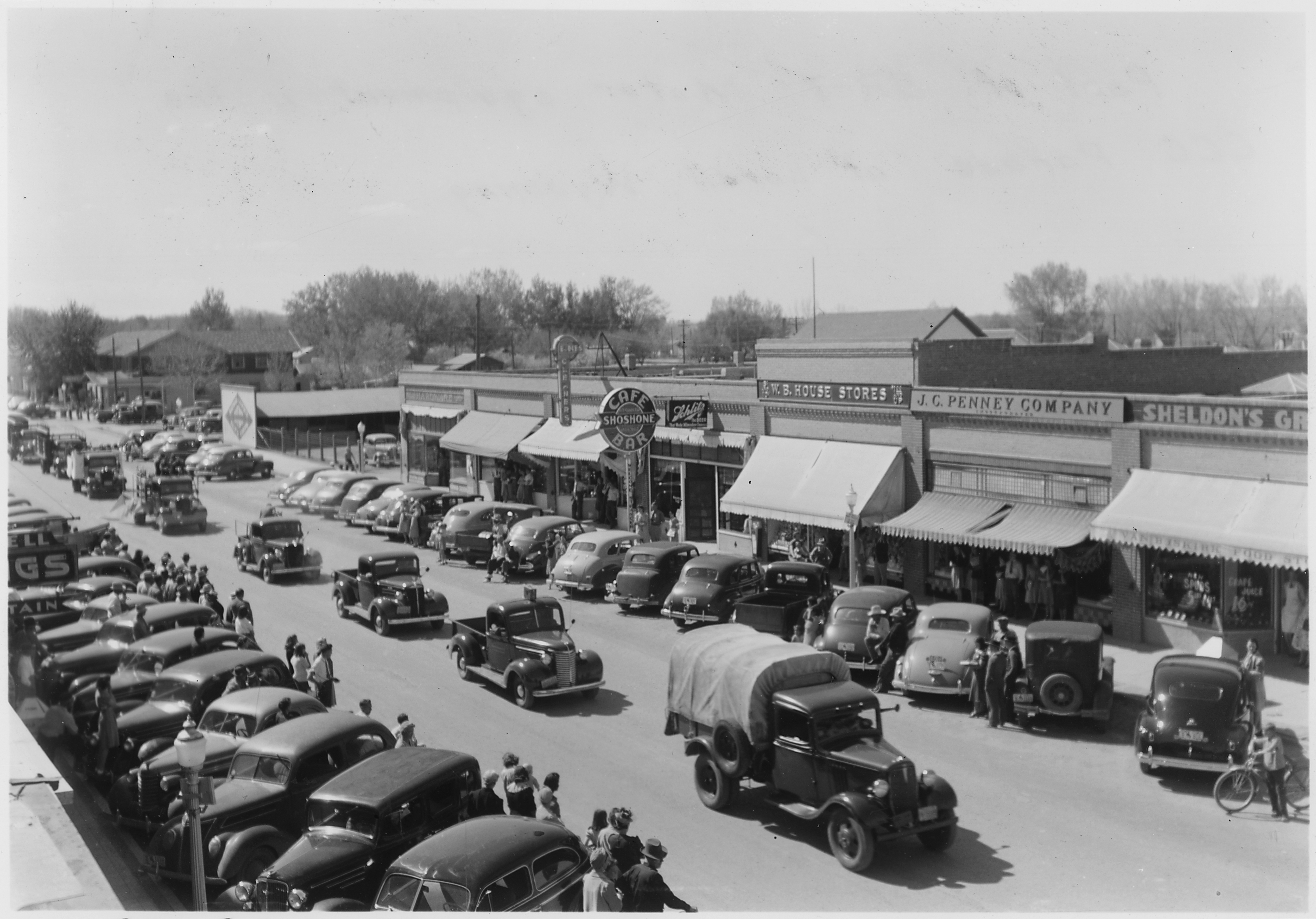
Autoparade des Civilian Conservation Corps Camp BR-7 in Lovell, ca. 1938. Das CCC war von 1933 bis 1942 in Wyoming tätig.

Die Ölreserven in Bonanza erwiesen sich trotz des anfänglichen Aufsehens als wenig ergiebig und wurden zunächst vernachlässigt. Erst ab 1951 wurde hier in großen Mengen Öl gefördert. Bis Ende 1956 entstanden 40 Bohrlöcher, die allein in diesem Jahr mehr als fünf Millionen Barrel Erdöl produzierten. Eine erste Erdgasquelle wurde 1905 bei Byron entdeckt, Unwissenheit über die kommerziellen Möglichkeiten von Erdgas führte jedoch zunächst dazu, dass das Gas angezündet und brennen gelassen wurde. Edward E. Jones, der Besitzer des Landes, auf dem die erste Gasquelle gefunden wurde, zeigte zunehmendes Interesse an der Gasgewinnung und begann 1906 mit Bohrungen an der Quelle. Weitere Explorationen in den Folgejahren führten zu großflächiger Förderung, bei der weitere oberflächennahe Ölquellen gefunden wurden. Dies deutete auf die Existenz eines großen Reservoirs an Öl und Gas in der Region hin und ließ das Interesse für die Rohstoffgewinnung steigen. 1907 wurden bei Greybull Ölfelder entdeckt; im Torchlight Dome Oil Field wurden Bohrlöcher gebohrt und mit der Förderung begonnen. Weitere Förderanlagen im gesamten Bighorn Basin folgten. Man baute Raffinerien und errichtete Erdölpipelines, die Cowley, Greybull, Lovell und Thermopolis miteinander verbanden. In Kombination mit den bereits existierenden Eisenbahnlinien konnte die florierende Ölindustrie zum wirtschaftlichen Aufschwung der gesamten Region beitragen. Mit dem Bau der ersten Straßenverbindung durch den Wind River Canyon konnte das nach wie vor isolierte Gebirgsbecken ab 1924 auch von Süden besser erreicht werden. Nichtsdestotrotz blieb der Agrarsektor in der ersten Hälfte des 20. Jahrhunderts weiterhin von großer Bedeutung und erzielte höhere Bruttoeinnahmen als die Öl- und Gasindustrie; 1950 erwirtschaftete der Landwirtschaftssektor im Bighorn Basin mehr als 30 Millionen US-Dollar. Die Einnahmen durch Öl und Gas beliefen sich auf lediglich 13 Millionen Dollar. Neben der Förderung von Öl und Gas wurden im Big Horn County Kohle, Schwefel, Schiefer und Bentonit abgebaut. Allein von 1951 bis 1956 wurden rund 466.000 Tonnen Bentonit in der Mühle der Magnet Cove Barium Corporation bei Greybull abgebaut. Die Mühle ist auch heute noch in Betrieb. In Lovell, das sich zu einem wichtigen Standort für die Verarbeitung von Schiefer etablierte, hat auch Bentonit heute noch eine große wirtschaftliche Bedeutung. Außerdem ist die Zuckerrübenverarbeitungsanlage, die mittlerweile als Western Sugar Cooperative bekannt ist, noch heute in Lovell in Betrieb.
Der Bau der Yellowtail-Talsperre im südlichen Montana im Jahr 1967 sicherte die Strom- und Wasserversorgung auch für die Bevölkerung im Big Horn County. Durch den Bau des Damms wurde der Bighorn Canyon geflutet, der ein Jahr später unter Schutz gestellt wurde. Die Bighorn Canyon National Recreation Area wird vom National Park Service verwaltet und zieht heute jährlich mehr als 200.000 Besucher an.

## Demographie

Alterspyramide des Big Horn County (Stand 2000).

Die größten Bevölkerungszuwächse im Big Horn County vollzogen sich in den Jahren nach der Gründung des Countys. Bei der ersten Volkszählung im Jahr 1900 lebten 4.328 Menschen im County, innerhalb von zehn Jahren verdoppelte sich diese Zahl etwa auf 8.886 Einwohner. Die Einwohnerzahl stieg bis 1920 auf über 12.000 an und erreichte nach einem kleinen Rückgang in den 1930er-Jahren ihren Höhepunkt um 1950, als mehr als 13.000 Personen im County lebten. In den Folgejahren ging die Bevölkerung leicht zurück und hat sich im 21. Jahrhundert auf einen Wert zwischen 11.000 und 12.000 eingependelt.
Zur Volkszählung im Jahr 2020 lebten im Big Horn County 11.521 Menschen. Es gab 4.262 Haushalte, in jedem Haushalt lebten im Schnitt 2,68 Personen. Die Bevölkerungsdichte betrug 0,71 Einwohner pro Quadratkilometer. Weiße stellen mit 94,7 % die mit Abstand stärkste Bevölkerungsgruppe dar. Weiterhin lebten im County 0,9 % Afroamerikaner, 1,9 % amerikanische Ureinwohner, 0,6 % Asiaten und 0,1 % Bewohner aus dem pazifischen Inselraum. 1,8 % der Einwohner stammten von zwei oder mehr ethnischen Gruppen ab. 9,7 % Prozent der Bevölkerung waren spanischer oder lateinamerikanischer Abstammung. 787 Einwohner gaben an, Veteran zu sein. 3,4 % der Einwohner des Big Horn County wurden außerhalb der Vereinigten Staaten geboren. 7,8 % gaben an, zu Hause eine andere Sprache als Englisch zu sprechen.
In 29 % der 4.262 Haushalten lebten Kinder und Jugendliche unter 18 Jahren. In 55 % der Haushalte lebten verheiratete, zusammenlebende Paare, 2,7 % Prozent waren allein erziehende Mütter. 29,3 % waren Singlehaushalte und in 37,7 % lebten Menschen im Alter von 65 Jahren oder darüber. Die Durchschnittshaushaltsgröße betrug 2,6 und die durchschnittliche Familiengröße lag bei 3,25 Personen. Auf das gesamte County bezogen setzte sich die Bevölkerung zusammen aus 23,6 % Einwohnern unter 18 Jahren, 54,3 % zwischen 18 und 65 Jahren und 22,1 % waren 65 Jahre alt oder darüber. Der Altersmedian betrug 40,9 Jahre und lag damit leicht über dem des Bundesstaates Wyoming. 48,5 % der Personen waren weiblich, 51,5 % männlich.
Das jährliche Durchschnittseinkommen pro Haushalt lag mit 61.262 US-Dollar deutlich unter dem in Wyoming (72.419 US-Dollar), das Durchschnittseinkommen einer Familie betrug 80.742 USD (Stand: 2022). Das Pro-Kopf-Einkommen betrug 29.746 USD. 11,1 % der Bevölkerung lebten unterhalb der Armutsgrenze. 18,8 % gaben an, keine Krankenversicherung zu besitzen.
| Jahr | Demokraten    | Republikaner  |
| ---- | ------------- | ------------- |
| 2024 | 12,94 % 742   | 84,86 % 4.867 |
| 2020 | 13,70 % 788   | 83,55 % 4.806 |
| 2016 | 11,36 % 604   | 76,49 % 4.067 |
| 2012 | 16,30 % 868   | 80,48 % 4.285 |
| 2008 | 20,87 % 1.108 | 76,18 % 4.045 |
| 2004 | 18,17 % 960   | 80,11 % 4.232 |
| 2000 | 20,41 % 1.004 | 75,64 % 3.720 |
| 1996 | 29,72 % 1.438 | 58,30 % 2.821 |
| 1992 | 25,54 % 1.216 | 46,54 % 2.216 |
| 1988 | 30,73 % 1.469 | 68,16 % 3.258 |
| 1984 | 22,37 % 1.175 | 76,51 % 4.019 |
| 1980 | 23,21 % 1.212 | 71,01 % 3.709 |
| 1976 | 34,08 % 1.618 | 65,66 % 3.117 |
| 1972 | 24,40 % 1.049 | 75,44 % 3.244 |
| 1968 | 27,77 % 1.201 | 64,07 % 2.771 |
| 1964 | 50,21 % 2.690 | 49,79 % 2.668 |
| 1960 | 37,21 % 2.044 | 62,79 % 3.449 |
| 1956 | 34,99 % 1.813 | 65,01 % 3.369 |
| 1952 | 31,23 % 1.755 | 68,67 % 3.859 |
| 1948 | 49,14 % 2.370 | 50,36 % 2.429 |
| 1944 | 46,53 % 2.314 | 53,47 % 2.659 |
| 1940 | 47,38 % 2.594 | 52,22 % 2.859 |
| 1936 | 60,28 % 3.156 | 38,12 % 1.996 |
| 1932 | 47,32 % 2.155 | 51,15 % 2.334 |
| 1928 | 25,95 % 933   | 73,58 % 2.646 |
| 1924 | 12,36 % 459   | 54,45 % 2.023 |
| 1920 | 33,01 % 1.082 | 65,80 % 2.157 |
| 1916 | 53,92 % 1.493 | 44,75 % 1.239 |
| 1912 | 30,83 % 691   | 35,43 % 794   |
| 1908 | 37,66 % 1.648 | 60,28 % 2.638 |
| 1904 | 27,11 % 751   | 70,83 % 1.962 |
| 1900 | 36,23 % 479   | 63,77 % 843   |
| 1896 | 51,57 % 591   | 46,95 % 538   |

## Politik
Ebenso wie der Bundesstaat Wyoming sowie ein Großteil der bevölkerungsarmen Countys der Rocky-Mountain-Region ist das Big Horn County eine Hochburg der Republikanischen Partei. Bei den Präsidentschaftswahlen gewann – mit Ausnahme der Wahlen 1896 sowie denen in den Jahren 1916, 1936 und 1964 – stets der Kandidat der Republikaner. Bei der Wahl 1964 konnte der demokratische Kandidat Lyndon B. Johnson im Big Horn County knapp gegen den republikanischen Herausforderer Barry Goldwater gewinnen. Seitdem siegten immer die Republikaner, seit der Wahl 2000 mit stets mehr als 75 % der Stimmen. Bei der Wahl 2024 stimmten rund 85 % der Wähler für Donald Trump, während Kamala Harris nur rund 13 % der Stimmen bekam. Bei den Gouverneurswahlen stimmte das Big Horn County zuletzt 2006 für einen Kandidat der Demokraten. Dave Freudenthal konnte bei dieser Wahl jedes County in Wyoming gewinnen. Seither wählte das County bei den Gouverneurswahlen stets republikanisch, zuletzt 2022 für Mark Gordon.
Im Repräsentantenhaus von Wyoming wird das Big Horn County aktuell (Stand 2025) durch die Republikaner Dalton Banks (26. Wahldistrikt), Martha Lawley (27. Wahldistrikt) und John R. Winter (28. Wahldistrikt) vertreten. Im Senat von Wyoming vertreten Ed Cooper und Dan Laursen, beide ebenfalls von der Republikanischen Partei, den 19. sowie den 20. Senatsdistrikt Wyomings, die Teile des Big Horn County umfassen. Die Wahldistrikte für das Repräsentantenhaus und den Senat von Wyoming umfassen Gebiete mit mindestens 9.000 bzw. 17.000 Einwohnern und richten sich seit 1992 nicht mehr nach den County-Grenzen.

## Wirtschaft & Infrastruktur

### Wirtschaft
Das Big Horn County selbst gibt die Förderung von Öl und Gas, den Bentonitabbau, Landwirtschaft, Viehzucht sowie den Tourismus als bedeutendste Wirtschaftszweige an. Insgesamt sind im County 4.118 Personen beschäftigt. 64,3 % arbeiten im Privatsektor, 35,7 % sind Regierungsangestellte. 1.125 Personen oder 29,5 % der Berufstätigen arbeiten dabei in der Kommunalverwaltung, in Schulen oder Krankenhäusern. 479 Personen (11,5 %) der Menschen sind im Bergbau oder Rohstoffabbau tätig. 333 Personen (8,1 %) haben Bauberufe inne, 302 Menschen (7,3 %) arbeiten im verarbeitenden Gewerbe. Im Einzelhandel arbeiten 249 Personen (6,0 %), im Freizeit- und Gastgewerbe sind 290 Menschen (7,1 %) tätig. 293 Personen (7,1 %) arbeiten in professionellen oder geschäftlichen Dienstleistungen. In der Land- und Forstwirtschaft sind lediglich 135 Personen (3,3 %) beschäftigt.

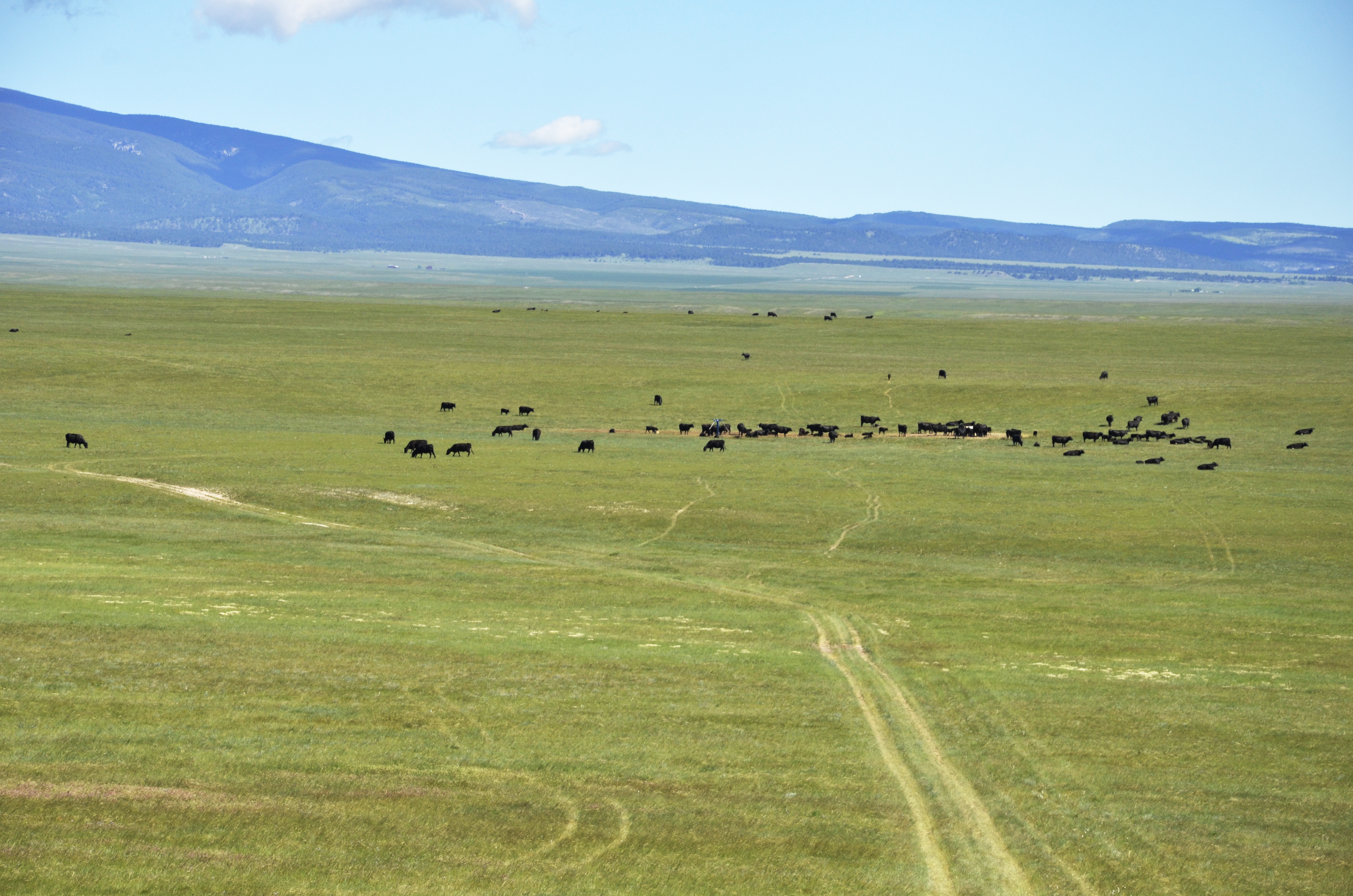
Viehweidewirtschaft im östlichen Bighorn Basin.

1.547 Menschen mit Wohnsitz im Big Horn County pendeln zum Arbeiten in ein benachbartes County, davon 482 (31,2 %) ins westlich gelegene Park County. 140 (9,0 %) pendeln ins Washakie County, 116 (7,5 %) ins Natrona County und 100 (6,5 %) ins Laramie County. 1.189 Menschen aus benachbarten Countys arbeiten im Big Horn County, mit 459 Personen (38,6 %) kommen die meisten Pendler ebenfalls aus dem Park County. 107 Personen (9,0 %) pendeln aus dem Washakie County ins Big Horn County. Die Anzahl der Auspendler liegt somit über der der Einpendler.
Im Big Horn County werden seit Jahrzehnten große Mengen an Erdöl und Erdgas gefördert. In den 1880er-Jahren wurde erstmals Öl innerhalb des Bighorn Basin entdeckt, das aus einer Quelle an der Bonanza-Antiklinale sickerte. Seitdem wurde Öl aus mehr als 125 Ölfeldern im Becken und aus mehr als 30 Lagerstätten gefördert, deren Alter vom Kambrium bis zum Paläozän reicht. Sieben dieser Felder gehören zu den zehn meistproduzierenden Ölfeldern in Wyoming. Das geförderte Öl und Gas wird über Pipelines vorrangig nach Süden transportiert. Bereits 1927 errichtete die Big Horn Gas Company die erste größere Gaspipeline, die von den Gasfeldern im Park County nach Greybull und Basin führte. Die Haupterdölleitung verläuft heute von den Ölfeldern im nördlichen Teil des Countys über Lovell und Basin nach Süden und weiter durch das Wind River sowie das Green River Basin bis zum Pipelineknotenpunkt in Green River im Sweetwater County. Einige Seitenleitungen verbinden die Hauptleitung mit den Ölfeldern bei Byron sowie denen westlich des Bighorn River. Eine weitere Hauptleitung verläuft parallel durch das Park County und trifft im Hot Springs County auf die Pipeline nach Green River. Trotz noch vorhandener Lagerbestände geht die Erdölförderung in den letzten Jahrzehnten zurück. Die zukünftige Ölproduktion wird von dem Erfolg sekundärer und tertiärer Förderungsmethoden abhängen.

### Tourismus

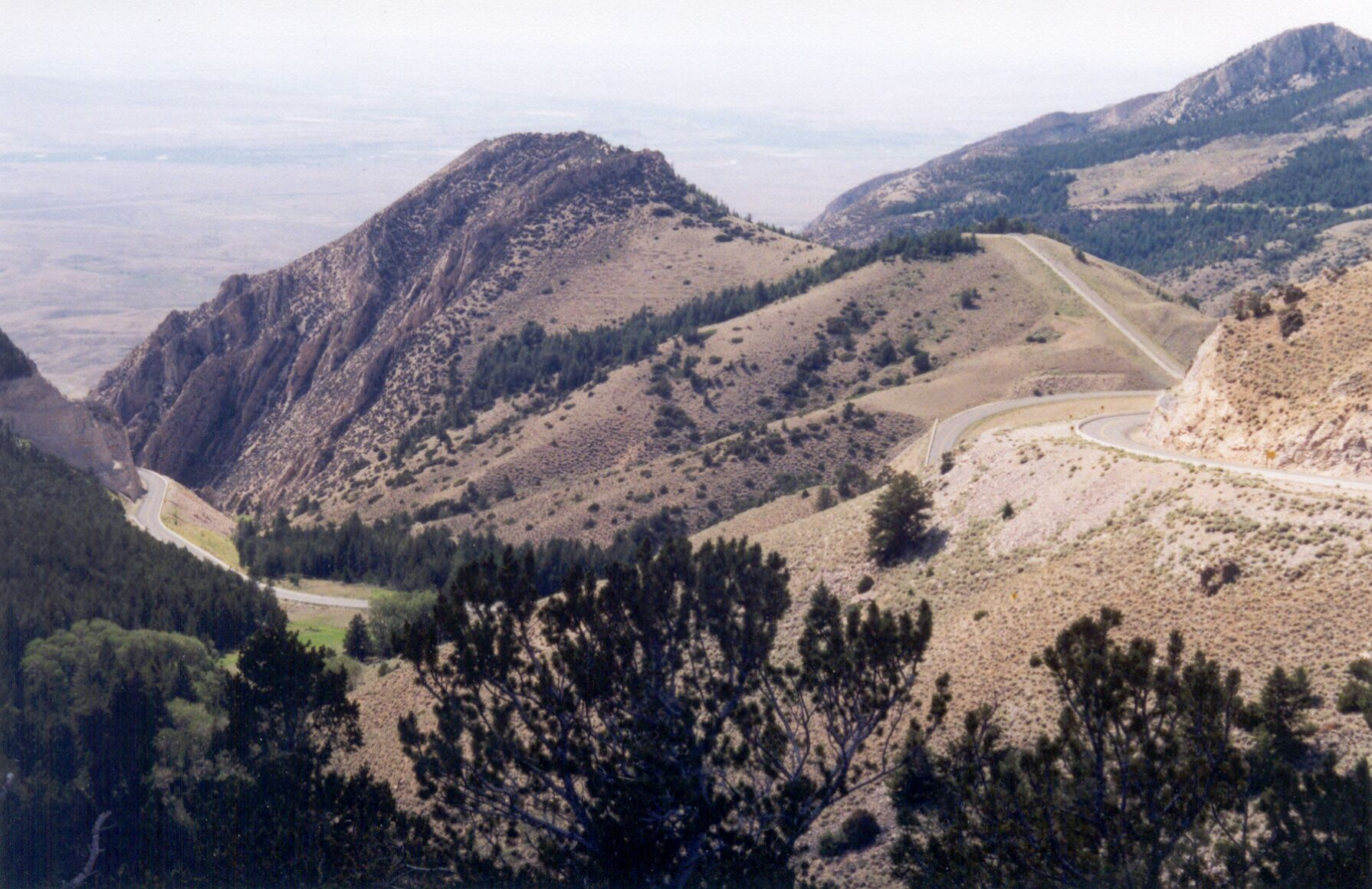
Der U.S. Highway 14Alt beim Anstieg in die Bighorn Mountains.

Der Tourismus im Big Horn County gewinnt an Bedeutung, nimmt allerdings im regionalen Vergleich dennoch eine eher untergeordnete Rolle ein. Die Ausgaben im Tourismussektor im Jahr 2023 beliefen sich auf 40,1 Millionen US-Dollar. Damit liegt das Big Horn County deutlich unter dem Durchschnitt der Countys in Wyoming. Im Vergleich zu anderen Countys sind die Ausgaben nur leicht gestiegen, von 28,4 Millionen US-Dollar im Jahr 2014 auf 40,1 im Jahr 2023. Das Einkommen durch den Tourismus betrug 2023 7,9 Millionen US-Dollar. Im Big Horn County gibt es 353 Jobs in der Tourismusbranche, damit liegt das County auf dem siebtletzten Platz in Wyoming. Waren es 2019 noch 400 Jobs, geht die Anzahl seither stetig zurück. 2023 gab es im Big Horn County 257.400 Übernachtungen bei 101.000 Übernachtungsgästen, was jeweils leichten Zunahmen im Vergleich zum Vorjahr entspricht. Im Schnitt gab eine Person 114 US-Dollar pro Tag und 291 US-Dollar pro Aufenthalt aus. Diese Werte liegen weit unter dem County-Durchschnitt des Staates Wyoming. Im benachbarten Park County gab es 2023 beispielsweise 2.617.700 Übernachtungen bei 984.900 Übernachtungsgästen, von denen jeder im Schnitt 480 US-Dollar pro Aufenthalt ausgab. Die durchschnittliche Reisegruppengröße im Big Horn County betrug 2,4 Personen, ein Besucher blieb im Schnitt 2,5 Tage.
Im Big Horn County gibt es mehrere Scenic Byways, die allesamt im Osten des Countys verlaufen. Der U.S. Highway 14 zwischen Greybull und Burgess Junction im Sheridan County verläuft als Bighorn Scenic Byway auf 93 Kilometer Länge durch die Bighorn Mountains. Von Burgess Junction führt der U.S. Highway 14Alt als Medicine Wheel Passage Scenic Byway durch die nördlichen Gebirgsausläufer nach Westen. Der rund 55 Kilometer lange Red Guch/Alkali Scenic Backway führt vom Wyoming Highway 31 bei Hyattville auf den unbefestigten County Roads 1111 und 1109 durch das Hinterland des Bighorn Basin bis zum U.S. Highway 14 bei Shell und erschließt unter anderem die Medicine Lodge State Archaeological Site sowie die Red Gulch Dinosaur Tracksite. Durch die zentralen Bighorn Mountains führt der als Cloud Peak Skyway Scenic Byway ausgeschriebene U.S. Highway 16 im Verlauf von Buffalo über den Powder River Pass bis Ten Sleep. Am Meadowlark Lake verläuft er für wenige Kilometer durch das Big Horn County.
Zu den wichtigsten Tourismusdestinationen gehört die Bighorn Canyon National Recreation Area, die jährlich von mehr als 200.000 Menschen besucht wird. Weitere Ziele sind der Bighorn National Forest, die Cloud Peak Wilderness oder das Medicine Wheel. Zudem liegt das County auf dem Weg beliebter Reiserouten zum Yellowstone-Nationalpark.

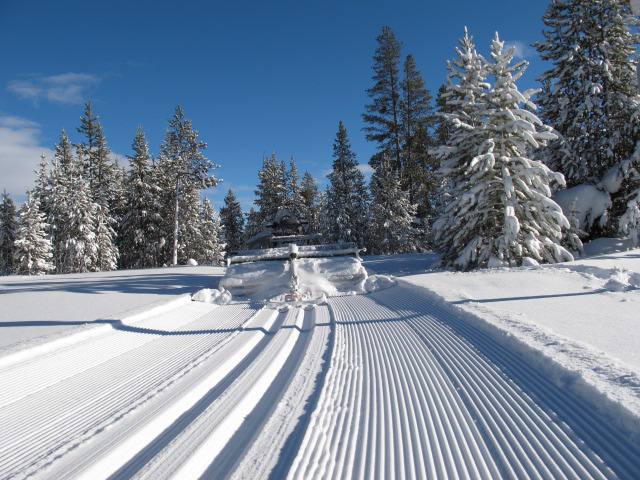
Präparierte Loipe im Bighorn National Forest.

Die Bighorn Mountains gelten als beliebte Urlaubsdestination in den Wintermonaten, der Winter- und Skitourismus spielt im Big Horn County selbst allerdings eine eher untergeordnete Rolle. Mit der Meadowlark Ski Lodge an der Grenze zum Washakie County sowie dem Antelope Butte Ski Resort am U.S. Highway 14 nordöstlich von Shell gibt es zwei kleinere Skigebiete, die mit jeweils drei Skiliften und insgesamt 30 Pistenkilometern aufwarten. Mit fast 500 Kilometern an präparierten Loipen stellen die Bighorn Mountains ein bekanntes Ziel für Touren mit Schneemobilen dar. Von verschiedenen Unterkünften und buchbaren Lodges werden Schneemobilfahrten im Bighorn National Forest angeboten. Zudem sind die Bighorn Mountains bei Skitourengängern und Snowboardern beliebt.

### Verkehr

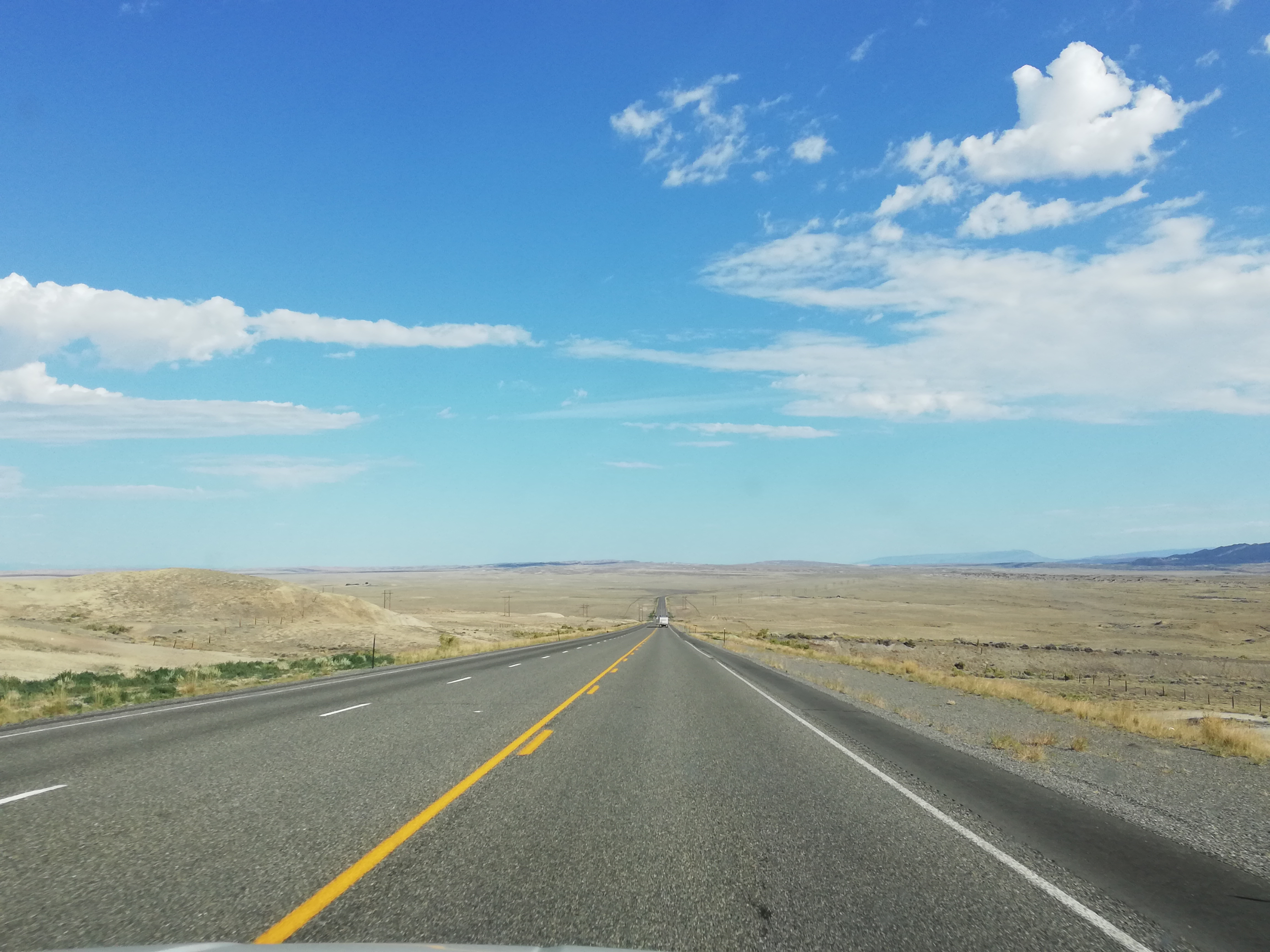
WYO-789/US-310 nordwestlich von Greybull.

Wie ein Großteil der Countys in Wyoming hat auch das Big Horn County keinen Interstate-Anschluss. Die Interstate 90 führt östlich der Bighorn Mountains in den Countys Johnson und Sheridan in nördliche Richtung. Die überwiegend in Süd-Nord sowie in West-Ost-Richtung verlaufenden U.S. und State Highways bilden die wichtigsten Verkehrsachsen. Das Straßennetz des Big Horn County umfasst etwa 2130 Kilometer. Davon sind 650 Kilometer Bundesstraßen (U.S. Highways), 468 Kilometer Staatsstraßen (State Highways) und 895 Kilometer County Roads. Längste Straße im County ist der Wyoming Highway 789, der auf 128 Kilometern von der Süd- bis zur Nordgrenze des Countys verläuft. Er führt gebündelt mit dem U.S. Highway 16 und dem U.S. Highway 20 über Manderson und Basin bis Greybull, folgt dann wenige Kilometer dem U.S. Highway 14 und verläuft mit dem U.S. Highway 310 über Lovell, Cowley, Deaver und Frannie bis zur Staatsgrenze zu Montana. Wichtigste Ost-West-Verkehrsachsen sind der über den Granite Pass in den Bighorn Mountains nach Westen verlaufende U.S. Highway 14 sowie dessen Alternativroute US-14Alt, die weiter nördlich, ebenfalls aus den Bighorn Mountains kommend, durch das Bighorn Basin nach Westen führt, bei Lovell auf gemeinsamer Trasse mit WYO-789 und US-310 verläuft und über Byron in Richtung Powell im Park County führt. Der Wyoming Highway 32 verbindet US-14 und US-14Alt im äußersten Westen des Countys, der Wyoming Highway 30 bietet Anschluss nach Burlington und Otto. Der Wyoming Highway 31 verläuft als Stichstraße nach Hyattville. 2018 waren im County 20.364 Fahrzeuge zugelassen.

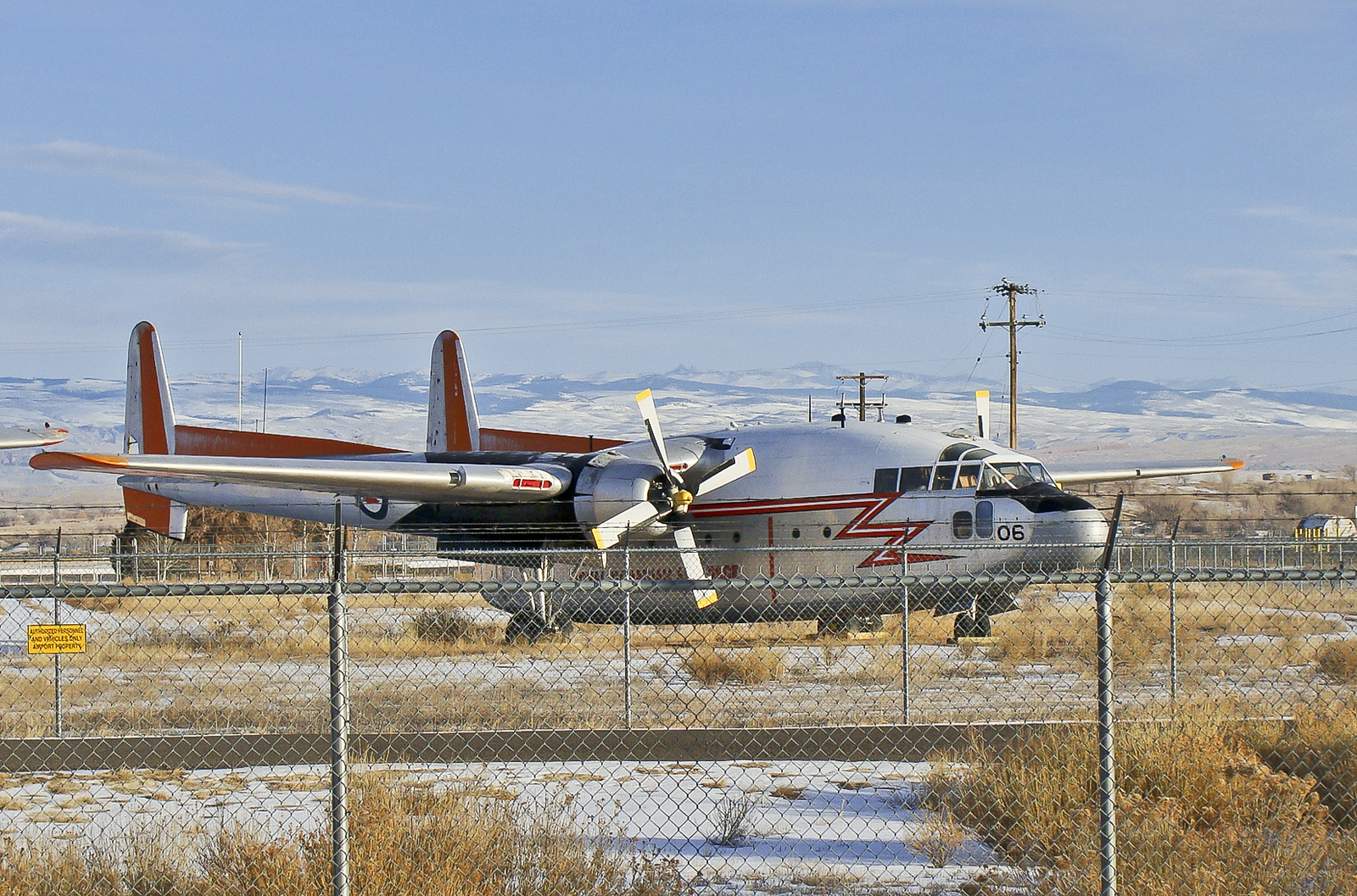
Eine Fairchild C-119 auf dem South Big Horn County Airport bei Greybull.

Regional- und Fernstraßen im Big Horn County:
| - U.S. Highway 14 - U.S. Highway 14A - U.S. Highway 16 - U.S. Highway 20 | - U.S. Highway 310 - Wyoming Highway 30 - Wyoming Highway 31 - Wyoming Highway 32 | - Wyoming Highway 33 - Wyoming Highway 35 - Wyoming Highway 36 - Wyoming Highway 37 | - Wyoming Highway 114 - Wyoming Highway 295 - Wyoming Highway 433 - Wyoming Highway 789 |

Einen öffentlichen Personennahverkehr gibt es im Big Horn County nicht. Im Fernbusverkehr werden Basin und Greybull vom Unternehmen Express Arrow bedient, das einmal pro Woche in beide Richtungen auf der Strecke Cheyenne–Shoshoni–Billings fährt. Der Personenverkehr auf der Schiene wurde bereits 1967 eingestellt (siehe Burlington Route im Abschnitt Geschichte).
Mit dem South Big Horn County Airport nordwestlich von Greybull und dem North Big Horn County Airport nordöstlich von Cowley verfügt das County über zwei Flugplätze für die allgemeine Luftfahrt. Der South Big Horn County Airport dient zudem als Stützpunkt für Löschflugzeuge bei der Bekämpfung von Waldbränden im Norden Wyomings. Nächstgelegener Verkehrsflughafen ist der Yellowstone Regional Airport bei Cody im Park County.

### Bildung und Gesundheit
| Schulart           | Anzahl | Schüler |
| ------------------ | ------ | ------- |
| Elementary School  | 5      | 1.131   |
| Middle School      | 4      | 589     |
| High School        | 4      | 816     |
| Middle/High School | 1      | 133     |
| Schuldistrikt      |        |         |
| School District 1  | 6      | 1.238   |
| School District 2  | 3      | 728     |
| School District 3  | 3      | 469     |
| School District 4  | 2      | 234     |
| Gesamt             | 14     | 2.669   |

Das Schulangebot wird durch vier unabhängige Schuldistrikte abgedeckt. Der die Gemeinden Burlington, Byron, Cowley, Deaver, Frannie und Otto umfassende School District Number 1 beherbergt insgesamt sechs Schulen, die von rund 1.200 Schülern besucht werden. Während Lovell einen eigenen Schuldistrikt (Number 2) bildet, zählen Greybull, Emblem und Shell zum School District Number 3. Der vierte Distrikt umfasst die Gemeinden Basin, Hyattville, Manderson und Meadow Lark Lake. Insgesamt gibt es im Big Horn County jeweils fünf Grund-, Mittel- und weiterführende Schulen. Zum Schuljahr 2022/23 besuchten insgesamt 2.669 Schüler eine der Schulen im County. Die Rocky Mountain Elementary School in Cowley ist mit 370 Schülern im Schuljahr 2022/23 die größte Schule im County. Höhere Bildungseinrichtungen finden sich mit dem Northwest College in Powell und dem Sheridan College in Sheridan lediglich außerhalb des Countys; die nächstgelegene Universität ist die Montana State University Billings im südlichen Montana. Das Big Horn County Library System unterhält insgesamt fünf öffentliche Bibliotheken in den Orten Basin, Greybull, Lovell, Deaver und Frannie.
Am U.S. Highway 20 zwischen Basin und Greybull liegt mit Three Rivers Health, ehemals bekannt als South Big Horn County Hospital, das einzige Krankenhaus des Countys. In Basin befindet sich mit dem Wyoming Retirement Center zudem ein vom Wyoming Department of Health unterhaltenes Pflegeheim.

### Medien
Wichtigste regionale Wochenzeitung im County mit einer Auflage von rund 2.000 Exemplaren ist der Lovell Chronicle. Wöchentlich erscheinen zudem der Greybull Standard sowie der Basin Republican Rustler, der aus dem früheren Big Horn Rustler hervorgegangen ist. Der Basin City Herald und der Otto Courier, die im späten 19. Jahrhundert gegründet wurden, haben heute nicht mehr Bestand. Ebenso gibt es im County sieben lokale Radiosender, die gesendete Musik reicht von Country über Oldies bis hin zu klassischem Rock. Mehrere lokale TV-Stationen sind ebenfalls vorhanden.

## Kultur und Sehenswürdigkeiten

### Bauwerke und Architektur
Siehe auch: Liste der Einträge im National Register of Historic Places im Big Horn County (Wyoming)
23 Bauwerke und historische Stätten im Big Horn County wurden in das National Register of Historic Places aufgenommen. Überregionale Bedeutung hat das Medicine Wheel/Medicine Mountain National Historic Landmark. Die prähistorische archäologische Landschaft umfasst mit dem Bighorn Medicine Wheel das wohl bedeutendste Exemplar eines Medizinrads. An der spirituellen Stätte der amerikanischen Ureinwohner finden noch heute zeremonielle Stammesaktivitäten statt. Bedeutende architektonische Bauwerke sind das 1916 im romanischen Stil erbaute Big Horn Academy Building in Cowley, das 1950 errichtete Hyart Theater in Lovell, der im Early Commercial-Stil erbaute Carey Block in Greybull sowie die im Stil des Neoklassizismus erbaute United States Post Office in Basin. Noch heute finden sich im County mehrere historische Fachwerkbrücken: Mit der EJE Bridge over Shell Creek sowie der EJZ Bridge over Shoshone River existieren zwei historische Warren truss-Fachwerkbrücken, die beide in den 1920er-Jahren erbaut wurden. Über den Nowood River führt zudem die EJP County Line Bridge, eine 1917 erbaute Camelback truss-Brücke; bei Manderson wird der Bighorn River von der Rairden Bridge überquert, einer Pennsylvania truss-Fachwerkbrücke.
Am östlichen Ortsausgang von Lovell wurde 1976 mit dem Besucherzentrum der Bighorn Canyon National Recreation Area eines der ersten Bauwerke in den Vereinigten Staaten in Solararchitektur erbaut. Das Cal S. Taggart Visitor Center galt als die erste Einrichtung im System des National Park Service, die hauptsächlich mit Sonnenenergie betrieben wurde. Das Besucherzentrum beinhaltet heute mehrere Ausstellungen zu den Themen Geologie, Natur- und Kulturgeschichte.

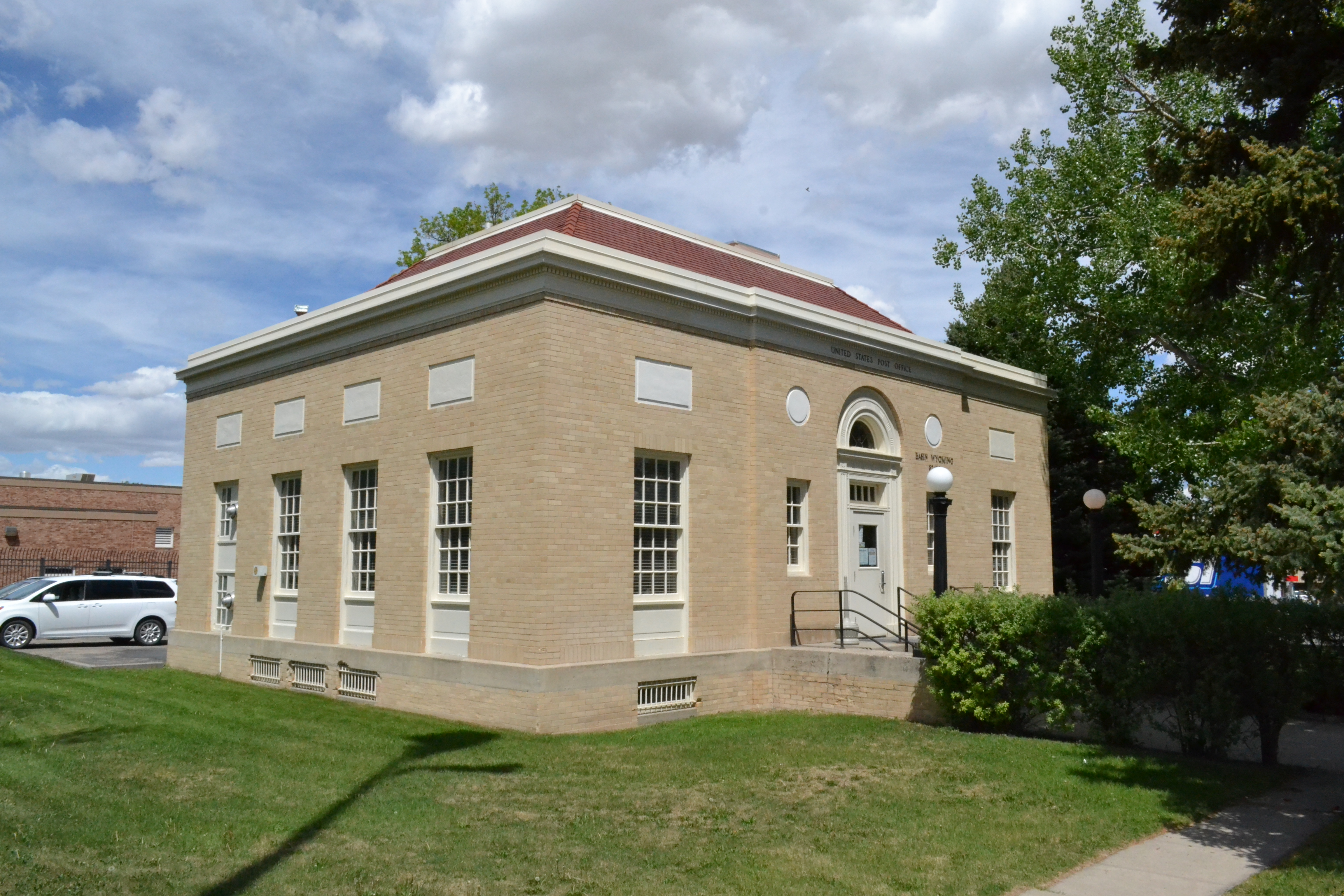
United States Post Office, Basin
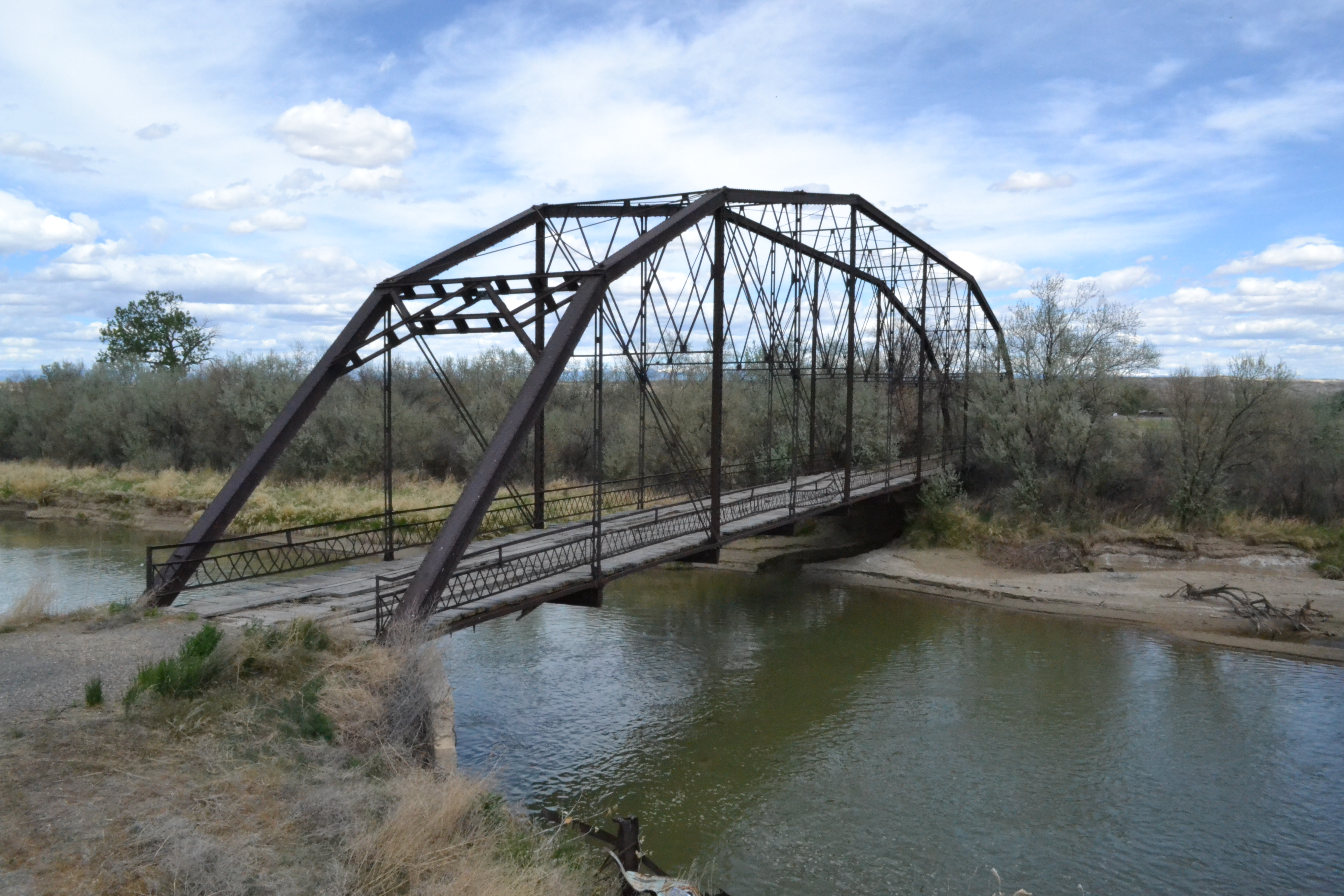
Rairden Bridge
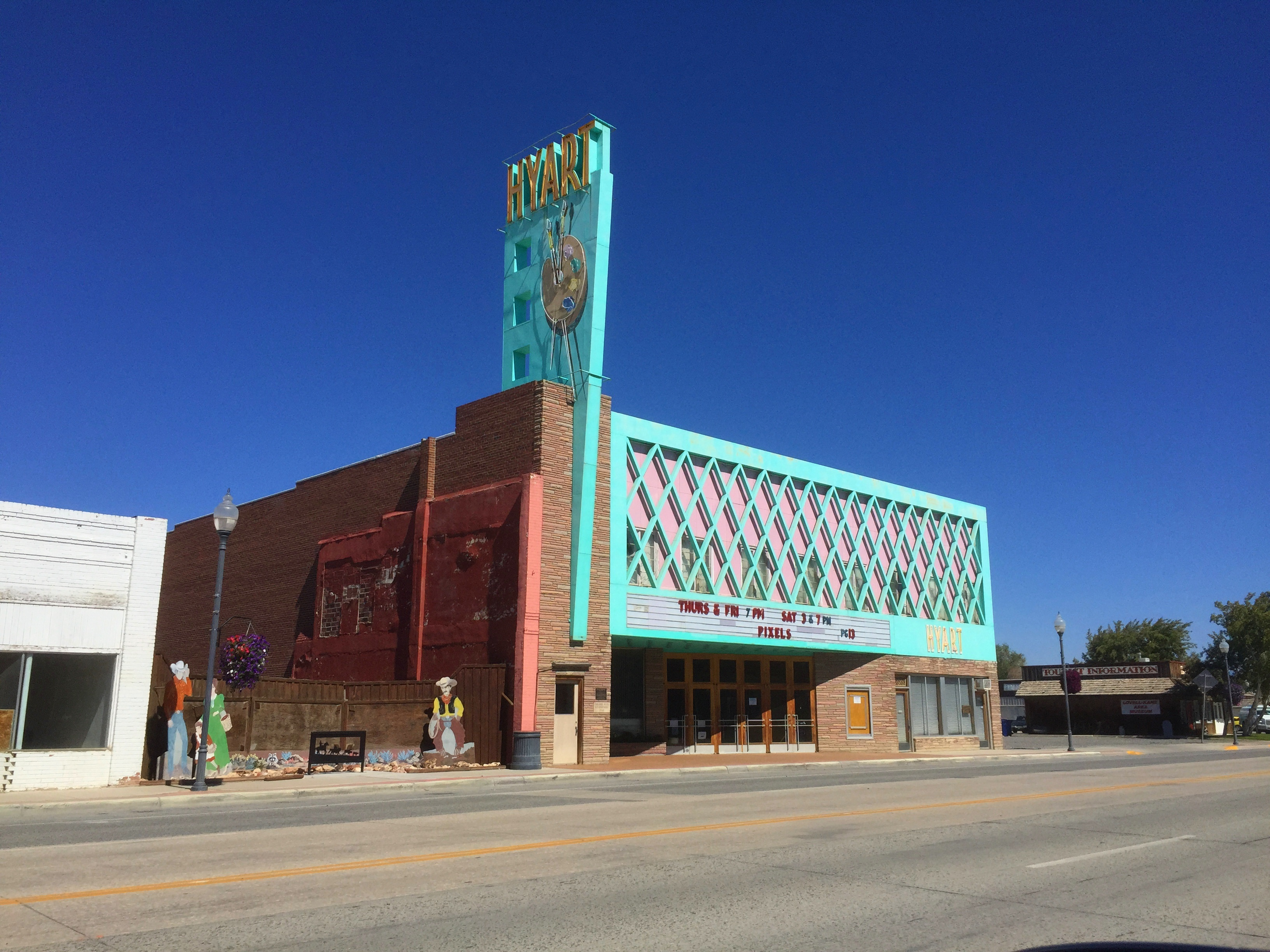
Hyart Theater, Lovell
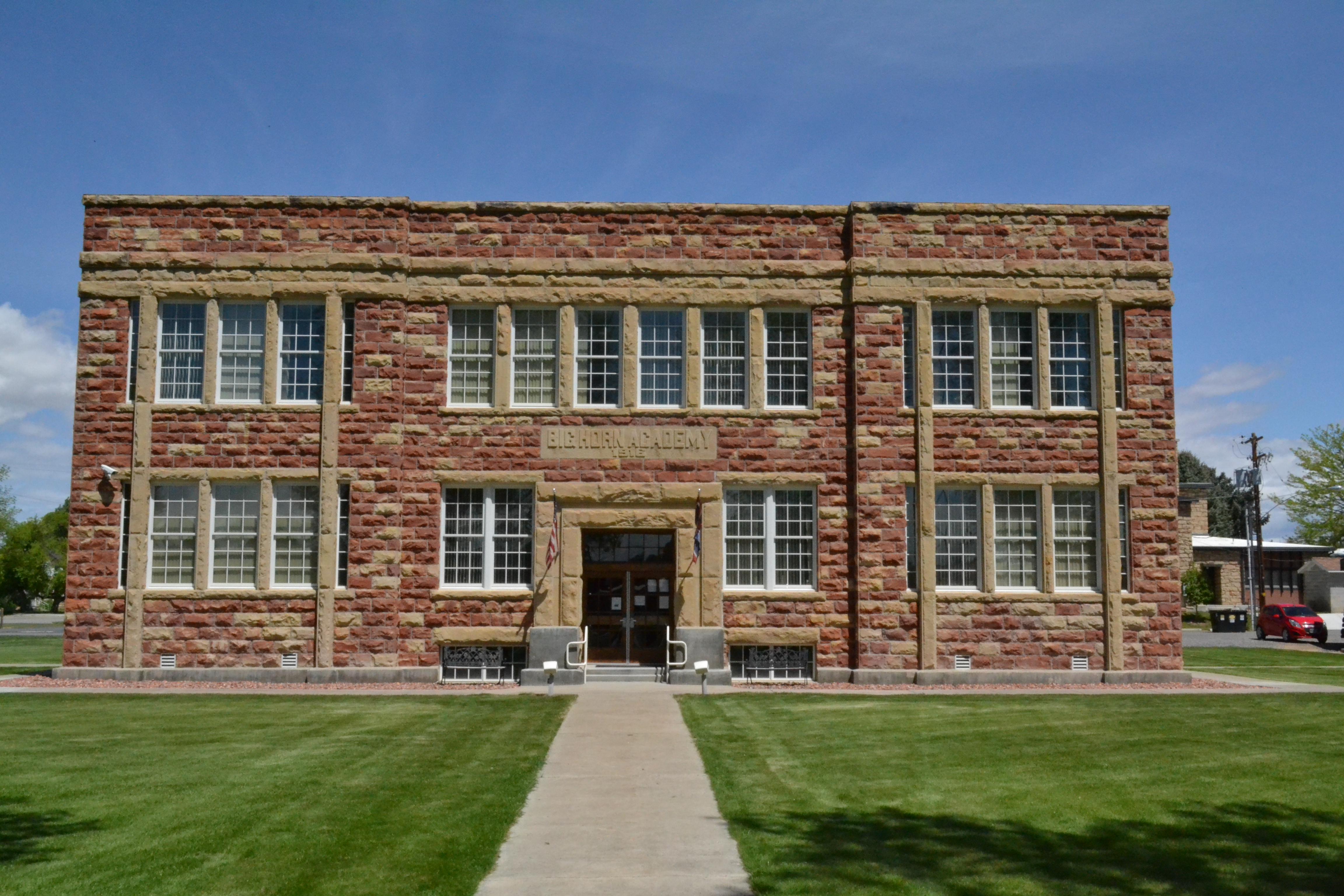
Big Horn Academy Building, Cowley
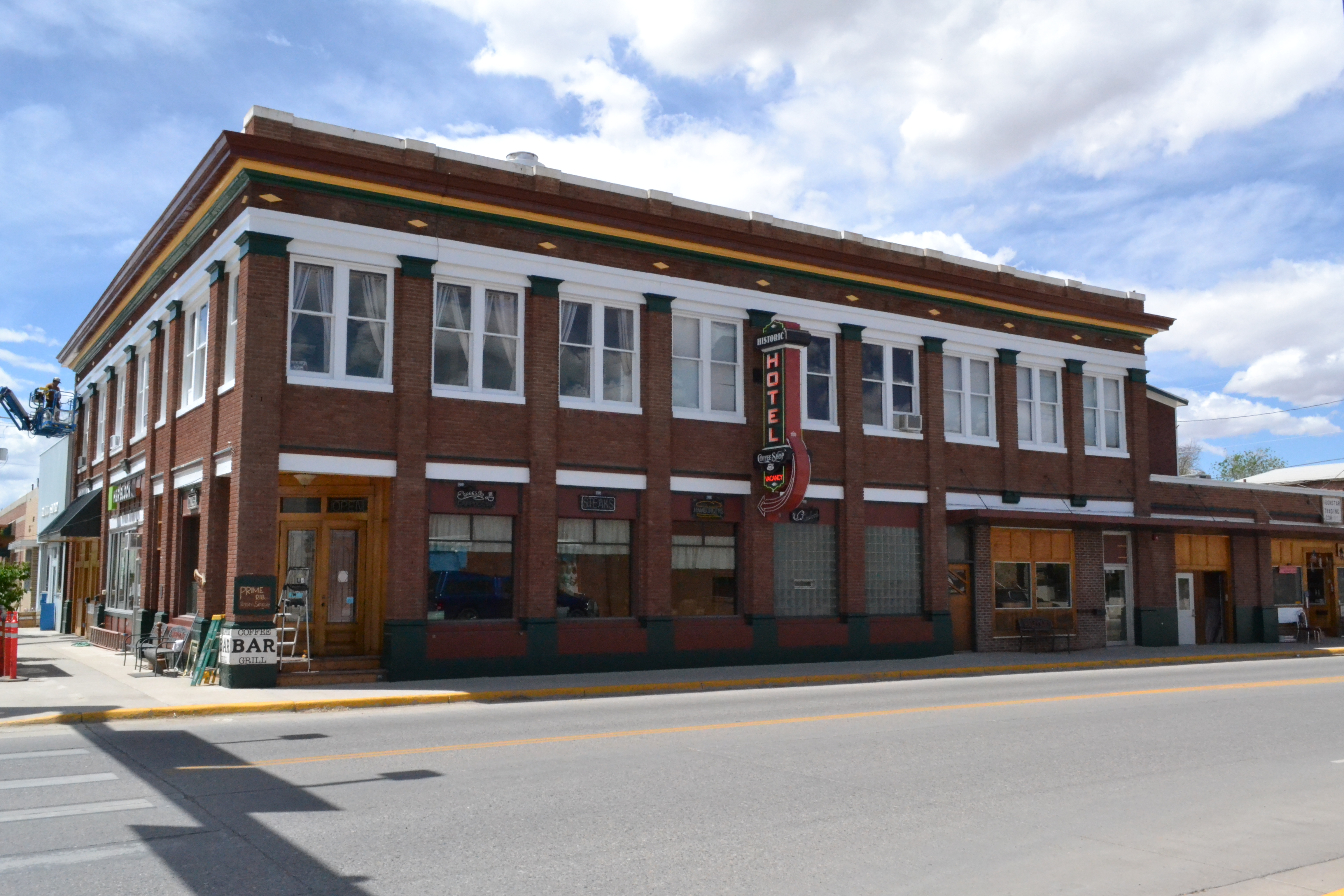
Carey Block, Greybull
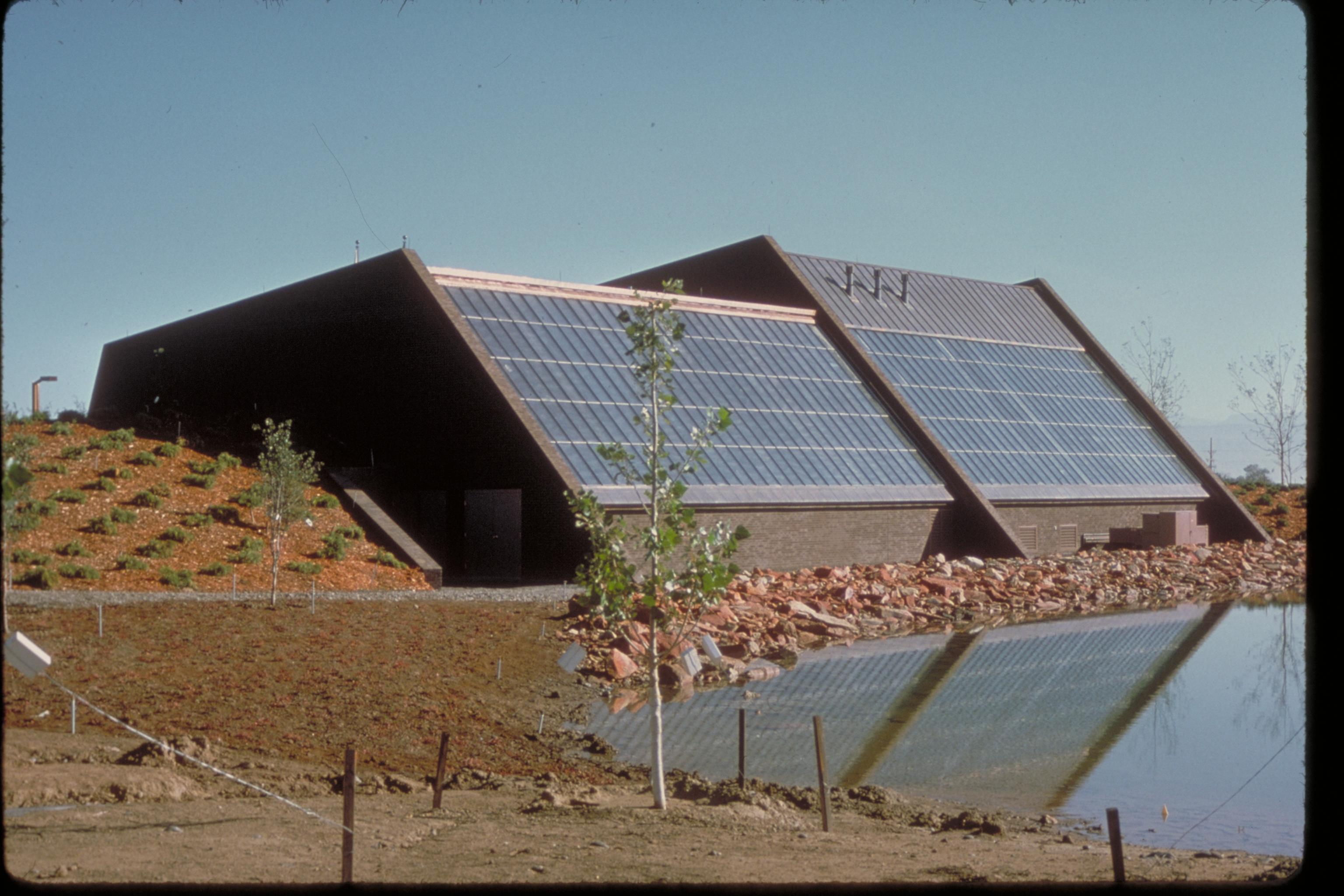
Cal S. Taggart Visitor Center, Lovell

### Kultur
Das größte Volksfest im County ist das jährlich in der letzten Juliwoche stattfindende Big Horn County Fair auf dem eigens dafür vorgesehenen Fairground in Basin. Auf dem Jahrmarkt gibt es unter anderem Haustier- und Viehshows, kulinarische Angebote, Kunsthandwerk, Musikkonzerte, eine Parade sowie ein Rodeo. Im gesamten Bighorn Basin findet seit 2015 jährlich der Big Horn Rodeo Circuit mit dem Ziel statt, die Rodeos der verschiedenen Gemeinden miteinander zu verknüpfen. In neun verschiedenen Orten gibt es dabei Rodeo-Wettkämpfe, 2024 machte die Tour unter anderem in Cowley, Greybull, Lovell und Basin Halt. An einer Skihütte am Meadowlark Lake findet zudem das Sweet 16 Snowfest statt, bei dem unter anderem ein Skirennen ausgetragen wird. Da der Meadowlark Lake nur über den U.S. Highway 16 von Ten Sleep aus zu erreichen ist, wird das Fest sowie das dortige Skigebiet primär von Einwohnern aus dem Washakie County besucht.

### Museen

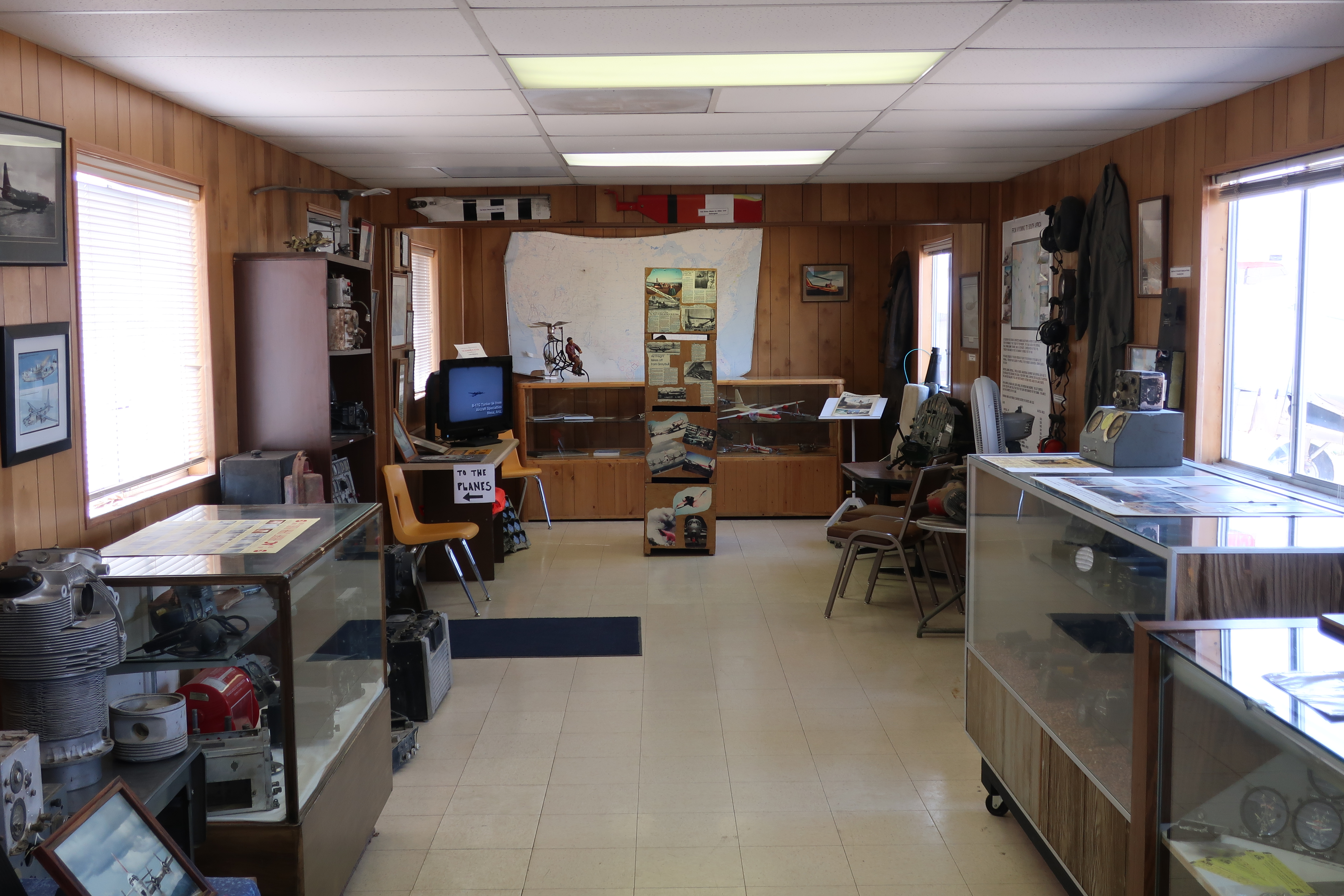
Das Museum of Flight and Aerial Firefighting in Greybull.

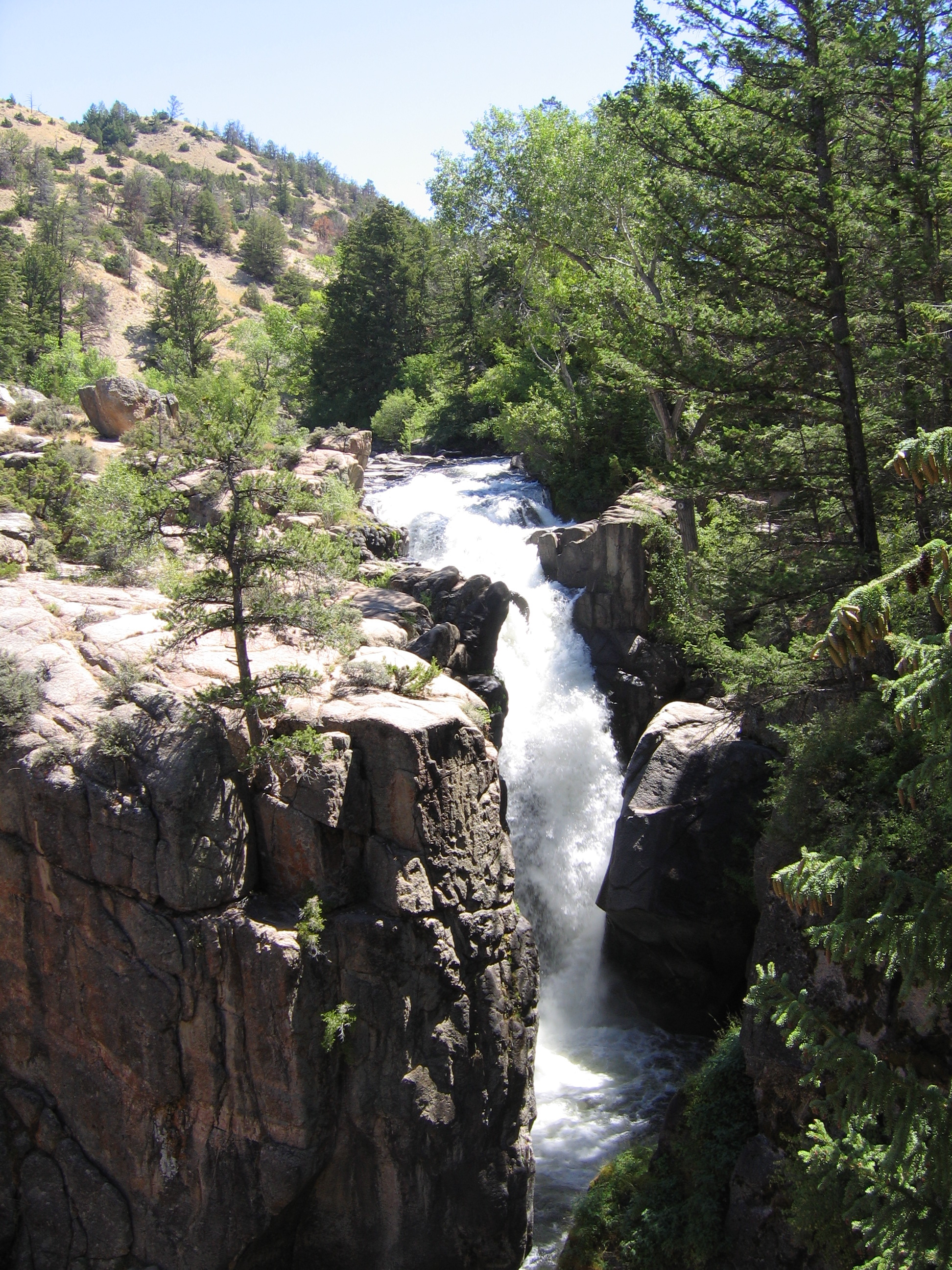
Die Shell Falls in den Bighorn Mountains.

Es gibt insgesamt sechs Museen im Big Horn County, die den Fokus auf Natur- und Kulturgeschichte sowie die regionale Geologie legen. Das Museum of Flight and Aerial Firefighting am South Big Horn County Airport in Greybull beschäftigt sich mit der lokalen Luftfahrtgeschichte sowie der Geschichte der Brandbekämpfung mit Löschflugzeugen. Zu den hier ausgestellten Exponaten gehören unter anderem eine Consolidated PB4Y Privateer, eine Fairchild C-119 sowie eine Lockheed P2V Neptune. Seit 2022 ist zudem eine Aero Commander 500 ausgestellt. Ebenfalls in Greybull befindet sich mit dem Bighorn Basin Dinosaur & Geoscience Museum ein Museum, das über die Geologie und Paläontologie des Bighorn Basin informiert. Bis zum Jahr 2026 ist der Bau eines rund 280 m² großen Ausstellungsgebäudes geplant, das nach eigenen Angaben eine der weltweit vollständigsten Sammlungen von Dinosauriern aus dem Jura enthalten soll. In unmittelbarer Entfernung liegt zudem das Greybull Museum, das sich ebenfalls mit der Geologie sowie mit Natur- und Kulturgeschichte der Region beschäftigt. Weiter nördlich thematisiert das Lovell-Kane Area Museum in Lovell die Geschichte des nördlichen Big Horn County. Weitere Museen sind das Cowley Pioneer Museum in Cowley sowie das Byron Museum in Byron, die sich beide mit der lokalen Geschichte auseinandersetzten. 

### Sehenswürdigkeiten
An Erholungsmöglichkeiten und kulturellen Attraktionen bietet das County Naturschutzgebiete, Museen sowie eine Reihe geologischer und archäologischer Stätten. Einzeln aufzuführen sind:
- die Bighorn Canyon National Recreation Area mit dem Bighorn Canyon, dem Bighorn Lake und der Pryor Mountains Wild Horse Range.
- die Bighorn Mountains mit dem Bighorn National Forest, der Cloud Peak Wilderness, dem Cloud Peak oder den Shell Falls.
- das Medicine Wheel/Medicine Mountain National Historic Landmark in den nördlichen Bighorn Mountains sowie
- die Red Gulch Dinosaur Tracksite und die Medicine Lodge State Archaeological Site im östlichen Bighorn Basin.

## Orte im Big Horn County

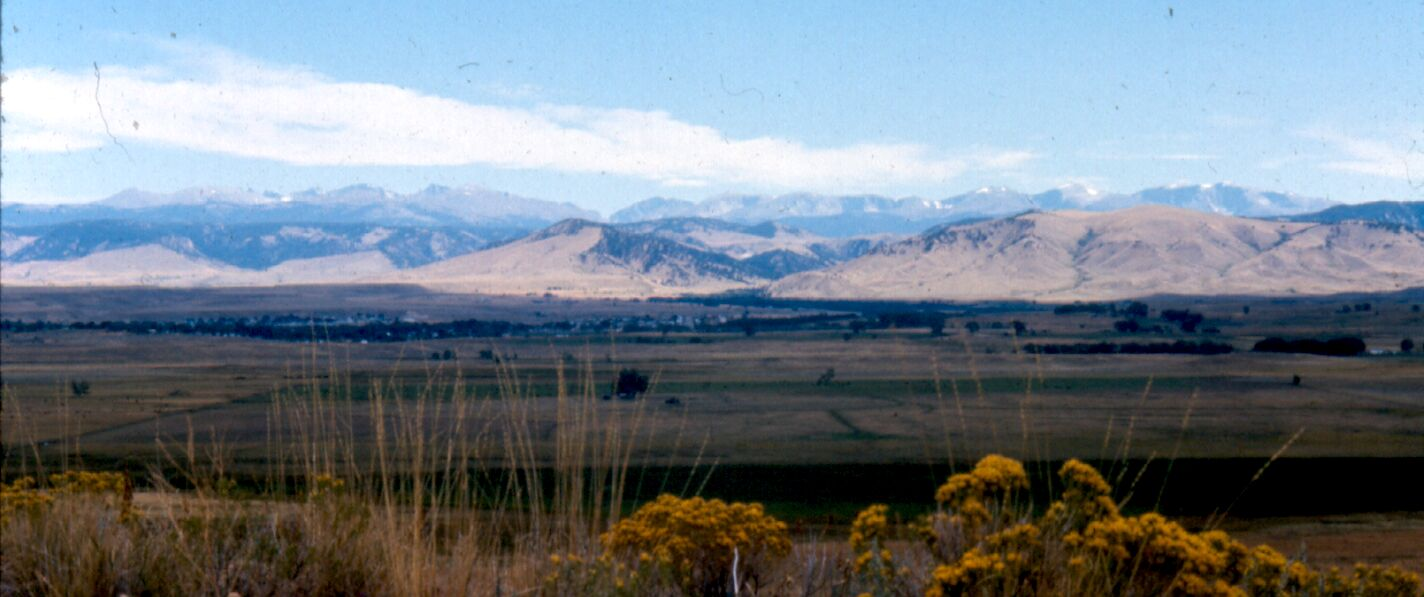
Blick nach Osten auf den Ort Greybull im Bighorn Basin vor den Bighorn Mountains (1980).

Towns
| - Basin - Burlington - Byron | - Cowley - Deaver - Frannie | - Greybull - Lovell - Manderson |

Census-designated places (CDP)
| - Hyattville - Shell |

Unincorporated Communitys
| - Emblem - Meadow Lark Lake - Otto |

Ghost Town
| - Kane |